# Piwo

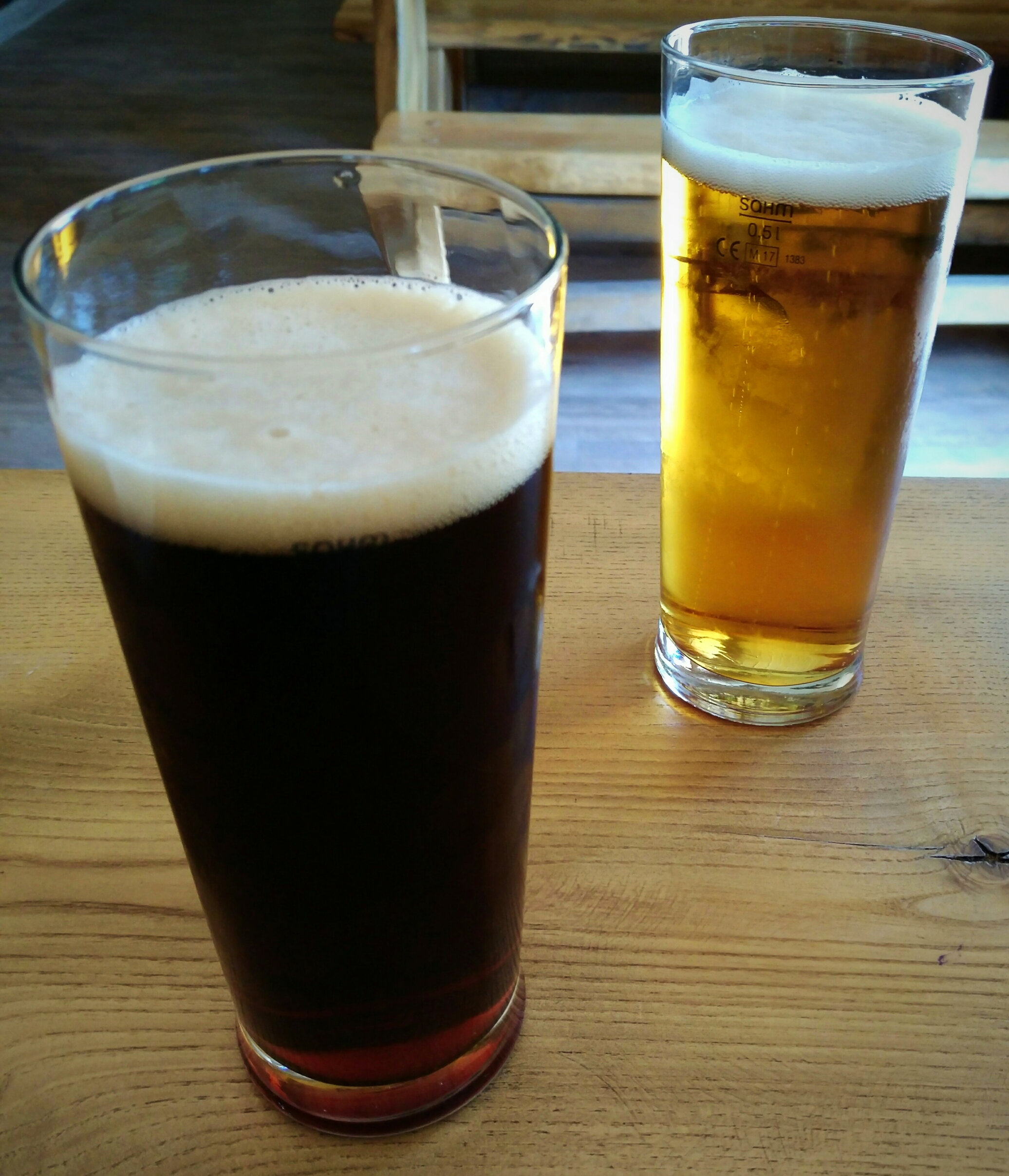
Ciemne i jasne piwo

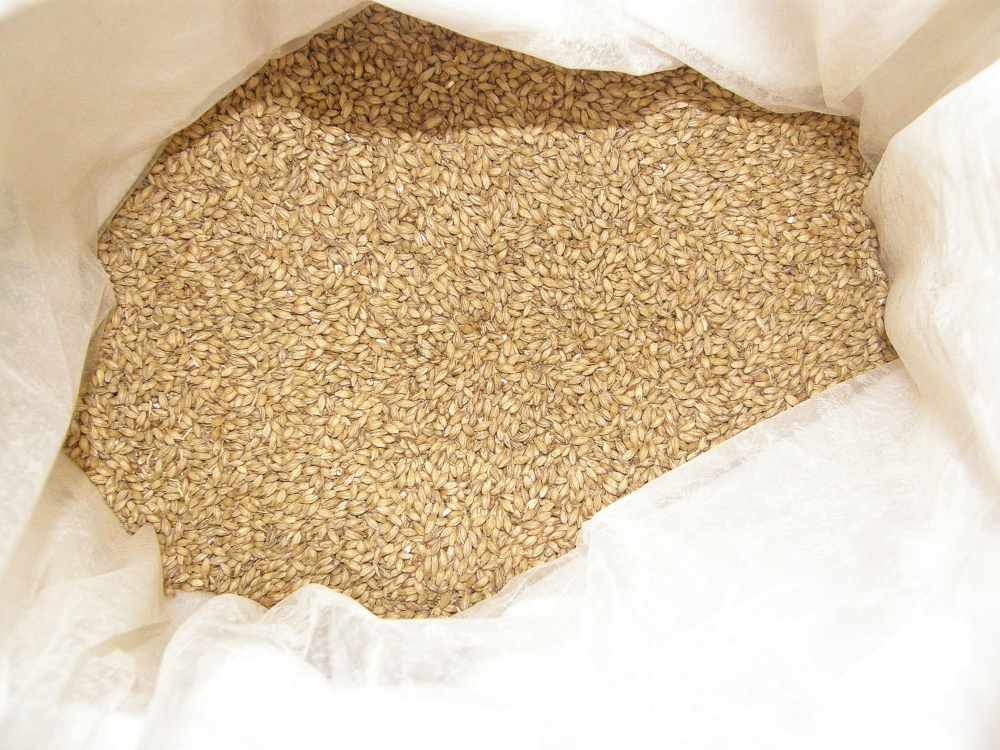
Słód – główny składnik do produkcji piwa

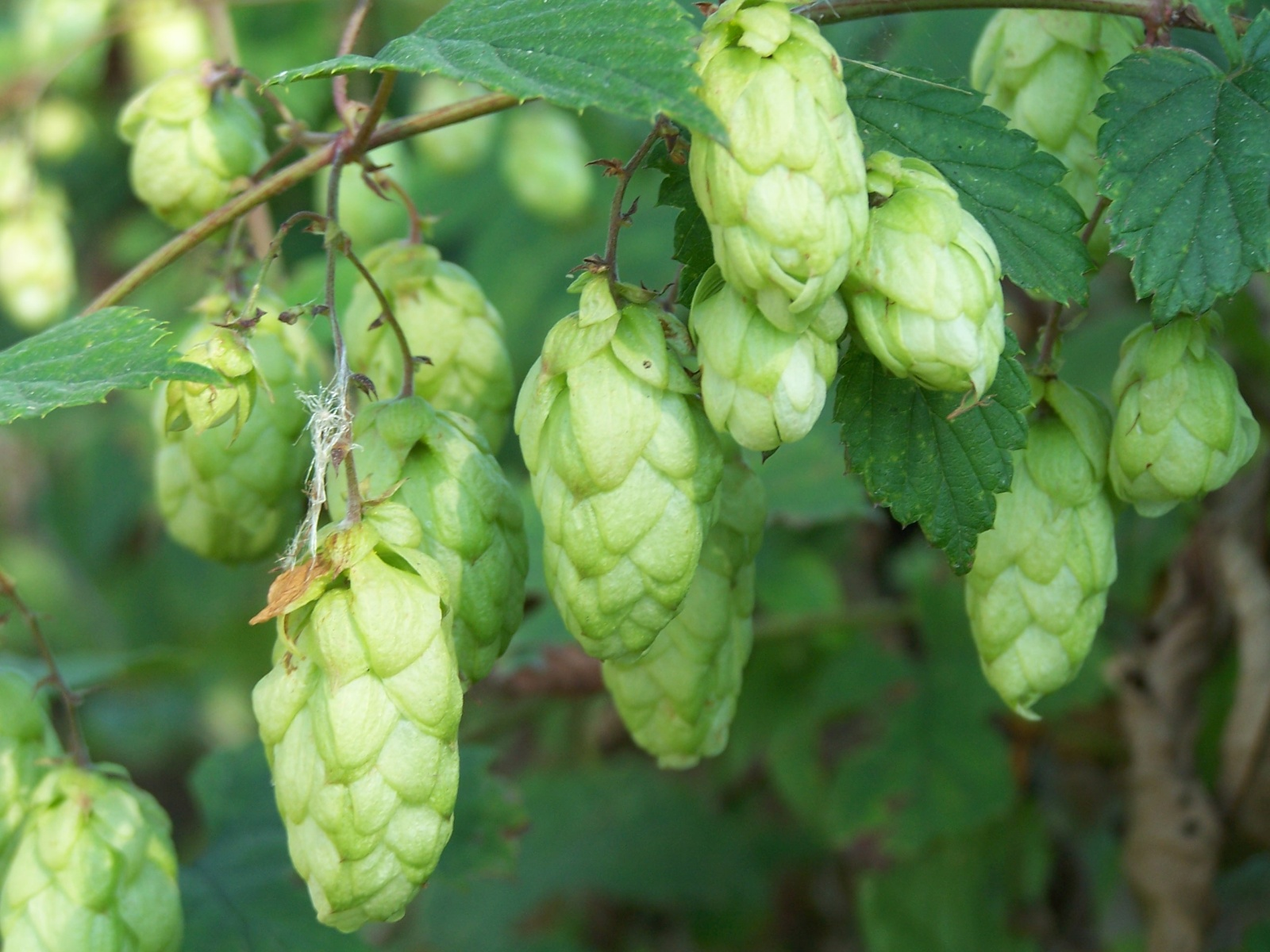
Szyszki chmielu zwyczajnego – podstawowa przyprawa wykorzystywana przy produkcji piwa

Piwo – napój alkoholowy otrzymywany w wyniku fermentacji alkoholowej brzeczki piwnej. Brzeczka stanowi wodny wyciąg ze słodu browarnego z dodatkiem chmielu i ewentualnie innych surowców. W szerokim znaczeniu, zwłaszcza historycznym, piwem określa się napój fermentowany oparty na zbożowym surowcu. Piwo to najstarszy i najczęściej spożywany napój alkoholowy oraz trzeci pod względem popularności po wodzie i herbacie napój na świecie.
Produkcja piwa najczęściej przebiega następująco:
1) rozdrobniony słód (zwykle jęczmienny) miesza się z ciepłą wodą, czasem z dodatkiem innych surowców skrobiowych i enzymów,
2) uzyskany ekstrakt (brzeczka) wraz z chmielem poddawany jest gotowaniu,
3) ciecz jest klarowana i schładzana,
4) dodane drożdże piwowarskie powodują fermentację,
5) powstałe piwo zazwyczaj filtruje się i podaje jako napój musujący z uwalniającymi się pęcherzykami dwutlenku węgla tworzącymi pianę.
Na charakterystyczne cechy sensoryczne piwa składają się substancje pochodzenia zbożowego, aromat i goryczka chmielowa, alkohol i dwutlenek węgla. Istotnym parametrem piwa jest zawartość ekstraktu przed fermentacją złożonego głównie z cukrów (ulegających przemianom biochemicznym do alkoholu) i dekstryn, a także ze związków azotowych i soli mineralnych. Zwykle zawartość ekstraktu wyrażana jest w stopniach Plato. Najpopularniejsze piwa, jasne lagery, zawierają przeciętnie ponad 90% wody i ok. 5% alkoholu objętościowo, ale wartości te mogą odbiegać w zależności od stylu piwa. Drożdże piwne w procesie fermentacji pozwalają uzyskać do kilkunastu procent alkoholu obj., ale w wyniku wymrażania wody jego zawartość można zwiększyć nawet do ponad 60%. Z drugiej strony przy użyciu odpowiedniej technologii produkcji można uzyskać piwo bezalkoholowe, zawierające poniżej 0,5% alkoholu obj.
Do piwa w szerokim znaczeniu można zaliczyć podpiwek, jak również kwas chlebowy z Europy Wschodniej (wytwarzany poprzez fermentację chleba), tak zwane wina ryżowe (np. japońskie sake, chińskie huangjiu, koreańskie cheongju), mętne, fermentujące piwa afrykańskie z prosa, sorga, kukurydzy określane jako opaque beer, wiele fermentowanych napojów z Ameryki Środkowej i Południowej jak chicha z kukurydzy.

## Etymologia

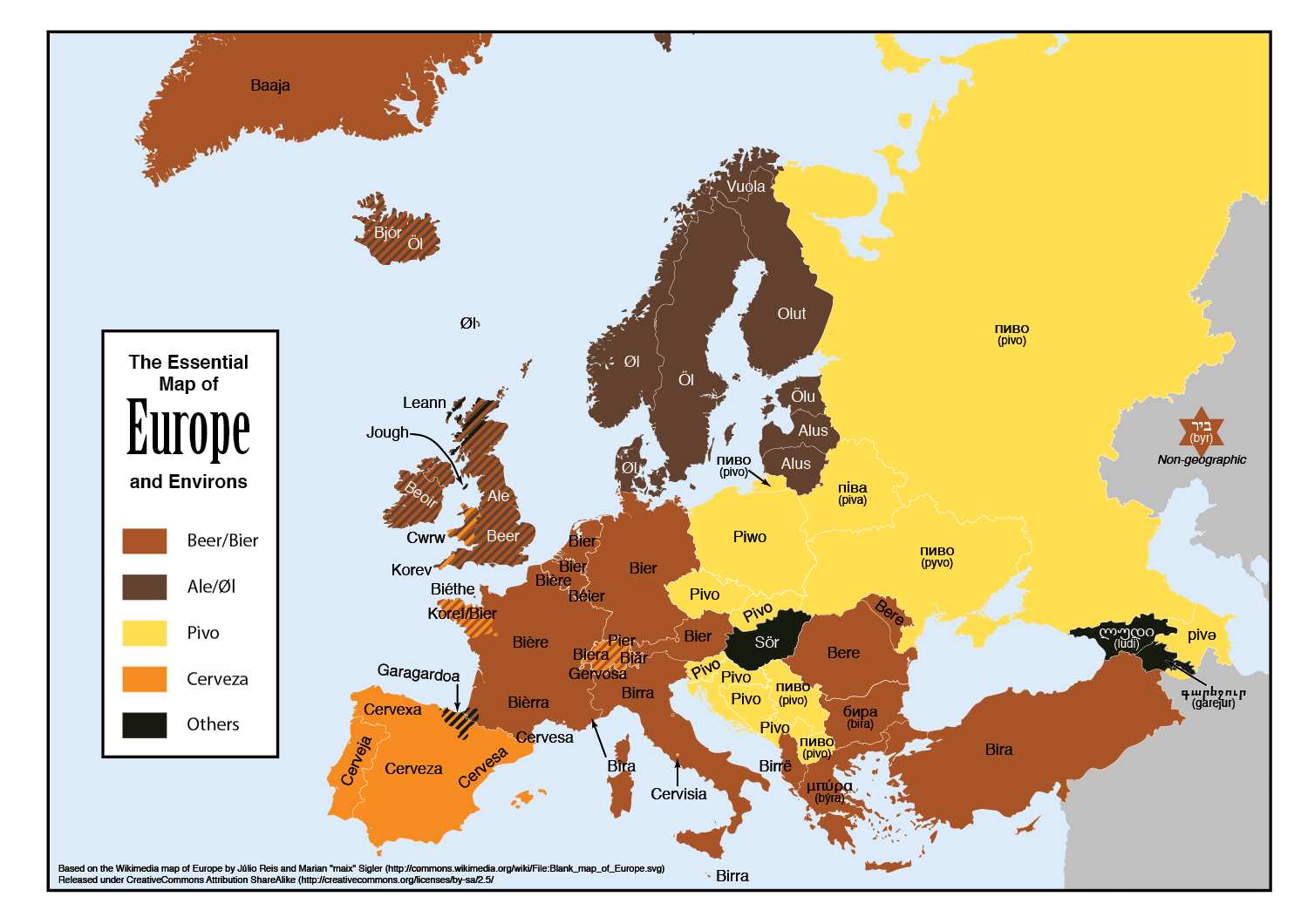
Nazwy pokrewne etymologicznie oznaczające piwo używane w europejskich krajach

Wyraz piwo wywodzi się z prasłowiańskiego słowa pivo oznaczającego napitek, napój. Podobnie jest w wielu językach słowiańskich: białoruski: піва, bośniacki, chorwacki, czeski, słowacki, słoweński: pivo, macedoński, rosyjski, ukraiński: пиво. Prasłowiański wyraz *pivo utworzony został od prasłowiańskiego czasownika *piti, czyli pić (z indoeuropejskiego *pō(i)-: *pī-) z dodatkiem przyrostka -vo.
Z czasem pierwotne znaczenie „napitek, napój” uległo zawężeniu w rodzaj napoju otrzymywanego przez fermentację ze słodu, chmielu, drożdży i wody, wypierając prasłowiańską nazwę piwa olь/olъ, które jest poświadczone w cerkiewnosłowiańskim redakcji ruskiej i staroruskim olъ – σίκερα, słoweńskim ôl, dopełniacz ôla//olû (temat na -u), ze śladami w innych językach słowiańskich, np. bułgarskim dialektalnym wyrazie olovina // alovina – „podobny do piwa napój, przyrządzany z różnych gatunków zbóż, najczęściej z pszenicy”. Słowa te, podobnie jak litewski alùs „piwo”, staronordyjski ǫl i staroangielski ealu oraz pragermański *aluth, wywodzą się być może z praindoeuropejskiego *h₂elud- o znaczeniu gorzki. W języku angielskim słowo to ostatecznie przekształciło się w ale. Dla Anglosasów ówczesne odpowiedniki słów ale i beer były najprawdopodobniej synonimami, choć wraz z upływem czasu pojawiały się lokalnie pewne rozróżnienia.
Angielski beer pochodzi od staroangielskiego bēor i przed XV w. nie było często używanym słowem. Pochodzenie tego słowa nie jest pewne, ale wiele słów o tej samej etymologii oznaczających piwo występuje w wielu językach germańskich, romańskich i innych: albańskim birrë, bretońskim i holenderskim bier, bułgarskim бира, francuskim bière (słowo to całkowicie przyjęło się dopiero w XVI wieku, wcześniej używanym określeniem piwa było cervoise), niemieckim Bier, rumuńskim bere, włoskim birra. Według jednej z hipotez słowo to pochodzi od wczesnośredniowiecznego rzeczownika biber, czyli „napój”, który z kolei powstał z łacińskiego bibere – „pić”.
W klasycznym języku łacińskim słowo oznaczające piwo brzmiało cervesia lub cervisia i zostało zapożyczone z języka galijskiego. Od niego pochodzą wyrazy w części języków romańskich: w hiszpańskim cerveza, katalońskim cervesa, portugalskim cerveja.
Celtyckie wpływy zawiera również słowo brzeczka, które wywodzi się od słowa braces, oznaczającego w języku celtyckim słód lub kiełkujący jęczmień. Słód natomiast to urzeczownikowiony przymiotnik powstały od prasłowiańskiego *soldь, czyli „coś słodkiego, słodki”.
Najstarszy zapis w języku polskim słowa piwo to kolofon z roku 1414. Kopista Lutosław z Chrościechowa dopisał na końcu zaginionego w czasie II wojny światowej rękopisu wiersz:
Kapłanie, chcesz polepszyć dusze swej,

Nie mow często: „Piwa nalej!” –

Boć piwo jest dziwny olej,

więc z nich kłamają chłopi,

A rzekąc: „Szaleni są popi.”
Z około 1448 r. pochodzi najstarszy zachowany do dzisiaj tekst w języku polskim ze słowem piwo – Explicit hoc totum. Nieznany kopista dopisał po dziele Flawiusza Wegecjusza Renata „Epitoma institutorum rei militaris ad Theodosium imperatorem” czterowersowy kolofon, którego dwa ostatnie wersy brzmiały:
Dum bibo piwo stat mihi kolano krzywo
Wierszyk ten powstał jednak już wcześniej, znalazł się na końcu innego dzieła – rękopisu zawierającego homilie z 1415 roku.

## Historia

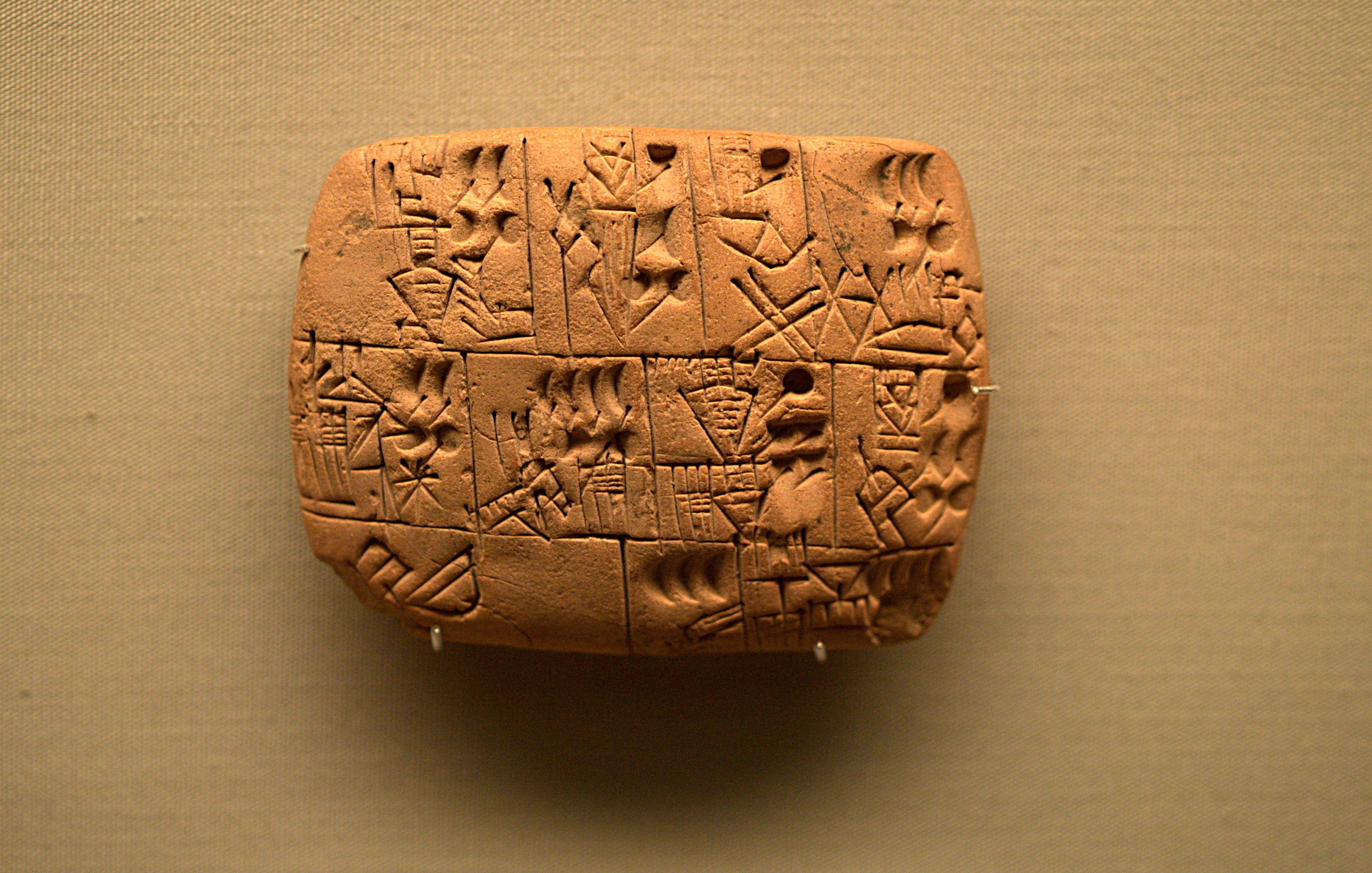
Tabliczka z pismem klinowym datowana na 3100–3000 p.n.e. przedstawiająca przyznawanie racji piwnych

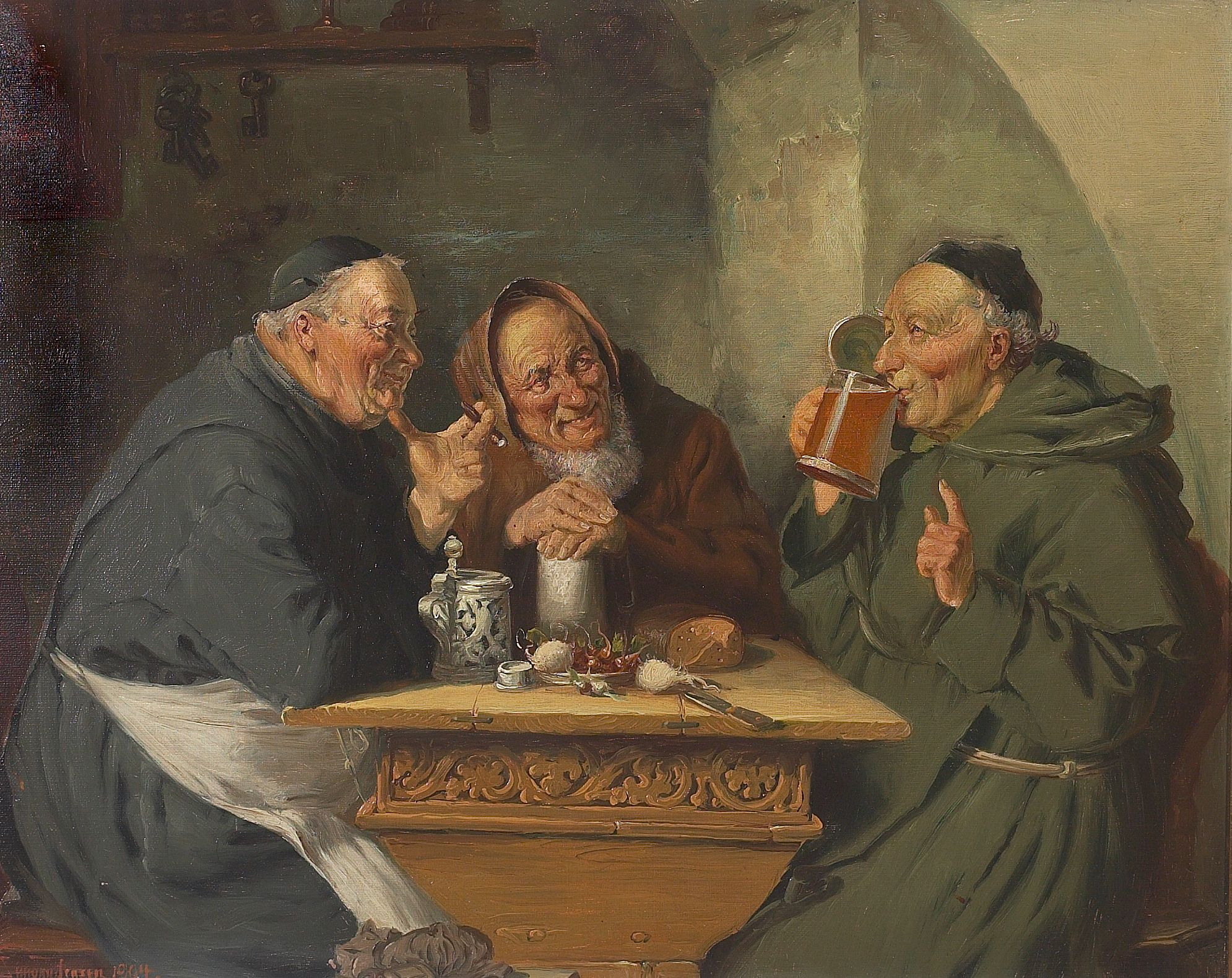
Arturo Petrocelli – Piwo pijący mnisi, XIX w.

Przedstawiając historię piwa, autorzy opracowań zazwyczaj odnoszą się do piwa w szerokim znaczeniu, tj. napoju fermentowanego opartego na zbożowym surowcu. Piwo w tym znaczeniu pojawiło się na początku rewolucji neolitycznej. Choć najprawdopodobniej ludzie korzystali z fermentowanych produktów już w czasach paleolitu, to aby uwarzyć piwo, nieodzowna była dostępność:
- odpowiednich zbóż,
- kontrolowanego źródła energii (np. paleniska),
- odpowiednich naczyń do warzenia[2].

Zapewne warzenie fermentowanego napoju wymagało także uprzedniego opanowania pewnej wiedzy związanej z przechowywaniem i przerobem zbóż (jak kontrolowane kiełkowanie, rozdrabnianie). Powyższe warunki na szeroką skalę spełnione mogły być nie wcześniej niż ok. 5000 lat p.n.e. Zdaniem Manfreda Heuna z Uniwersytetu Przyrodniczego w Oslo produkcja piwa mogła być głównym powodem, dla którego człowiek zaczął uprawiać pszenicę.
Właściwie przechowywane zboża mogły służyć jako surowiec do produkcji napojów przez cały rok, ale miały dwie duże wady: skrobia zawarta w zbożach musiała w jakiś sposób być przekształcona w fermentujące cukry, a następnie cukry te musiały być przefermentowane przez odpowiednie drożdże, które nie występują na powierzchni tych surowców. Oczywiście z tych mechanizmów nie zdawano sobie wówczas sprawy. Początkowo przekształcanie skrobi w cukry (słodowanie) było bardzo nieefektywne. Dodawano różne dodatkowe surowce zwiększające poziom cukrów jak soki owocowe czy miód, dodatki wprowadzające enzymy, drożdże przeprowadzające fermentację alkoholową, mikroorganizmy zakwaszające przeprowadzające fermentację mlekową. Sprawiało to, że napoje tego typu bardzo różniły się między sobą w zależności od uwarunkowań klimatycznych i kulturowych. Tego typu mieszane napoje popularne były zarówno w epoce hellenistycznej i dominacji rzymskiej, ale także w średniowieczu, i obecne są nadal w tradycji piwowarstwa belgijskiego (lambic).
Wymiana towarów i coraz wyraźniejsze rozwarstwienie społeczeństwa na klasy sprzyjało rozwojowi pisma na terenie Mezopotamii (Sumerowie i następcy) oraz Egiptu (3300–3100 p.n.e.). O piwie można znaleźć wzmianki nawet w najwcześniejszych pisanych dokumentach, co świadczy o jego roli. W Eposie o Gilgameszu dzikus Enkidu jest cywilizowany przez kobietę, która uczy go jeść chleb i pić piwo – podstawy ówczesnej cywilizacji. W Hymnie do Ninkasi z ok. 1800 r. p.n.e. pojawiają się szczegóły procesu warzenia piwa. Piwo w starożytnym Egipcie, podobnie jak w Mezopotamii, odgrywało ważną rolę w praktykach religijnych i medycynie. Do wyrobu piwa był używany zwykle specjalny typ chleba lub zakwasu chlebowego będący źródłem drożdży i bakterii kwasu mlekowego.
Choć w większości społeczności piwo i wino występowało równocześnie, to jednak dominacja jednego z tych napojów mogła wyrażać pewną kulturową czy ideologiczną przynależność. W związku ze zwiększaniem gęstości zaludnienia pojawiał się problem mikrobiologicznego zanieczyszczenia wody. Piwo natomiast dzięki gotowaniu i zawartości alkoholu było pod tym względem znacznie czystsze, poza tym było łatwo dostępne i tanie. Napoje alkoholowe mogły być stosowane jako stymulanty, środki do odurzania podczas rytuałów i w odróżnieniu od innych używek dostarczały też cennych kalorii. W czasach hellenistycznych Ozyrys był odpowiednikiem Dionizosa, który miał nauczyć ludzi warzyć piwo. Grecy, a później Rzymianie, pili na ogół wino. Będąc otoczonymi przez wrogie nacje pijące piwo, picie wina zamiast piwa uznawali w efekcie za cechę odróżniającą ich od prymitywnych barbarzyńców.
Piwowarstwo rozwijały intensywnie plemiona celtyckie i germańskie na północy Europy, gdzie chłodny klimat utrudniał rozwój winiarstwa. Suszenie przemokniętych ziaren na wolnym powietrzu w tym klimacie prowadziło często do rozwoju pleśni, dlatego wprowadzono suszenie słodu w piecach. W średniowieczu tradycje piwowarskie rozwijały klasztory.
Uprawa chmielu oraz warzenie piwa były w owych czasach przywilejami dóbr klasztornych i jako pierwsze przemysłową produkcję piwa rozpoczęto w klasztorach. Za najstarszy klasztorny browar benedyktyński uważany jest szwajcarski Sankt Gallen. W okresie między VIII a XI w. do produkcji piwa włączyli się cystersi, którzy wprowadzili na szeroką skalę sprzedaż piwa klasztornego.
Pierwszy dowód użycia chmielu pochodzi z IX w. Od X w. użycie chmielu jako przyprawy do piwa stopniowo rozprzestrzeniało się poza tereny Niemiec, wypierając inne stosowane do tej pory rośliny. W XV w. chmiel pojawił się na Wyspach Brytyjskich. Choć dla Anglosasów początkowo słowa ale i beer stanowiły synonimy, lokalne społeczności wytworzyły z czasem rozróżnienie i zwykle ale oznaczało piwo niechmielone w przeciwieństwie do chmielonego beer. Niechmielone piwa warzone były też w innych częściach świata, np. napój tella jest od wieków popularny w Etiopii.
W XVI w. w Bawarii wprowadzono Prawo Czystości (niem. Reinheitsgebot) pozwalające na warzenie piwa wyłącznie z użyciem słodu, chmielu i wody. Produkcję piwa ograniczono do okresu pomiędzy październikiem a marcem ze względu na duże ryzyko zepsucia piwa w ciepłych miesiącach. Przemysłowa produkcja piwa została zapoczątkowana w Anglii w związku z opracowaniem receptury i dużą popularnością chmielonego porteru w XVIII w. Po wojnach napoleońskich związku z liberalizacją przepisów handlowych, ujednoliceniem jednostek miar i preferencyjnym prawem podatkowym w Bawarii zaczęto warzyć piwo w skali przemysłowej na wzór angielski. Technologia produkcja piwa nie była jednak identyczna. Typowym bawarskim piwem było piwo dolnej fermentacji o ciemnobrązowej barwie (związanej ze stosunkowo wysoką temperaturą suszenia słodu) w przeciwieństwie do jaśniejszych angielskich piw górnej fermentacji jak ale czy porter. W zacieraniu stosowano metodę dekokcji zamiast infuzji. Obecność jaskiń u stóp Alp i dostępność lodu pozwalała na przechowywanie piwa w niskich temperaturach, podczas gdy dla zwiększenia trwałości piw w Anglii stosowano wyższe nachmielenie i dążono do wyższej zawartości alkoholu.
Bawarskie metody warzenia rozprzestrzeniały się stopniowo do innych części Europy. Pierwsze piwo dolnej fermentacji o słomkowej barwie, powstałe przy użyciu jasnych słodów suszonych w łagodniejszych warunkach zostało uwarzone w Pilźnie przez Bawarczyka Joseffa Grolla w 1842 r. Piwo to szybko zyskało popularność i inne browary zaczęły naśladować pilzneński styl piwa. Na przełomie XIX i XX wieku produkcja piwa i jego spożycie stało się popularne również w innych częściach świata (w Azji, Ameryce). Wówczas w Europie miało miejsce ok. 80% światowej produkcji (obecnie ok. 35%).
Zmiany w piwowarstwie następowały powoli, a liczne wojny skutecznie hamowały rozwój. Dopiero zapoczątkowany w XVIII w. postęp techniczny i rozwój gospodarczy przyniósł znaczne zmiany dla browarnictwa europejskiego. Istotną rolę odegrały tu odkrycia i wynalazki takie jak termometr alkoholowy skonstruowany przez René Antoine Ferchault de Réaumur, badania nad fermentacją Antoine Lavoisiera czy odkrycie kwasu węglowego (dwutlenku węgla). W roku 1862 Ludwik Pasteur przeprowadził udane testy nad konserwacją pożywienia poprzez obróbkę termiczną, w 1876 r. wydał swoją książkę Studium nad piwem, a 7 lat później Emil Christian Hansen – syn założyciela browaru Carlsberg w Kopenhadze swoje badania w laboratorium browaru zwieńczył uzyskaniem czystej kultury drożdży dolnej fermentacji, która na jego cześć nazwana została Saccharomyces carlsbergensis (syn. Saccharomyces pastorianus) i do dziś stanowi podstawę piw dolnej fermentacji.
W Rosji piwo nie było uznawane za alkohol do 1 stycznia 2013 roku.

### Historia piwa w Polsce

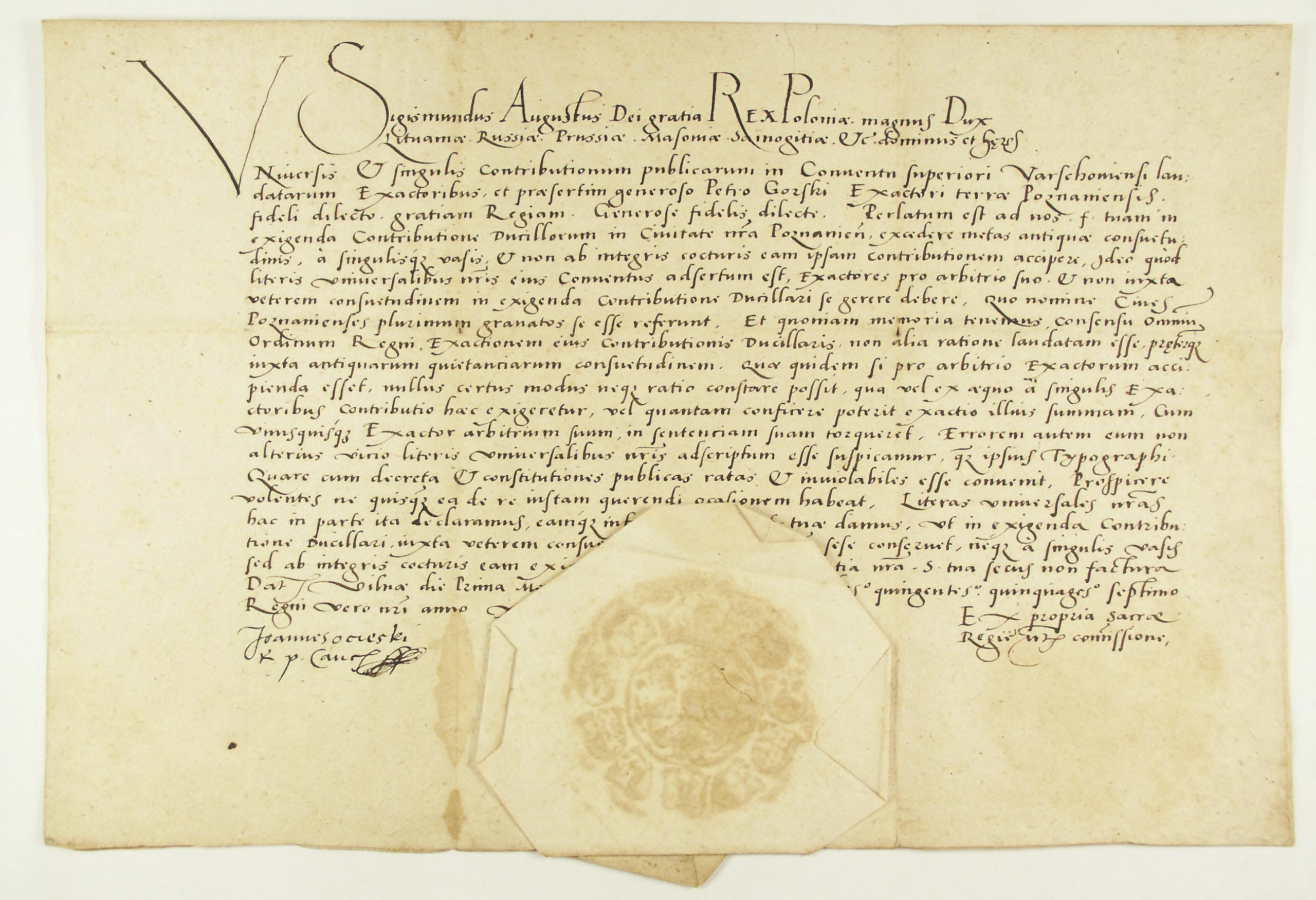
Mandat z 1 lipca 1557 króla polskiego Zygmunta II Augusta do poborcy podatkowego Piotra Górskiego zmieniający pobieranie czopowego od warki, a nie od beczki

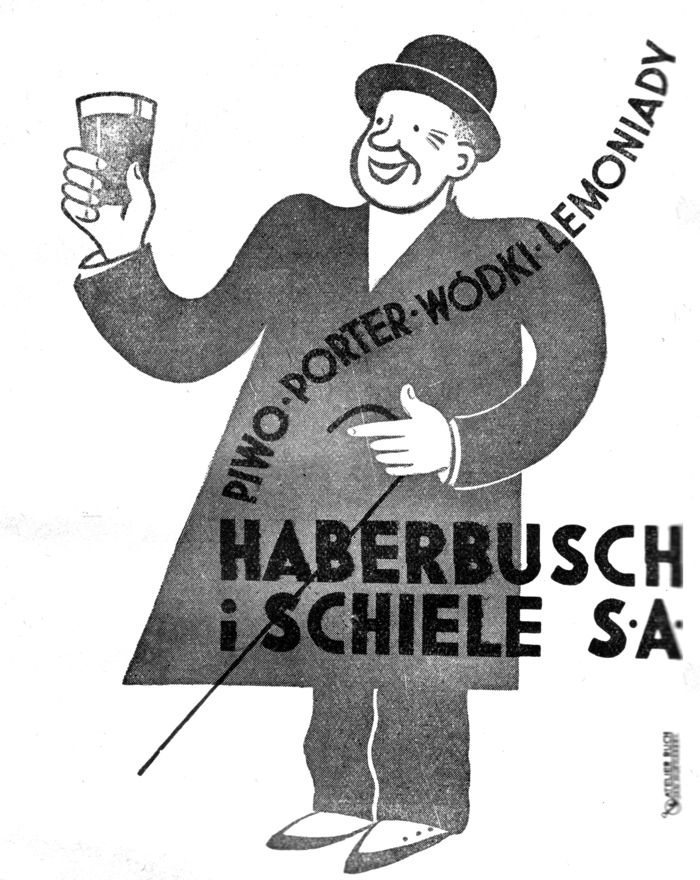
Reklama Haberbusch i Schiele – największego browaru Warszawy na początku XX w.

Piwo na ziemiach polskich było znane na długo przed przybyciem Słowian w związku z obecnością Celtów i Germanów. Obok miodu piwo było najstarszym napojem alkoholowym znanym Słowianom, które powszechnie pijano do posiłków, przy uroczystościach i spotkaniach. Ponadto składano je bogom w ofierze. Najdawniejszym rodzajem piwa był najprawdopodobniej kwas chlebowy, sporządzany przez moczenie chleba lub placka na zakwasie w przegotowanej wodzie z dodatkiem ziół.
Piwo w średniowieczu sporządzano z różnych zbóż, ale najpopularniejsze było piwo pszeniczne. Z piwa przyrządzano także zupy – piwną polewkę. Jako pełnoprawne rzemiosło piwowarstwo rozwinęło się wraz z pojawieniem się karczm – instytucji życia towarzyskiego i gospodarczego. Średniowieczni władcy, dostrzegając w piwie źródło bogactwa, zaczęli nadawać przywileje na warzenie i wyszynk piwa oraz nakładać stosowne podatki i regulować działalność piwowarską, określając np. warunki otrzymania tytułu mistrza piwowara. Z kolei rozwój miast i piwowarstwa świeckiego zaowocowały powstawaniem małych rynków lokalnych, wzmożoną konkurencją oraz organizowaniem się piwowarów i właścicieli browarów w cechy piwowarskie broniące interesów tej grupy zawodowej.
Browary dworskie, dzięki przywilejom i ulgom na przełomie XVI i XVII w. zaczęły wypierać browary miejskie i wiejskie, choć same nie reprezentowały one wysokiego poziomu sztuki browarniczej. Walczono też z partaczami, czyli browarnikami spoza cechu. W XIX w. kosztem piwa nastąpił wzrost popularności gorzałki jako napoju alkoholowego.
Na ziemiach polskich pod zaborami piwowarstwo stało na dość niskim poziomie. Na początku XIX w. polskie piwowarstwo nadal było przed rewolucją przemysłową, podczas gdy brytyjskie i niemieckie były unowocześnione. Między innymi stąd brała się popularność zachodniego piwa, zwłaszcza porteru. Modernizacja postępowała przede wszystkim w zaborze pruskim i austriackim jako że w obu tych krajach powszechne było spożycie i produkcja piwa. Dzięki nowym zamknięciom do butelek zastępującym zwykły korek (zamknięcia kabłąkowe z porcelanowym korkiem i uszczelką z 1875 r., kapsle z 1892 r.) nastąpiło upowszechnienie butelkowanego piwa i powstała możliwość jego długotrwałego przechowywania. Dominujące do tej pory beczki zmniejszyły udział w rynku – sporą niedogodnością był fakt, że po jej otwarciu trzeba było ją w dość krótkim czasie opróżnić. Browary przemysłowe z XIX w. w związku z odkryciami natury drożdży i ekonomicznymi stratami związanymi z zanieczyszczeniami mikrobiologicznymi wprowadzały nowe standardy higieniczne. Powstawały przemysłowe budynki o ciekawej architekturze.
Pierwsza i druga wojna światowa przyniosły olbrzymie straty w mieniu i ludziach, brakowało fachowców. Przerwana została ciągłość działania polskiego piwowarstwa. W komunistycznej Polsce browary odbierano prawowitym, kompetentnym właścicielom i nacjonalizowano. Jakość piwa w PRL-u była bardzo zróżnicowana. Browary nie zawsze mogły liczyć na surowce najwyższej jakości, produkowały głównie niepasteryzowane piwo, które łatwo się psuło w nieodpowiednich warunkach. Brak prawdziwej konkurencji skutkował brakiem dbałości o wysokie standardy.
W związku z wprowadzeniem wolnego rynku w 1990 r. zaczęto proces prywatyzacji polskich browarów, nierzadko sprzedając zakłady za pieniądze znacznie mniejsze od prawdziwej wartości. Systematycznie rósł udział browarów z dominującym kapitałem zagranicznym (w 1996 r. – ok. 61%, w 1999 r. niemal 85%). Zagraniczne firmy, w przeciwieństwie do polskich, mogły korzystać z licznych zwolnień i ulg podatkowych. Dzięki ich inwestycjom polski przemysł browarniczy przeszedł skokową modernizację, automatyzację oraz optymalizację w organizacji i zarządzaniu, często nie odbiegając od zachodnich standardów. Pod koniec lat 90. polski rynek piwa zaczął się też konsolidować.

## Surowce przemysłu piwowarskiego

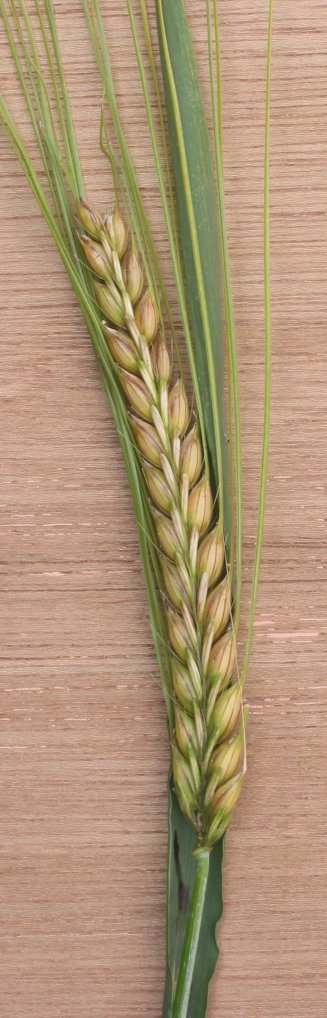
Kłos jęczmienia

Podstawowymi surowcami do produkcji piwa są:
- woda,
- jęczmień (słód jęczmienny),
- chmiel,
- drożdże.

### Woda
Woda obok słodu z jęczmienia jest głównym surowcem stosowanym przy produkcji piwa. Wykorzystywana jest głównie w procesie zacierania, a w gotowym piwie zajmuje ok. 90% objętości. Całość zużycia wody, która w browarach stosowana jest ponadto do mycia i chłodzenia, waha się od 3,7 do 10,9 hl/hl piwa. Większość browarów czerpie wodę z własnych ujęć.
Dla piwowarstwa najważniejszymi parametrami wody są jej twardość, szczególnie twardość węglanowa oraz alkaliczność resztkowa. Na twardość wody składa się twardość przemijająca (węglanowa), spowodowana obecnością w wodzie wodorowęglanów, głównie wapnia i magnezu (które w wyniku gotowania przekształcają się w węglany i wytrącają), oraz twardość stała (niewęglanowa), którą wywołują głównie siarczany oraz chlorki wapnia i magnezu. Twardość wody określana jest w piwowarstwie zwykle w stopniach niemieckich (°n). Twardość ogólna właściwie nie wpływa na jakość wody technologicznej (jeśli nie przekracza 30°n), ale bardzo istotny jest wzajemny stosunek twardości węglanowej i niewęglanowej, a rozpuszczone sole wpływają na procesy enzymatyczne i zjawiska koloidalne.
Drugim istotnym parametrem wody w piwowarstwie jest tzw. alkaliczność resztkowa podawana w stopniach niemieckich, czyli różnica właściwości alkalizujących anionów (HCO−
3) i właściwości zakwaszających kationów (głównie wapnia i magnezu, które reagując z fosforanami wypłukiwanymi ze słodu, wyzwalają protony). Im wyższa alkaliczność resztkowa, tym wyższe pH zacieru i brzeczki. Z kolei im wyższa jest wartość pH zacieru, tym dłużej trwa proces filtrowania brzeczki przedniej, następuje silniejsze wyekstrahowanie związków garbnikowych z łuski słodu i z chmielu, skutkujące cierpką i nieprzyjemną goryczką w piwie.
Zawartość magnezu w wodzie wpływa ujemnie na goryczkę chmielową w piwie, powodując gorzki i nieprzyjemny smak. Zawartość żelaza powyżej 1 mg/dm³ ma negatywny wpływ na rozwój i aktywność drożdży, przyciemnia barwę piwa, może powodować zmętnienia w interakcji ze związkami fenolowymi i nadawać metaliczny posmak. Kwas krzemowy i jego sole, w ilości powyżej 20 mg/dm³, hamują rozwój drożdży i obniżają stopień odfermentowania brzeczki. Azotany niekorzystnie wpływają na aktywność drożdży, ich zawartość nie powinna przekraczać 25 mg/dm³. Azotyny dopuszczalne są jedynie w ilościach śladowych.
W celu otrzymania wody o określonych parametrach browary dokonują często korekty składu chemicznego wody. Zmiany dotyczą najczęściej alkaliczności resztkowej, twardości węglanowej i niewęglanowej, odżelazienia i odtlenienia wody oraz poprawy jej cech smakowo-zapachowych. Korekta składu wody może wymagać takich procesów jak sedymentacja, flotacja, filtracja i sterylizacja.
Do produkcji niektórych stylów piwa używana jest woda o specyficznych parametrach, które wynikają z tradycji i czasów, kiedy nie były dostępne metody uzdatniania wody. Dlatego do piwa pilzeńskiego wymagana jest woda bardzo miękka, do monachijskiego – twarda, a do dortmundzkiego – bardzo twarda.

### Jęczmień
Jęczmień jest głównym surowcem do produkcji piwa – dostarcza skrobi, która później jest przetwarzana na cukry fermentujące, a poza tym ma plewkę (łuskę) przyrośniętą na stałe do ziarna (która nie odpada w czasie kolejnych procesów technologicznych), dzięki czemu może posłużyć na późniejszym etapie jako złoże filtracyjne. W ziarnie jęczmienia brakuje jednak aktywnych enzymów koniecznych do rozkładu skrobi i białka. Aby uzyskać odpowiednią barwę i walory smakowo-zapachowe, pozyskać ekstrakt, jęczmień musi ulec rozluźnieniu dzięki kontrolowanemu kiełkowaniu zwanemu słodowaniem.
Jako jęczmienia browarnego najczęściej używa się odmian dwurzędowych jarych. W porównaniu z jęczmieniem sześciorzędowym odmiana dwurzędowa ma grubsze ziarno o wyrównanej wielkości i bardziej symetrycznym kształcie, niższą zawartość białka i wyższą ekstraktywność. Do oceny jakości jęczmienia bierze się pod uwagę cechy organoleptyczne (pożądane są symetryczne, krótkie i grube ziarna, bez plam i obcych zapachów), cechy fizyczne i fizjologiczne (wyrównanie ziarna, energia kiełkowania, żywotność ziarna) oraz cechy chemiczne (wilgotność, zawartość białka, ekstraktywność). Jęczmień bezpośrednio po zbiorach nie nadaje się do słodowania ze względu na niepełną dojrzałość fizjologiczną, a zarazem niską energię kiełkowania, dlatego w celu zwiększenia jego przydatności słodowniczej magazynowany jest przez 6–8 tygodni.

### Chmiel

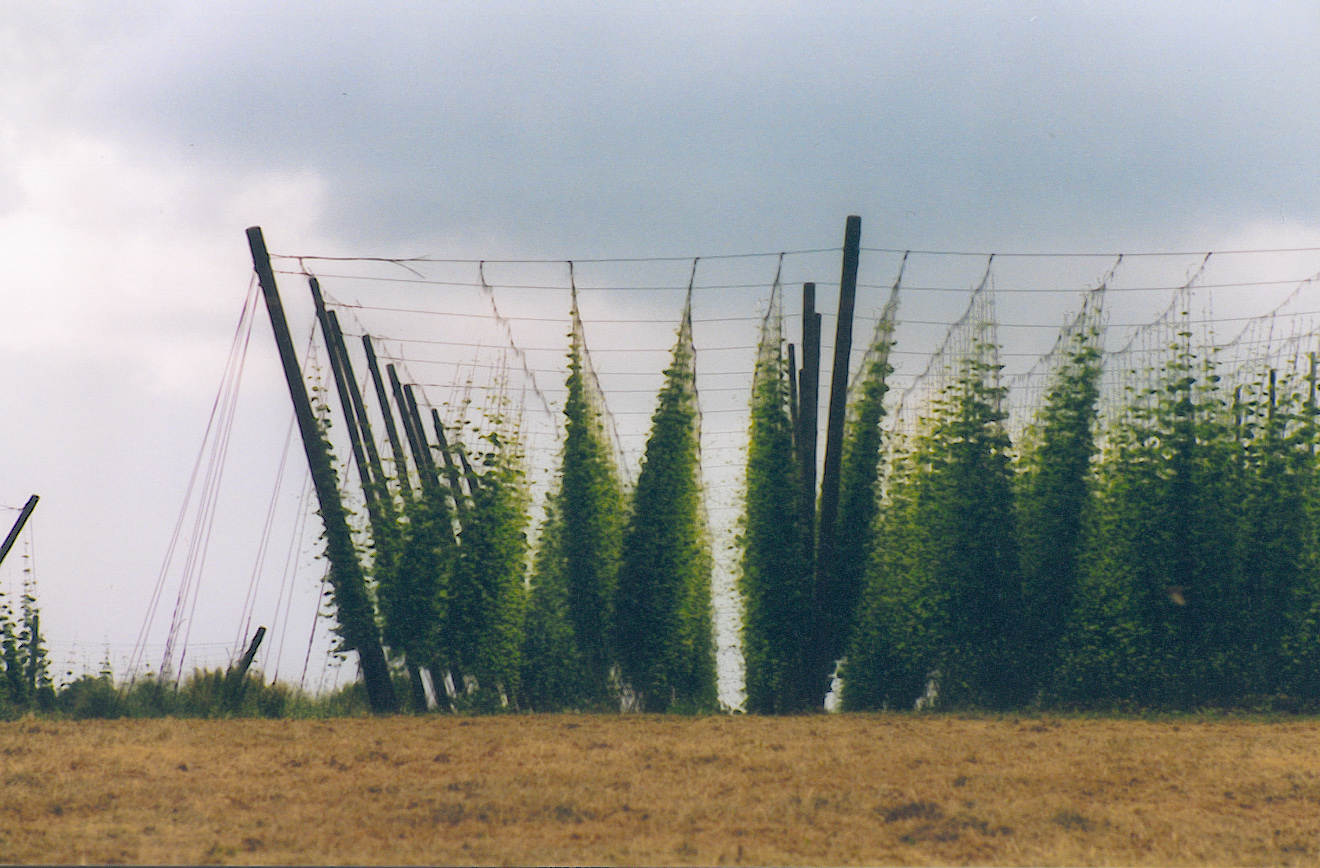
Plantacja chmielu

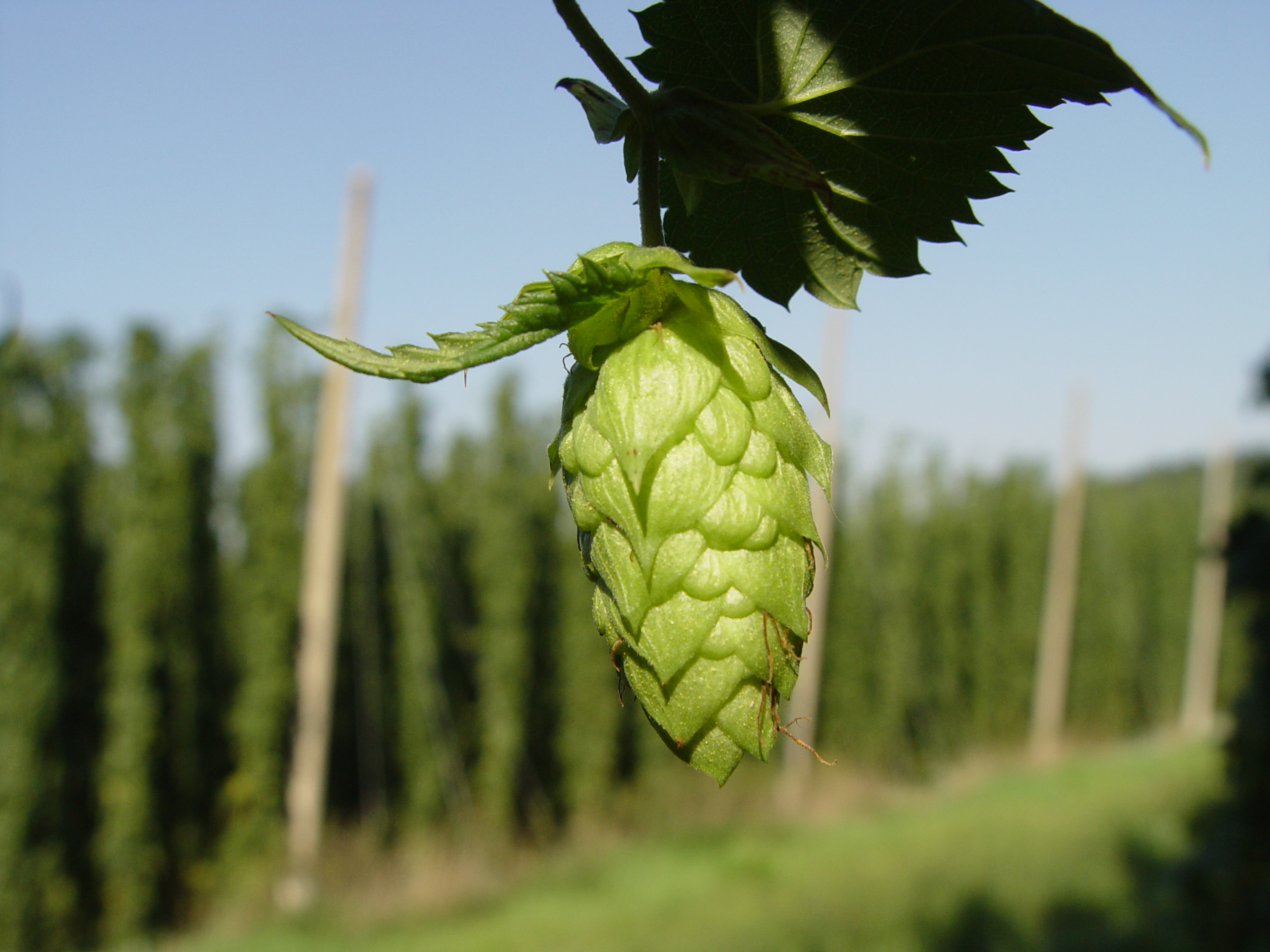
Szyszka chmielu na polu chmielowym

Chmiel stosowany jest w piwie w niewielkich ilościach jako rodzaj przyprawy. Zawiera żywice nadające szlachetną goryczkę i olejki eteryczne nadające aromat. Ze względu na ich zawartość odmiany chmielu dzieli się tradycyjnie na odmiany goryczkowe i aromatyczne, choć istnieją również odmiany o dużej zawartości obu tych składników.
Chmiel zwyczajny (Humulus lupulus) to roślina pnąca z rodziny konopiowatych. W piwowarstwie stosuje się go przede wszystkim dla nadania przyjemnej i szlachetnej goryczki oraz specyficznego aromatu, a poza tym korzystnie wpływa na trwałość piwa ze względu na właściwości antyseptyczne. Z rośliny tej w piwowarstwie wykorzystuje się wyłącznie szyszki (kwiatostany) żeńskie, co najczęściej wymaga usunięcia z plantacji osobników męskich, aby zapobiec zapłodnieniu i powstaniu oleistych nasion. W szyszkach znajduje się lupulina o barwie żółtej zawierająca substancje goryczkowe i aromatyczne. Zbiór szyszek chmielowych odbywa się w Polsce między sierpniem a wrześniem.
Przy zbiorze chmielu oddziela się szyszki chmielowe od pnączy i zanieczyszczeń. Takie szyszki są nietrwałym produktem, dlatego poddaje się je suszeniu, zmniejszając zawartość wody z ok. 80% do ok. 10% i przechowuje w niskiej temperaturze. Wysuszone szyszki mogą być sprzedawane w całości, ale ze względu na spore rozmiary takiego produktu i nieefektywną ekstrakcję przetwarza się poprzez sprasowanie. Taki chmiel może mieć postać cylindrycznych czopów lub po sproszkowaniu tworzyć granulaty (pellety). Składniki chmielu można też od razu wyekstrahować z granulatów lub sproszkowanego chmielu, używając np. ciekłego CO
2.
Żywice chmielowe (wśród nich najważniejsze alfa-kwasy), muszą być poddane gotowaniu, aby ulec izomeryzacji umożliwiającej rozpuszczenie ich i nadanie goryczki. Dlatego też chmiel sypie się do gotującej się brzeczki. Dostępne są również gotowe, wcześniej zizomeryzowane ekstrakty. Mogą one dodatkowo zostać chemiczne zredukowane, dzięki czemu finalnie w piwie nie ma tendencji do tworzenia się nieprzyjemnego, „skunksowego” aromatu pod wpływem wystawienia na działanie światła słonecznego.
Olejki eteryczne chmielu nadające piwu specyficzny aromat są lotne i odparowują podczas procesu gotowania, więc część chmielu można dodawać do stygnącej brzeczki, do piwa (tj. po fermentacji burzliwej, tzw. chmielenie na zimno), a nawet przy wyszynku. Poza tym chmiel zawiera garbniki (polifenole) o ściągającym smaku, które tworzą kompleksy z białkami i wytrącają się.
Na świecie uprawia się ok. 50 000 ha chmielu (dokładna wielkość areału dość istotnie zależy od sytuacji ekonomiczno-rynkowej). Jego głównym odbiorcą jest branża piwowarska. W produkcji chmielu dominują dwa kraje – Niemcy (powierzchnia upraw w 2015 wynosiła 17 847 ha) i USA (17 801 ha), produkując łącznie 64 500 t szyszek, tj. 74% światowej produkcji. Poza tym do dużych producentów chmielu należą: Czechy (4 617 ha), Chiny (2 543 ha), Polska (1 424 ha) i Słowenia (1 403 ha). Obserwuje się tendencję zmniejszania areału upraw odmian goryczkowych na rzecz aromatycznych. Na zmiany na rynku chmielu wywiera wpływ dynamiczny rozwój browarów rzemieślniczych na świecie, które stosują nawet 10-krotnie większe dawki chmielu, głównie odmian aromatycznych o unikatowych nutach zapachowych.
W roku 2015 spośród odmian goryczkowych najbardziej popularne w Polsce są odmiany ‘Magnum’ (495,5 ha) i ‘Marynka’ (294,5 ha), a spośród odmian aromatycznych – odmiana ‘Lubelski’ (383,8 ha). W Czechach najbardziej znany jest chmiel 'Żatecki' (Saaz) i ‘Premiant’, w Niemczech ‘Tettnanger’ i ‘Hallertau’, w Anglii ‘Fuggle’ i ‘East Kent Goldings’, a w USA ‘Simcoe’, ‘Citra’, ‘Amarillo’ i ‘Cascade’.

### Drożdże

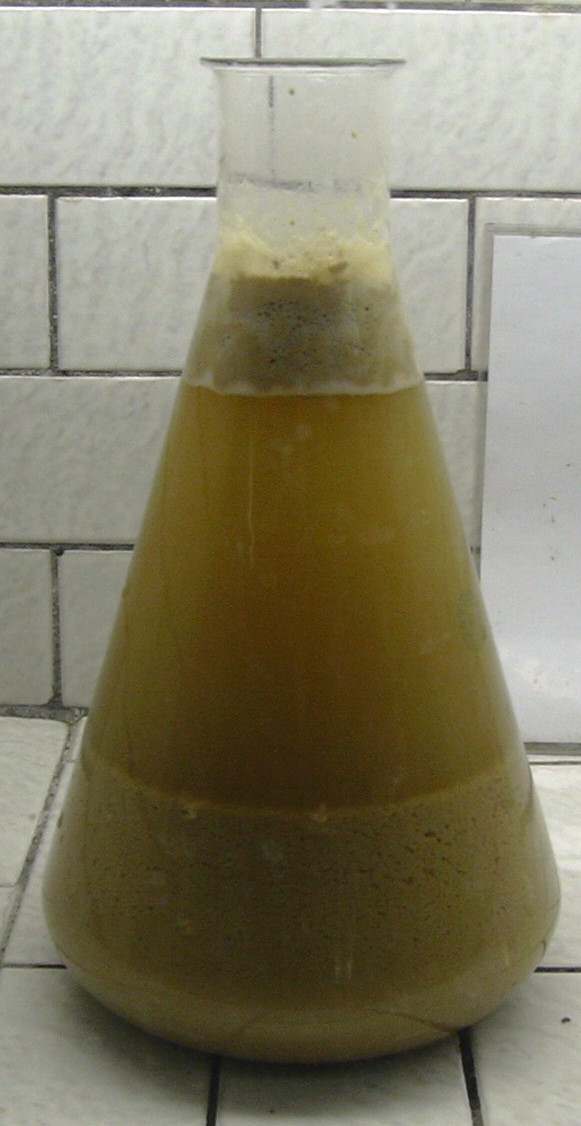
Drożdże piwowarskie

Drożdże dodawane są do brzeczki w celu przeprowadzenia fermentacji alkoholowej. Z obecnych w brzeczce cukrów w wyniku ich działalności powstaje alkohol etylowy i dwutlenek węgla oraz produkty uboczne fermentacji, które nadają piwu odpowiedni smak i zapach. Smak i zapach zależą w dużym stopniu od zastosowanego szczepu drożdży, ich stanu fizjologicznego, składu chemicznego brzeczki i warunków fermentacji. W piwowarstwie stosuje się głównie drożdże z rodzaju Saccharomyces. Drożdże piwowarskie można podzielić na szczepy fermentacji górnej (Saccharomyces cerevisiae) oraz fermentacji dolnej (Saccharomyces pastorianus stanowiącego krzyżówkę międzygatunkową pomiędzy S. cerevisiae a S. eubayanus).
Drożdże dolnej fermentacji przystosowane są do niższych temperatur (5–10 °C) i tworzą warstwę na dnie fermentora. Brzeczka zarówno fermentuje, jak i leżakuje w niskich temperaturach, co powoduje dłuższe dojrzewanie piwa, większą trwałość, jak również większe niż w piwach górnej fermentacji wydzielanie się dwutlenku węgla, a tym samym bardziej orzeźwiający smak.
Drożdże fermentacji dolnej w zależności od zdolności flokulacji dzielą się na drożdże kłaczkujące i pyliste. Drożdże kłaczkujące w krótkim czasie osiadają na dnie, łącząc się w duże grupy komórek o wyglądzie kłaczków. Drożdże pyliste utrzymują się dłużej zawieszone w fermentującej brzeczce zanim opadną na dno.
Drożdże górnej fermentacji fermentują w temperaturach wyższych (15–25 °C), a podczas burzliwej fazy fermentacji zbierają się na powierzchni brzeczki, w pianie, tworząc kożuch. Przy samym końcu fermentacji również osiadają na dno podobnie jak drożdże fermentacji dolnej, ale w porównaniu z nimi dzieje się to znacznie później. Nie mają zdolności tworzenia kłaczków.
Drożdże kłaczkujące dają piwo klarowne, niezbyt wysoko odfermentowane. Drożdże pyliste i drożdże górnej fermentacji pozwalają uzyskać wyższy stopień odfermentowania, a piwo powstałe przez ich działalność jest mniej klarowne. Drożdże fermentacji górnej tworzą więcej ubocznych produktów fermentacji, głównie wyższych alkoholi i estrów.
Drożdże o odpowiednich cechach namnaża się w jałowych brzeczkach, w zbiornikach o wzrastającej objętości, aż do osiągnięcia ilości potrzebnej do nastawienia fermentacji. Proces ten nazywa się propagacją drożdży i wymaga dobrego natlenienia brzeczki, a także odpowiedniej zawartości związków odżywczych. Browary mogą wielokrotnie wykorzystać drożdże zebrane z naczyń fermentacyjnych, ale ze względu na możliwe zanieczyszczenie i możliwą niestabilność genetyczną, współcześnie większość browarów zawraca drożdże nie więcej niż 5–20 razy. Czyste kultury drożdży pozyskuje się z materiału izolowanego z fazy burzliwej fermentacji (wysokich krążków), można je również zakupić, np. w postaci skosów agarowych czy w postaci liofilizowanej (suszonej).
Choć większość piw sprzedaje się bez zawartości drożdży, istnieją piwa w sprzedaży zawierające żywe, aktywne komórki drożdży.

### Surowce niesłodowane
Poza podstawowymi surowcami stosowane są często surowce niesłodowane – szacuje się, że 85–90% piw na świecie produkowanych jest z ich wykorzystaniem. Surowce niesłodowane uzupełniają zawartość węglowodanów, zastępując słód (w Europie zwykle ich ilość w zasypie mieści się w granicach 10–30%), obniżają koszty produkcji, zmieniają skład chemiczny brzeczki (przekłada się to również zmiany w metabolizmie drożdży), co wywołuje odmienne cechy organoleptyczne gotowego piwa, zwłaszcza wyższą zawartość etanolu.
Do surowców tych należą zboża takie jak jęczmień, pszenica, kukurydza, owies, ryż, sorgo (w postaci płatków, mąki, grysu), syropy (uzyskane poprzez hydrolizę skrobi zbóż), cukry (sacharoza, cukier inwertowany). Zboża, jako że zawierają skrobię, po rozdrobnieniu dodawane są podczas zacierania w celu rozkładu na cukry. Wymaga to dostosowania parametrów zacierania, często również dodatku egzogennych enzymów dla wydajniejszego pozyskania ekstraktu, a nawet osobnego kleikowania. Syropy i cukry dodawane są natomiast na późniejszym etapie, podczas gotowania brzeczki. Dzięki nim można znacznie podwyższyć poziom ekstraktu w brzeczce, co ułatwia warzenie metodą HGB.

## Produkcja

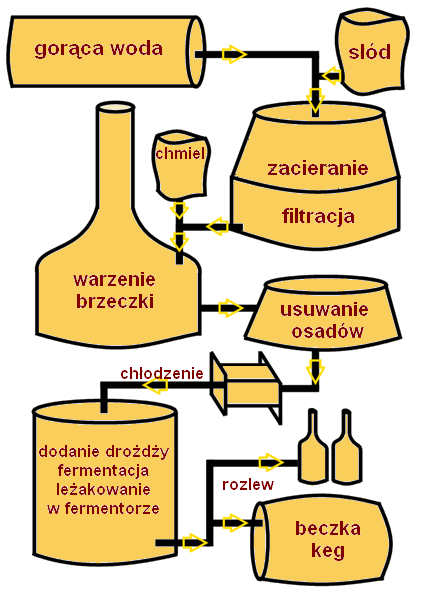
Schemat produkcji piwa

Głównym składnikiem piwa, podobnie jak i whisky, jest słód, który poddawany jest fermentacji. Użycie słodu odróżnia piwo od wina, które produkowane jest z soku winogron lub innych owoców. Natomiast to, co odróżnia piwo od wódki, która również może powstawać ze zboża, jest przede wszystkim technologia produkcji wykorzystująca w przypadku wódki proces destylacji. Dla piwa charakterystyczny jest także proces gotowania (warzenia) brzeczki.
Podstawowymi etapami produkcji piwa są zacieranie, filtracja zacieru, gotowanie brzeczki (warzenie), fermentacja, dojrzewanie piwa, filtracja oraz rozlew.
Nie istnieje jedna receptura produkcji piwa, a każdy gatunek piwa czy jego odmiana wymaga innego postępowania. Dużą rolę odgrywają używane surowce i sprzęt jakim dysponuje browar. Historia piwowarstwa liczy tysiące lat i wykorzystuje wiedzę wielu pokoleń piwowarów tworzących tradycyjne podstawy warzenia piwa, swoisty kunszt piwowarski. Z jednej strony tradycje te mają wielki wpływ na to, jak współcześnie wygląda produkcja piwa, np. nie produkuje się piwa bezpośrednio z jęczmienia (zupełnie bez słodu), wykorzystując preparaty enzymatyczne, choć jest to technologicznie możliwe. Z drugiej strony nowe technologie i większa wiedza naukowa doprowadziły do zrewidowania wielu tradycyjnych procesów.
Produkcja piwa składa się z następujących etapów:
- produkcja słodu,
- produkcja brzeczki,
- fermentacja brzeczki,
- leżakowanie i dojrzewanie piwa,
- filtracja piwa,
- rozlew piwa.

### Produkcja słodu
Podstawowym surowcem do produkcji słodu jest wysiewany w okresie wiosennym dwurzędowy jęczmień jary, który w słodowni poddawany jest procesowi słodowania. W wyniku słodowania powstaje słód browarny, czyli ziarno jęczmienia poddane kiełkowaniu do określonego stadium, a następnie wysuszone.
Słodowanie ma na celu uaktywnienie zjawisk fizjologicznych i fizykochemicznych, które towarzyszą kiełkowaniu ziaren, przede wszystkim wytworzenie w ziarnach maksymalnej ilości enzymów amylolitycznych, proteolitycznych i celulolitycznych oraz uzyskanie odpowiedniego rozluźnienia struktury wewnętrznej ziarna. Słód produkuje się obecnie niemal wyłącznie w wielkich słodowniach zaopatrujących rynek, podczas gdy niegdyś browary same produkowały słód na własne potrzeby, a piwowarzy byli jednocześnie słodownikami.

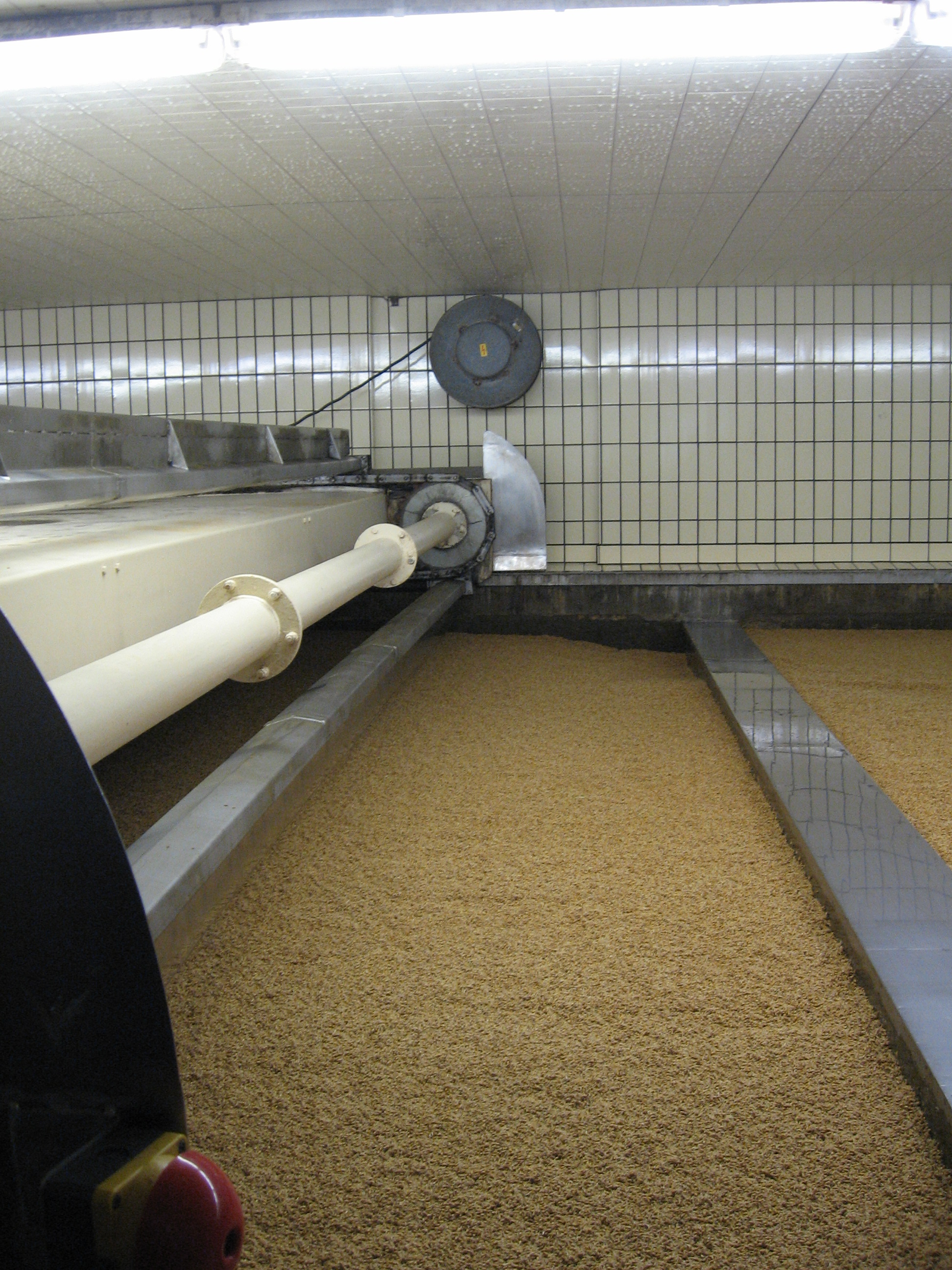
Produkcja słodu

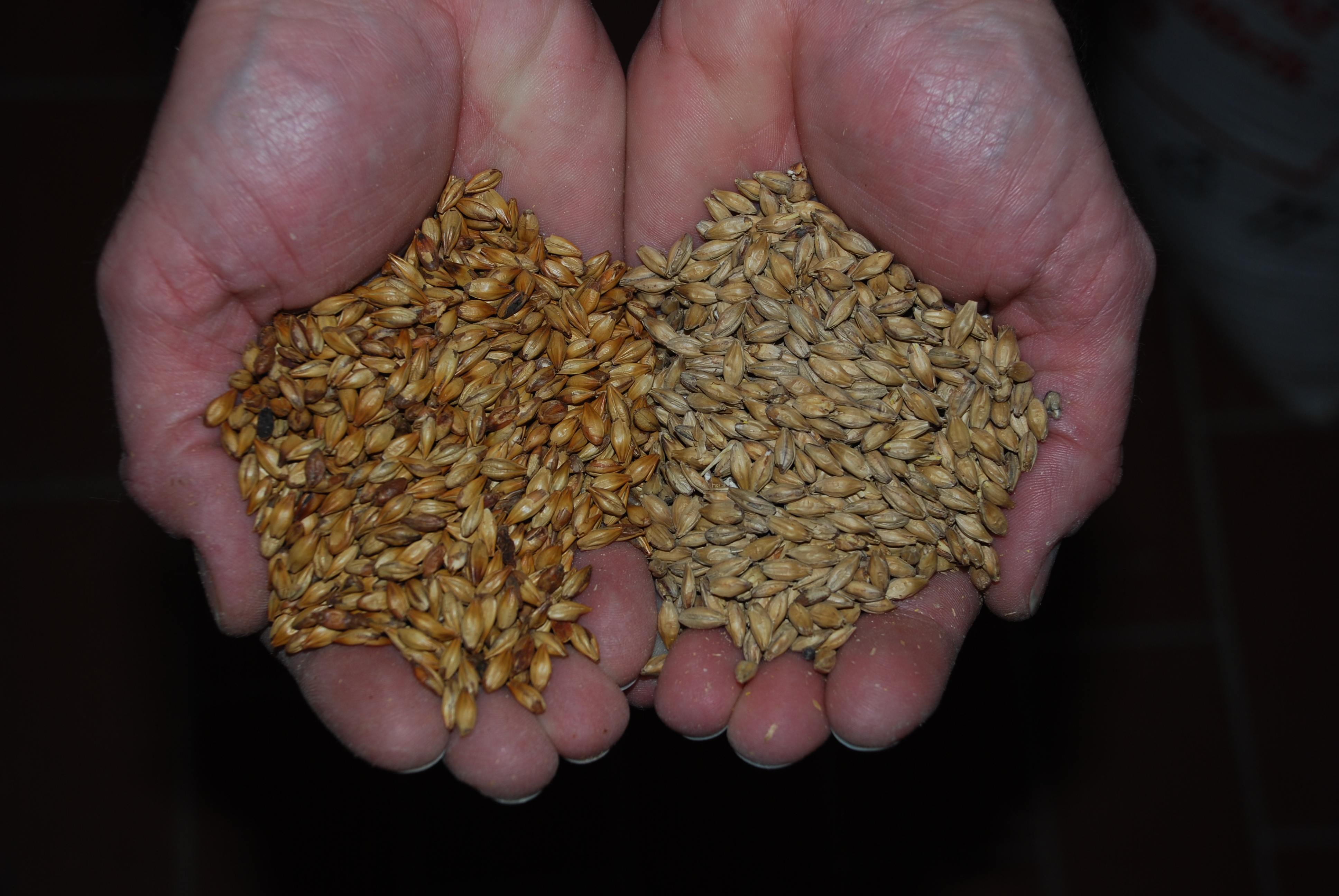
Słód ciemny i jasny

Proces produkcji słodu obejmuje sześć faz:
- czyszczenie ziarna,
- sortowanie,
- moczenie,
- kiełkowanie,
- suszenie słodu mokrego,
- oddzielanie korzonków.

Jęczmień świeżo zebrany jest magazynowany, a następnie czyszczony i sortowany pod kątem ciężaru właściwego, długości i grubości. Do tego celu służą wialnie, tryjery i sortowniki.
Następny etap produkcji słodu – moczenie jęczmienia odbywa się przez ok. 3 dni, a jego celem jest stworzenie odpowiednich warunków dla rozwoju zarodków ziaren oraz kiełka liścieniowego i korzonkowego, które zapoczątkowują aktywność enzymów i zmiany biochemiczne. W trakcie moczenia objętość ziarna wzrasta o ok. 45%, następuje pęcznienie takich składników jak białka, skrobia i celuloza, zmienia się barwa jęczmienia ze słomkowej na brązową i następuje usunięcie z ziarna niekorzystnych substancji goryczkowych, garbnikowych, polifenoli i.in., które mogłyby ujemnie wpłynąć na smak końcowy piwa.
Kiełkowanie jęczmienia trwa ok. 7 dni. Przemiany fizjologiczne polegają na rozwoju kiełka liścieniowego i korzonkowego w zarodku. Zarodek wytwarza kwas giberelinowy, który stymuluje wytwarzanie enzymów celulolitycznych, proteolitycznych i amylolitycznych w warstwie aleuronowej. Enzymy te umożliwiają rozluźnienie, powodują rozkład skrobi, białek i innych związków. W celu ograniczenia strat, pożądane jest, by rozwój kiełków ograniczyć do minimum i otrzymać jak największą ilość aktywnych enzymów. Z tego powodu kiełkowanie przebiega w niskich temperaturach do 16 °C, po osiągnięciu odpowiedniego stopnia namoczenia, przy obecności tlenu. Pod koniec kiełkowania dopuszczalne jest zwiększenie temperatury do 20 °C, co wzmaga działanie enzymów, jednocześnie ze względu na nagromadzony CO
2 zarodek ulega zwiędnięciu. Kiełkowanie umożliwia wydobycie substancji nagromadzonych w ziarnie słodowym na etapie zacierania, które pod wpływem działania enzymów stają się rozpuszczalne. Słody jasne typu pilzneńskiego wymagają jęczmienia słabo wyrośniętego, rosnącego w warunkach chłodnych, natomiast słody ciemne typu monachijskiego powinny być produkowane z jęczmienia zawierającego więcej białka, o wyższej aktywności enzymów, a tym samym winny być poddane dłuższemu procesowi kiełkowania.
Suszenie mokrego słodu trwa do 2 dni. Jego celem jest całkowity zanik funkcji życiowych zarodka, czyli przerwanie kiełkowania i oddychania, zmniejszenie zawartości wody (z ponad 40% do poniżej 5%), wstrzymanie przemian enzymatycznych przy jednoczesnym zachowaniu aktywności enzymów powstałych podczas kiełkowania, wytworzenie w słodzie związków aromatycznych i smakowych, oraz zabezpieczenie słodu przed zepsuciem w czasie magazynowania. Suszenie słodu odbywa się w dwóch fazach. W fazie suszenia wstępnego słód suszony jest w temp. 45–50 °C. Faza prażenia w przypadku słodów jasnych trwa ok. 3–4 godziny odbywa się w temperaturze 85 °C.; w przypadku słodów ciemnych temperatura prażenia wzrasta do 105 °C i proces ten trwa do 5 godzin.
Ostatnim etapem produkcji słodu jest oddzielenie korzonków, które zawierają dużo białka, mają gorzki smak i negatywny wpływ na barwę piwa. Usunięcie korzonków odbywa się w odkiełkownicy, a odkiełkowany słód przeznaczony jest do magazynowania i dojrzewania przez ok. 4–6 tygodni.
Nie ma powszechnie uznanej klasyfikacji słodów. Podziały wynikają ze sposobu produkcji, tradycji i nie zawsze są konsekwentne.
Słody można podzielić na:
- jasne, bogate w enzymy (słód pilzeński, słód pale ale),
- ciemne (słód monachijski, wiedeński, karmelowy, brown),
- specjalne.

Podstawowe rodzaje słodów mogą stanowić całość zasypu. W Europie kontynentalnej można wyróżnić:
- słody jasne typu pilzneńskiego – produkowane są w warunkach minimalizujących powstawanie związków melanoidynowych, z jęczmienia o niskiej zawartości białka, niskim stopniu namoczenia (42–44%), kiełkującego w niższych temperaturach[99].
- słody monachijskie – produkowane są z jęczmienia o wyższej zawartości białka, o wyższym stopniu namoczenia, a podczas suszenia słodu stosuje się wyższe temperatury. Warunki te sprzyjają wytwarzaniu się związków melanoidynowych powstających w reakcji Maillarda[100]. Słód ten stosuje się do produkcji ciemnych, treściwych lagerów[98].
- słody wiedeńskie – są typem pośrednim między słodami pilzeńskimi a monachijskimi[98]. Pogłębiają barwę jasnych piw, dając złocisty kolor, mogą zwiększać pełnię smakową piwa. Stosowane są m.in. w produkcji piwa marcowego[100].

Słody specjalne stosuje się zwykle w niewielkich ilościach. Ich głównym zadaniem jest modyfikacja barwy i smaku. Do słodów specjalnych należy:
- słód pszeniczny służący głównie do produkcji piw pszenicznych. Pozyskiwany jest z ziaren pszenicy, która w przeciwieństwie do jęczmienia nie ma łuski. Można wyróżnić jasne i ciemne słody pszeniczne[102]. Jasny słód pszeniczny bywa również zaliczany do słodów podstawowych[97].
- słód żytni do produkcji piw żytnich (Roggenbier), gdzie żyto może stanowić nawet 60% zasypu[103][104].
- słód karmelowy otrzymywany ze słodu poddanego prażeniu w temp. 150–180 °C. Zwiększa on intensywność barwy brzeczki, nadaje piwu słodki, karmelowy smak[105]. Może być barwy jasnej lub ciemnej[102].
- słód barwiący (czarny, czekoladowy) otrzymywany przez prażenie słodu w temp. 200–220 °C. Ma ciemnobrązową barwę łuski i aromat kawy zbożowej[105]. Słód barwiący wprowadza się do zacieru po gotowaniu ze względu na silną goryczkę śruty[106].
- słód zakwaszający (kwaśny) stosowany w celu obniżenia pH zacieru i brzeczki. Dodaje się go w ilości do 5% przy produkcji piwa jasnego. Łagodzi smak piwa i rozjaśnia jego barwę. Zawartość kwasu mlekowego w słodzie kwaśnym wynosi 2–4%[106].
- słód melanoidynowy (parzony) zawierający szczególnie duże ilości związków melanoidynowych nadających charakterystyczny aromat i smak skórki chleba oraz pełnię[97].
- słód wędzony suszony w dymie wytwarzanym z drzewa liściastego (np. dębowego, bukowego)[106].

Słody palone, wnoszące głównie popiół, zastępuje się czasem tańszymi palonymi ziarnami zbóż, dającymi podobny efekt.

### Produkcja brzeczki

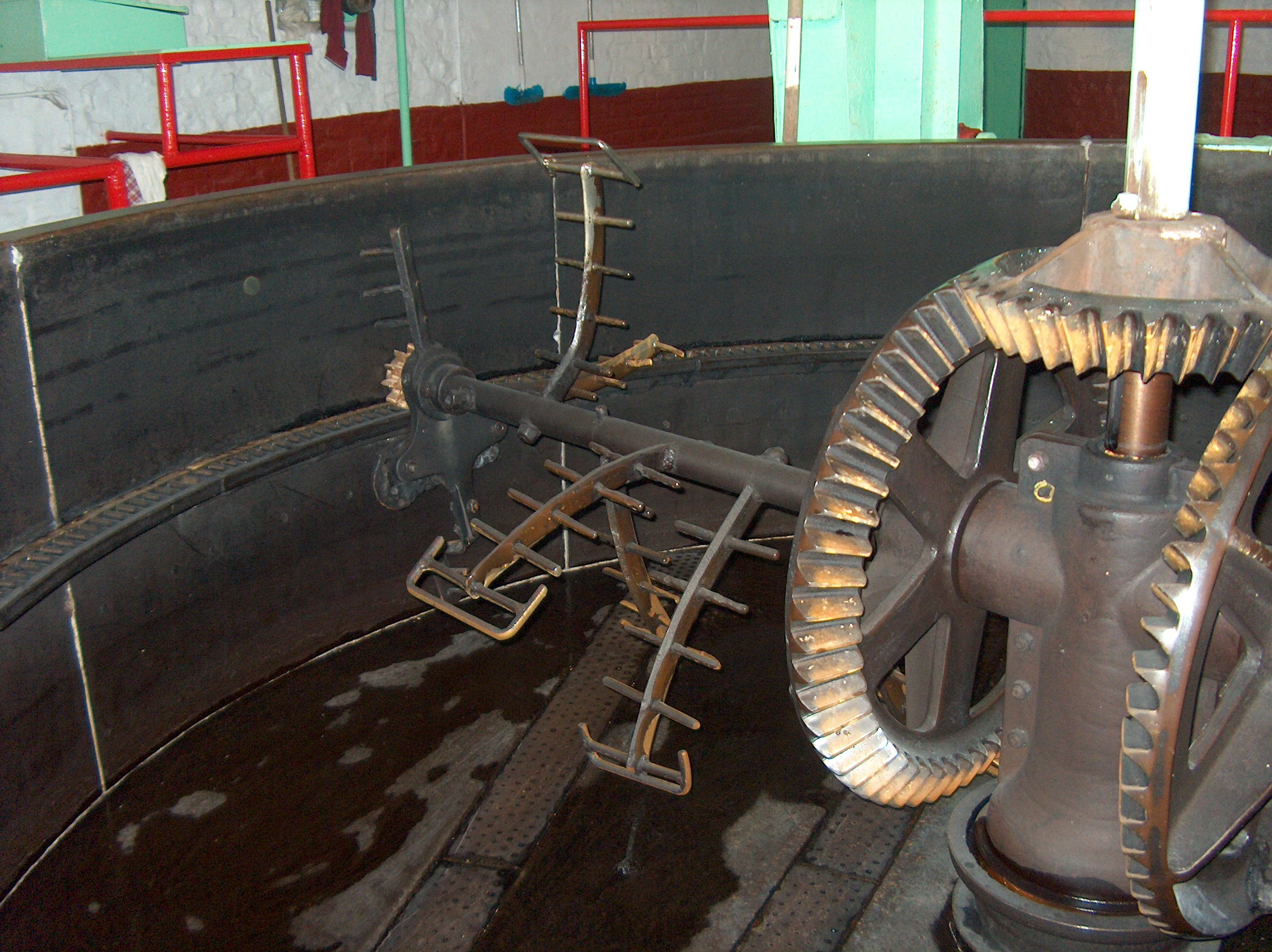
Kadź zacierna

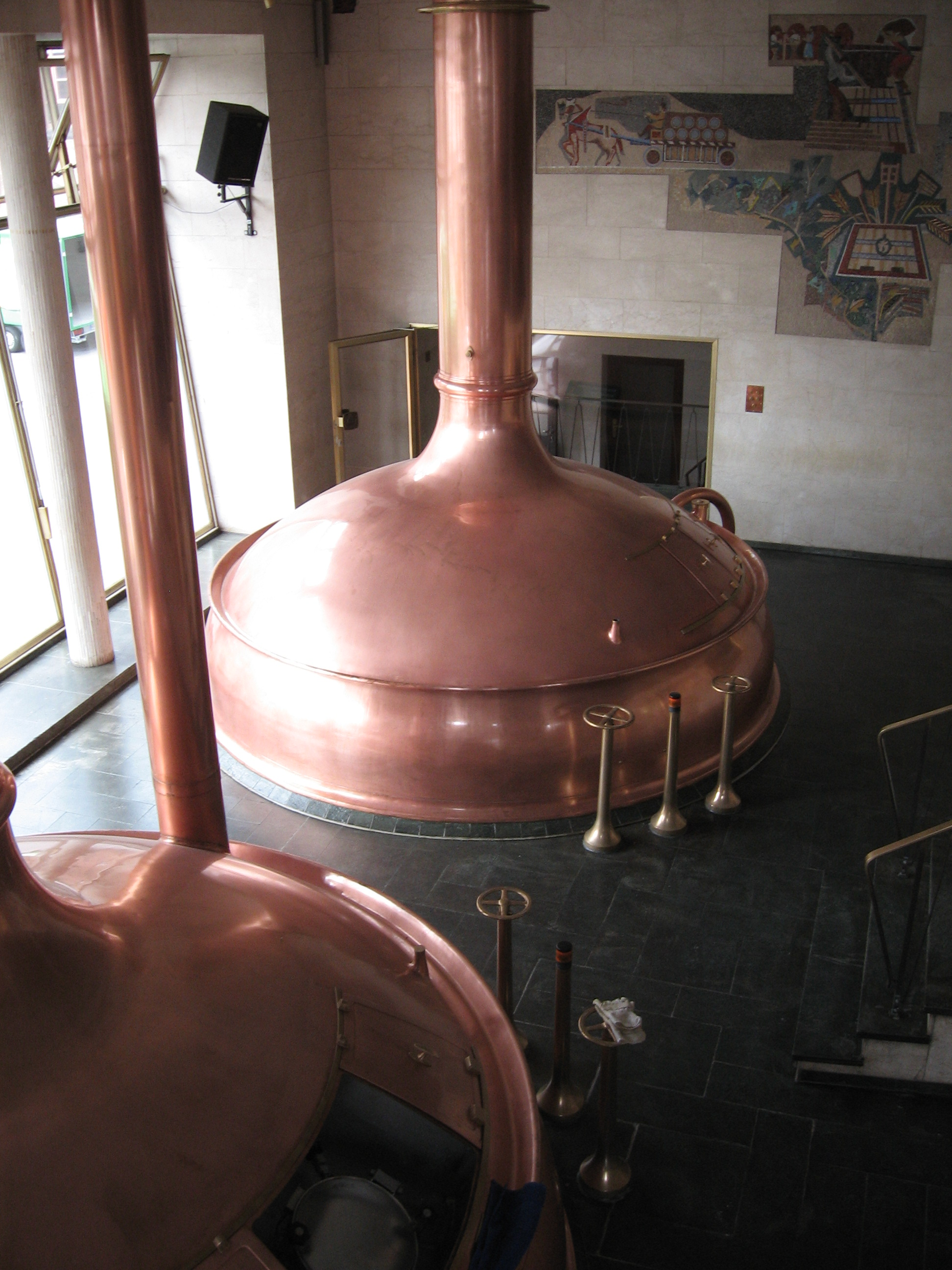
Kocioł warzelny

Produkcja brzeczki w warzelni obejmuje następujące etapy:
- śrutowanie (rozdrabnianie) słodu w śrutowniku → śruta słodowa,
- zacieranie śruty w kadzi zaciernej → zacier,
- filtracja zacieru w kadzi filtracyjnej → brzeczka przednia,
- gotowanie brzeczki z chmielem w kotle warzelnym → brzeczka gorąca,
- oddzielanie osadu gorącego w kadzi wirowej whirlpool,
- schładzanie brzeczki gorącej w płytowym wymienniku ciepła → brzeczka nastawna,
- natlenianie brzeczki.

#### Śrutowanie słodu
Pierwszym etapem produkcji brzeczki jest rozdrobnienie słodu w śrutownikach walcowych (aby go rozdrobić do postaci śruty słodowej) lub młynach młotkowych (aby go rozdrobnić do postaci mąki). Celem śrutowania słodu jest zmiażdżenie bielma, aby umożliwić rozpuszczenie składników ekstraktywnych w wodzie podczas zacierania oraz ułatwić przedostanie się wody do ziarna w celu aktywacji enzymów. W celu uzyskania dużej wydajności śrutowanie słodu powinno przebiegać w taki sposób, aby bielmo było dobrze rozdrobnione, natomiast łuska była jak najmniej rozkruszona. Duży stopień rozkruszenia pozwala łatwiej i wydajnie uzyskać ekstrakt, ale może powodować problemy z filtracją.

#### Podstawy zacierania
Zacieranie ma na celu rozpuszczenie w wodzie maksymalnej ilości związków rozpuszczalnych słodu powstałych podczas słodowania ziarna jęczmienia oraz dalszy enzymatyczny rozkład, przede wszystkim skrobi i białek. Substancje rozpuszczające się w roztworze nazywa się ekstraktem. Należą do nich m.in. cukry, dekstryny, określone białka, substancje mineralne. Do substancji nierozpuszczalnych należy nierozłożona skrobia, pewne wielkocząsteczkowe białka, celuloza – po filtracji zacieru pozostają one jako wysłodziny.
Podczas zacierania miesza się śrutę z wodą w warunkach sprzyjających działaniu poszczególnych enzymów. Aktywność enzymów zależy przede wszystkim od temperatury i pH, poza tym ich działanie mogą hamować zbyt gęste zaciery. Każdy z enzymów obecny w zacierze (m.in. α-amylazy, β-amylazy, endopeptydazy, egzopeptydazy, β-glukanazy) ma swoje optymalne warunki działania (temperatura i pH), kiedy działa najintensywniej, i choć generalnie aktywność enzymów wzrasta wraz z temperaturą, to po przekroczeniu pewnej optymalnej wartości następuje degeneracja enzymu i szybko postępująca inaktywacja. Bardzo istotny jest również czas przebywania zacieru w danej temperaturze (tzw. przerwa).
W zimnej wodzie skrobia jest nierozpuszczalna, jednak wraz ze wzrostem temperatury ziarna skrobi coraz intensywniej wchłaniają wodę, pęcznieją i pękają, tworząc galaretowatą, lepką masę zwaną kleikiem skrobiowym. Hydroliza enzymatyczna skrobi w zacierze przebiega według schematu: skrobia → skrobia rozpuszczalna → dekstryny → maltoza. Zawartość maltozy, czyli cukru fermentującego w zacierze ma znaczenie dla późniejszej zawartości alkoholu w piwie. Piwa o wysokim stopniu odfermentowania wymagają brzeczki nastawnej z dużym udziałem maltozy, co osiąga się poprzez wydłużenie czasu optymalnych warunków dla działania enzymu scukrzania – β-amylazy. Z kolei do wyprodukowania piwa o niskim stopniu odfermentowania (wyższej treściwości) promuje się działanie α-amylazy, doprowadzając do wyższej zawartości dekstryn. Skrobia musi zostać rozłożona całkowicie do cukrów i dekstryn ze względu na to, że w gotowym piwie mogłaby powodować bardzo niepożądane skrobiowe zmętnienie, a ponadto pozwala to ją wydajniej wykorzystać. Jej rozkład bada się próbą jodową, mieszając kroplę schłodzonej brzeczki z kroplą jodu. Jeśli nie następuje zmiana barwy brzeczki, oznacza to, że skrobia została odpowiednio rozłożona (scukrzona).
Podczas zacierania słodu do roztworu przechodzą również białka rozpuszczalne w wodzie oraz produkty ich hydrolizy enzymatycznej, które znacząco wpływają na takie cechy jakościowe piwa jak: pełnię smaku, pienistość, barwę, klarowność. Ponadto aminokwasy (niskocząsteczkowe produkty rozkładu białek) są niezbędne dla prawidłowej aktywności drożdży na etapie fermentacji. Część białek i ich pochodnych jest wrażliwa na zmiany temperatury, pH zacieru i obecność tlenu, w wyniku czego wytrąca się, tworząc gorące osady i zimne zmętnienia.

#### Metody zacierania
Istnieje wiele metod zacierania, ale tradycyjnie można je podzielić na dwie zasadnicze grupy – metody infuzyjne i dekokcyjne. Wybór metody zależy od pożądanego charakteru warzonego piwa, gatunku, wiąże się on z doborem optymalnych warunków działania poszczególnych enzymów podczas zacierania: temperatury, przerwy w mieszaniu, pH, gęstości zacieru.
Zacieranie infuzyjne jest prostą metodą zacierania, wymaga jedynie kadzi zaciernej, gdzie pozyskuje się ekstrakt w jednej zadanej temperaturze, zwykle w przedziale 60–70 °C. Jest tradycyjną metodą produkcji brytyjskiego ale (piwa górnej fermentacji). Dla uzyskania lepszej wydajności wymaga użycia dobrze rozluźnionego słodu, ponadto w tym celu stosuje się mieszadła i osobne kadzie filtracyjne. W metodach infuzyjnych nie stosuje się gotowania i nie nadają się one do przerobu surowców niesłodowanych wymagających kleikowania.
Podczas zacierania najczęściej stosuje się jednak różne temperatury i wykorzystuje przerwy w jej wzroście przez określony czas, kiedy panują optymalne warunki dla poszczególnych enzymów. Takie zacieranie infuzyjne sterowane temperaturowo jest powszechnie stosowane w Europie, metodą tą produkuje się większość piw jasnych w Polsce.
Podczas zacierania dekokcyjnego również stosuje się przerwy w poszczególnych temperaturach, ale temperaturę podnosi się poprzez odebranie części zacieru (dekoktu), zagotowanie go i zwrócenie do reszty zacieru. Jest to typ zacierania charakterystyczny dla tradycyjnego piwowarstwa niemieckiego i czeskiego. Zacieranie tą metodą jest szczególnie przydatne dla słabo rozluźnionych słodów, podczas gdy współcześnie zwykle nie ma z tym problemu. Dlatego też system zacierania dekokcyjnego uprościł się z trzywarowego do dwu- lub jednowarowego (gdzie war oznacza porcję zacieru poddawanego gotowaniu, zwykle 1/3 całości). W Ameryce Północnej powszechny jest system podwójnego zacierania, który można rozpatrywać jako szczególny przypadek zacierania dekokcyjnego. Zakłada on, że surowce niedostatecznie rozluźnione (przede wszystkim surowce niesłodowane) są przerabiane oddzielnie od przerobu słodu. Zacier niesłodowy podgrzewa się w kotle do surowców niesłodowych do temperatury około 70 °C z niewielkim dodatkiem rozdrobnionego słodu i/lub mikrobiologicznych preparatów enzymatycznych. Następnie zacier niesłodowy poddaje się gotowaniu i miesza z zacierem słodowym (o temperaturze około 35 °C) w taki sposób, aby ostatecznie mieszanina miała temperaturę około 70 °C.

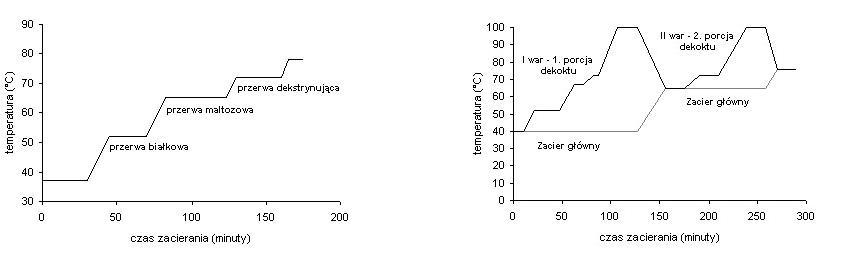
Schemat zacierania metodą infuzyjną sterowaną temperaturowo (po lewej) i dekokcyjną metodą dwuwarową (po prawej)

Na koniec temperaturę zacieru ponosi się do 78 °C, dzięki czemu zmniejsza się jego lepkość, co ułatwia filtrowanie. Choć lepkość można jeszcze bardziej obniżyć w wyższych temperaturach, nie przekracza się tej granicy ze względu na fakt, że w 78 °C α-amylaza wykazuje jeszcze pewną aktywność i może rozłożyć resztki skrobi. Podobną temperaturę mają wody wysładzające – wyższe mogłyby spowodować wyekstrahowanie niepożądanych substancji z młóta.

#### Filtrowanie zacieru

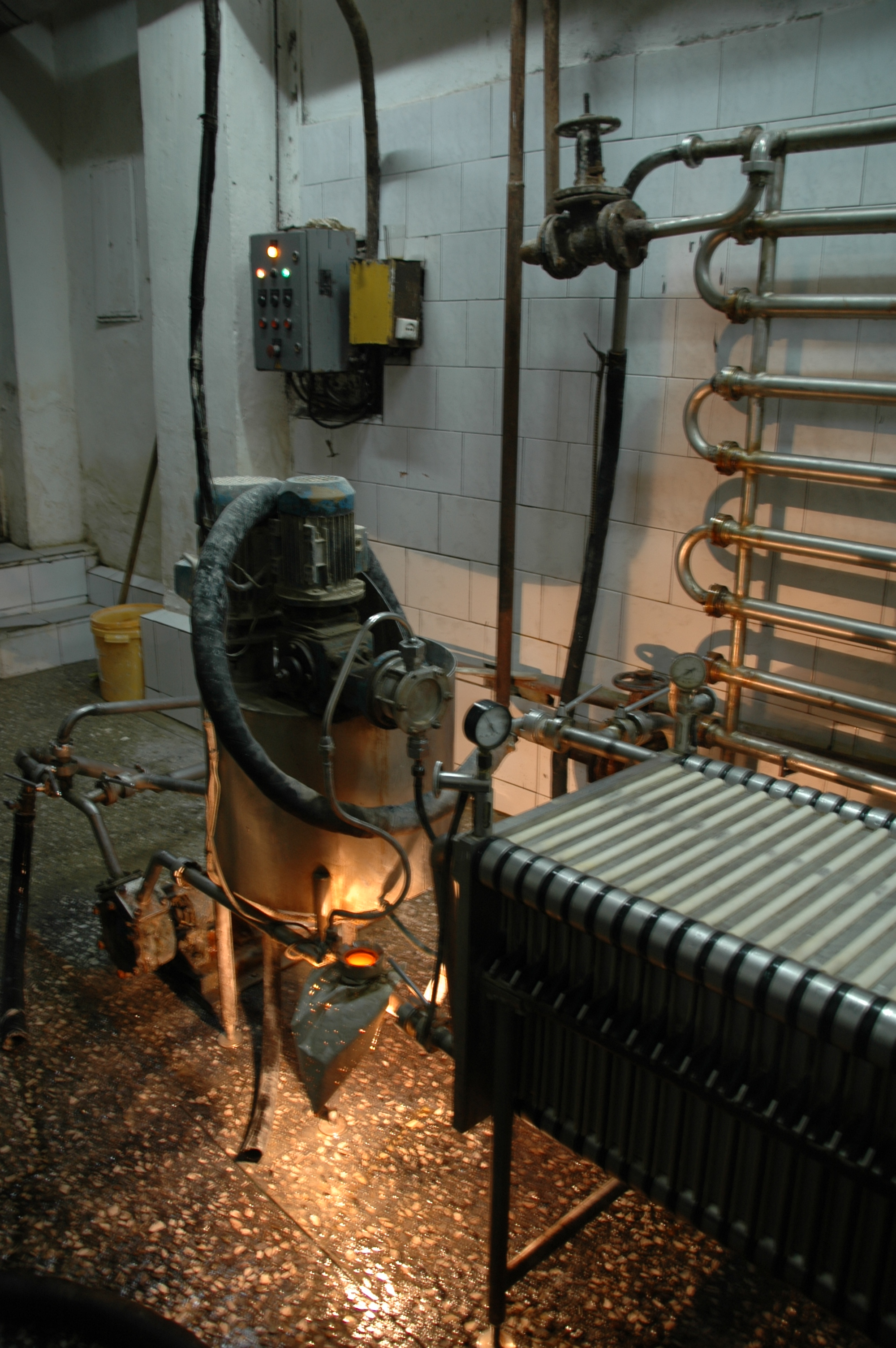
Prasa filtracyjna

Po zakończonym procesie zacierania następuje etap filtracji, czyli oddzielania z zacieru klarownej brzeczki zawierającej ekstrakt od części stałych (wysłodzin). Odbywa się to zwykle w kadzi filtracyjnej lub przy zastosowaniu filtra zacierowego nazywanego również prasą filtracyjną. W procesie tym wysłodziny (młóto) pełnią rolę naturalnej warstwy filtracyjnej. Brzeczkę spływającą z wysłodzin nazywa się przednią. W kolejnym etapie resztki ekstraktu zatrzymane przez młóto są wymywane gorącą wodą (tzw. wysładzanie), dzięki czemu zwiększa się wydajność, ale też rozcieńcza się brzeczkę, co może doprowadzić do potrzeby dłuższego gotowania i odparowania wody. Ponadto zbyt intensywne wysładzanie może wyługować z łuski niekorzystne substancje garbnikowe, co pogarsza jakość piwa. Istotne w procesie filtracji jest unikanie napowietrzania, ponieważ tlen, uczestnicząc w reakcjach utleniania polifenoli, białek i kwasów tłuszczowych, wpływa niekorzystnie na właściwości smakowe piwa, powoduje jego ciemniejszą barwę, a ponadto utrudnia filtrację.
Kadź filtracyjna jest cylindrycznym zbiornikiem z podwójnym dnem z sitami szczelinowymi. Zbiornik wyposażony jest w spulchniacze (mieszadła ze specjalnymi nożami), zraszacze do ługowania wysłodzin i dysze do mycia. Na dnie gromadzą się wysłodziny tworzące warstwę filtracyjną. Pod sita wpuszczana jest gorąca woda, aby wypchnąć powietrze (tzw. podbicie). Do kadzi wpompowuje się zacier, a zawarte w nim cząstki stałe stopniowo osadzają się, tworząc trzy warstwy: dolną (z dużymi, ciężkimi cząstkami zawierającymi resztki skrobi), główną (największa, złożona z wysłodzin) i górną (z najlżejszych cząstek zacieru). Spulchniacze działają w taki sposób, aby umożliwiać wydajną filtrację, zapobiegać tworzeniu się niepożądanych kanałów w warstwie filtrującej, a jednocześnie jej nie niszczyć. Zależnie od potrzeb (np. mętna brzeczka, trudności filtracyjne) można zmienić wysokość działania spulchniaczy. Do oceny klarowności filtratu służy korytko brzeczkowe. Osad, który przeszedł przez sito i pierwsza brzeczka jest zawsze mętna i zawracana do kadzi. Następnie spływa brzeczka przednia do momentu aż wyłonią się wysłodziny. Przeprowadza się wtedy przemywanie wysłodzin, mniej więcej do zawartości ekstraktu w brzeczce wysłodkowej na poziomie 1–1,5%. Młóto usuwa się z kadzi i przeznacza się najczęściej na cele paszowe dla bydła.
W filtrach zacierowych również występuje warstwa wysłodzin, ale znacznie mniejsza, a filtracja odbywa się przede wszystkim przez gęsto tkane płótna filtracyjne. Budowa filtrów zacierowych może się różnić w zależności od generacji i producenta, umożliwia wykorzystanie słodu zmielonego niemal na mąkę. Przykładowy filtr składa się z polipropylenowych płyt z pneumatyczną membraną oraz ram z polipropylenowymi płótnami filtracyjnymi. Po napełnieniu komory filtra zacierem membrana rozszerza się pod wpływem wtłoczonego powietrza, przeciskając zacier przez filtr – pozyskiwana jest w ten sposób brzeczka przednia. Następnie na podobnej zasadzie wody wysładzające są przeciskane przez warstwę wysłodzin i płótna filtracyjne, a na koniec z wody i ekstraktu wyciskane są wysłodziny.

### Gotowanie brzeczki
Kiedy zacier jest już przefiltrowany następuje gotowanie (warzenie) otrzymanej brzeczki z chmielem lub preparatami chmielowymi. Takie doprowadzenie brzeczki do wrzenia ma na celu:
- rozpuszczenie α-kwasów z chmielu w wyniku ich izomeryzacji pod wpływem gotowania,
- wytrącenie substancji garbnikowo-białkowych (tzw. przełom) w postaci kłaczków,
- zagęszczenie brzeczki poprzez odparowanie wody i wysterylizowanie jej,
- całkowita inaktywacja wszystkich enzymów,
- usunięcie niekorzystnych lotnych składników brzeczki (np. DMS),
- wytwarzanie substancji redukujących zapobiegających późniejszemu utlenianiu[135][136].

Ponadto w wyniku gotowania brzeczka staje się nieco ciemniejsza, a jej pH się obniża, co ma związek m.in. z wytwarzaniem się melanoidyn.
Kotły warzelne pierwotnie były wykonane z miedzi; współcześnie zwykle z nierdzewnej stali i ogrzewane są zazwyczaj parą. Gotowanie może przebiegać w ciśnieniu atmosferycznym lub pod ciśnieniem. Niegdyś intensywne gotowanie (wrzenie) trwało 1,5–2 godziny lub dłużej; obecne trwa 60–70 minut, a ze względu na redukcję kosztów skraca się ten proces nawet do 45–60 minut i optymalizuje zachodzące przemiany. Po gotowaniu brzeczka jest całkowicie sterylna. Przepompowuje się ją do kadzi wirowej, a czynność tę nazywa się wybiciem warki.
Chmiel dodawany jest w kilku dawkach: na goryczkę (60–90 minut przed końcem gotowania), na smak (około 30 minut przed końcem gotowania) i na aromat (późniejsze dawki, również po zakończeniu gotowania).
Do usunięcia osadu gorącego używa się dekanterów, kadzi osadowych, a najczęściej kadzi wirowych typu whirlpool. Jest to cylindryczne naczynie, do którego brzeczkę wpompowuje się w sposób wywołujący wirowy ruch cieczy, przez co osad zbiera się na dnie w postaci stożka. Następnie brzeczka przepływa przez płytowy wymiennik ciepła, który szybko schładza ją do temperatury nastawnej, czyli temperatury, w jakiej dodaje się do brzeczki drożdży. Poniżej temperatury 60 °C pojawia się tzw. osad zimny. Osad ten bardzo trudno osiada, może oblepiać komórki drożdży, zmniejszając szybkość fermentacji, jednak nie ma potrzeby, by go całkowicie usuwać. Często rezygnuje się w ogóle z jego usuwania, w innych przypadkach, zwłaszcza gdy zamierza się ponownie wykorzystać drożdże, można usunąć go za pomocą filtracji przez perlity, flotacji, sedymentacji lub wirowania. Ostatnim etapem przed rozpoczęciem fermentacji jest napowietrzenie brzeczki do zawartości ok. 6–8 mg/dm³ tlenu, który niezbędny jest do efektywnego przyrostu masy drożdży. Po natlenianiu brzeczkę przepompowuje się do kadzi nastawnej i rozpoczyna proces fermentacji.
Duże browary przemysłowe często wytwarzają brzeczkę o znacznie wyższej zawartości ekstraktu niż zakładany ekstrakt piwa gotowego. Na tym właśnie polega metoda HGB, dzięki której można oszczędzić pojemność kadzi, a także energię, gdyż podgrzewa się i gotuje mniejszą ilość wody. Na późniejszych etapach woda uzupełniana jest do odpowiedniego poziomu. Praktyka ta może jednak negatywnie wpłynąć na kondycję drożdży i jakość piwa.

### Fermentacja

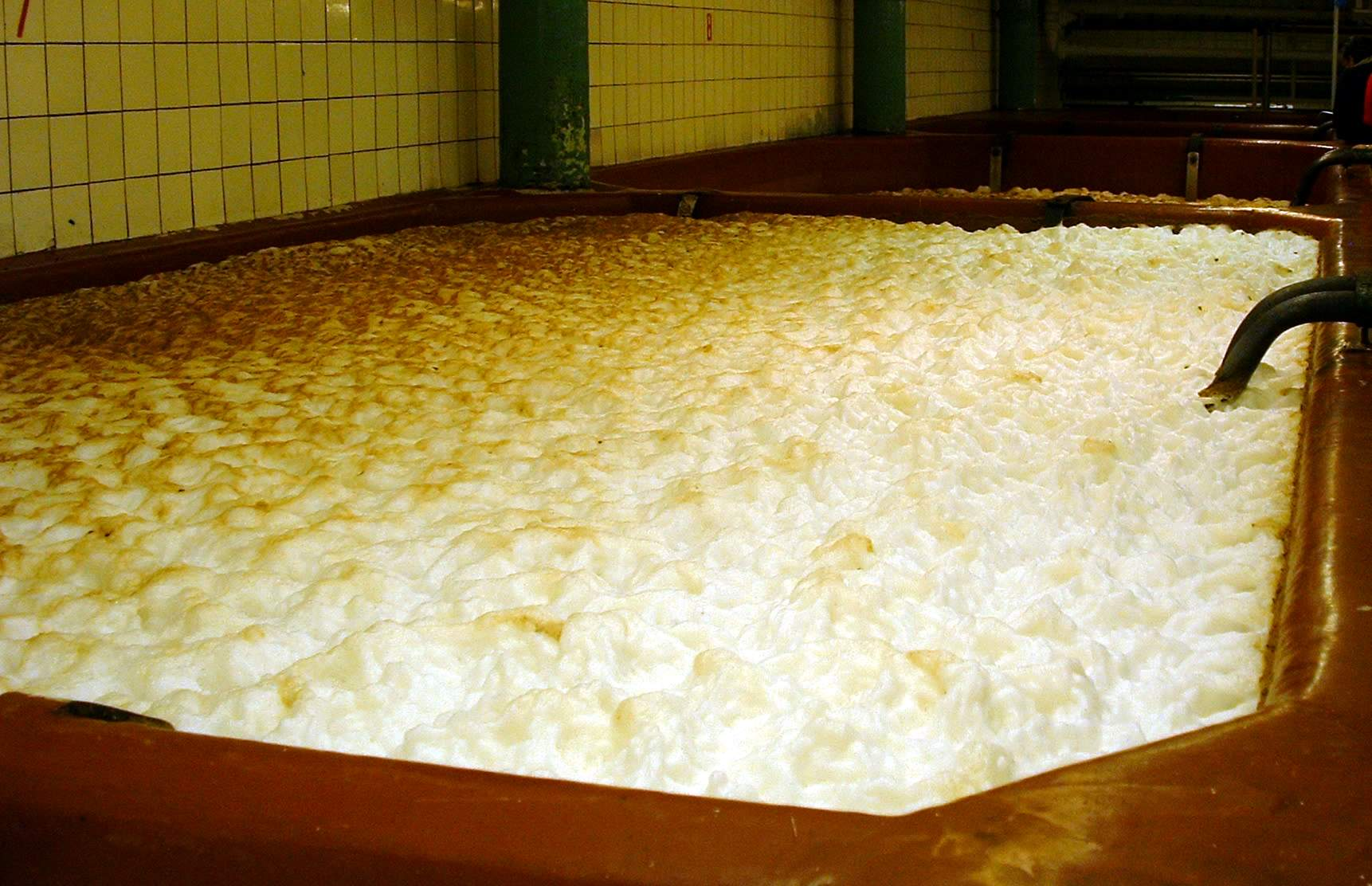
Fermentacja w kadzi otwartej

Podczas fermentacji w wyniku działalności drożdży zostają przekształcone cukry w alkohol i dwutlenek węgla oraz tworzy się wiele produktów ubocznych związanych z metabolizmem drożdży, które istotnie wpływają na smak, zapach i właściwości piwa. Stopień odfermentowania jest miarą ilości ekstraktu, który uległ fermentacji.
W klasycznych metodach fermentacja piwa odbywa się w otwartych kadziach fermentacyjnych. Rozwój technologiczny spowodował jednak, że obecnie większość dużych browarów stosuje zautomatyzowane cylindryczno-stożkowe tankofermentory (unitanki) z kwasoodpornej stali o pojemności ponad 2000 hl, które łączą w sobie funkcje kadzi fermentacyjnej i tanku leżakowego. W porównaniu do klasycznych zbiorników, takie fermentory są tańsze, wyraźnie zmniejszają koszty obsługi, wymagają mniej miejsca, zmniejszają straty piwa i pozwalają na odzysk CO
2. W zależności od rodzaju użytych drożdży wyróżnia się:
- fermentację dolną,
- fermentację górną,
- fermentację spontaniczną[156].

Drożdże dolnej fermentacji wykazują tendencję do osadzania się na dnie kadzi, natomiast drożdże górnej fermentacji zbierają się na powierzchni. Podczas fermentacji wydziela się ciepło. Temperatura nastawienia fermentacji w przypadku użycia drożdży dolnej fermentacji wynosi zwykle 5–6 °C. Przy wyższych temperaturach fermentacja zachodzi szybciej, ale pogarsza się jakość piwa. Najwyższa temperatura podczas tego procesu dochodzi do 9–15 °C. W przypadku drożdży górnej fermentacji stosuje się wyższe temperatury sięgające 15–24 °C. Fermentację spontaniczną przeprowadzają natomiast dzikie szczepy drożdży. Taki sposób fermentacji jest szczególnie popularny w Belgii, w browarach skupionych wokół rzeki Zenne.
Pierwszym etapem po dodaniu drożdży jest ich namnażanie, po nim następuje zafermentowanie i fermentacja burzliwa. W drugim etapie, po uprzednim oddzieleniu nadmiaru drożdży, piwo leżakuje, co polega na dalszej powolnej fermentacji w niskiej temperaturze i pod ciśnieniem.
Po zadaniu drożdży ich masa w ciągu jednej doby zwiększa się 3–4-krotnie i etap namnażania trwa aż do wyczerpania w brzeczce tlenu. Następnie podczas fermentacji głównej w kadziach fermentacyjnych widoczna jest faza zafermentowania (cienka warstwa drobnej białej piany na powierzchni), potem stadium niskich krążków (nadal drobna, ale wyższa piana, częściowo zabarwiona przez wytrącające się żywice chmielowe), stadium wysokich krążków (intensywna fermentacja, piana wysoka, o dużych bańkach, brunatniejąca), stadium opadających krążków (piana stopniowo opada, piwo klaruje się). Pod koniec fermentacji pozostaje cienka, poprzerywana brunatna piana (tzw. deka), którą należy usunąć, aby nie nadawała piwu nieprzyjemnej goryczy ani nie zanieczyszczała drożdży.
Warstwę osadu drożdżowego na dnie zbiornika określa się gęstwą drożdżową. W tankofermentorze drożdże zbiera się ze stożkowego dna przed spuszczeniem piwa z tanku. W przypadku klasycznych metod fermentacji osad ten zbiera się na dnie kadzi po spuszczeniu piwa do leżakowania. Zebrane drożdże można wykorzystać od razu do nastawienia kolejnej fermentacji. Aby zwiększyć ich aktywność metaboliczną, gęstwę drożdżową napowietrza się i usuwa CO
2. Jeśli drożdże muszą być przechowywane, stosuje się niskie temperatury i utrzymuje pod warstwą wody, lub lepiej, pod warstwą piwa, z którego zostały zebrane.
Proces fermentacji zależy przede wszystkim od gatunku piwa, a różnice dotyczą zmian w ilości dodawanych drożdży, temperatury nastawienia brzeczki i temperatury fermentacji. Czas fermentacji trwa mniej więcej tyle dni, ile procent ekstraktu zawiera brzeczka nastawna. Po zakończeniu fermentacji burzliwej piwo nazywane jest piwem młodym lub zielonym. Moment gotowości piwa do leżakowania rozpoznawany jest po różnych objawach, m.in. po zawartości pozostałego ekstraktu, tempie jego obniżania się, pianie.

### Dojrzewanie

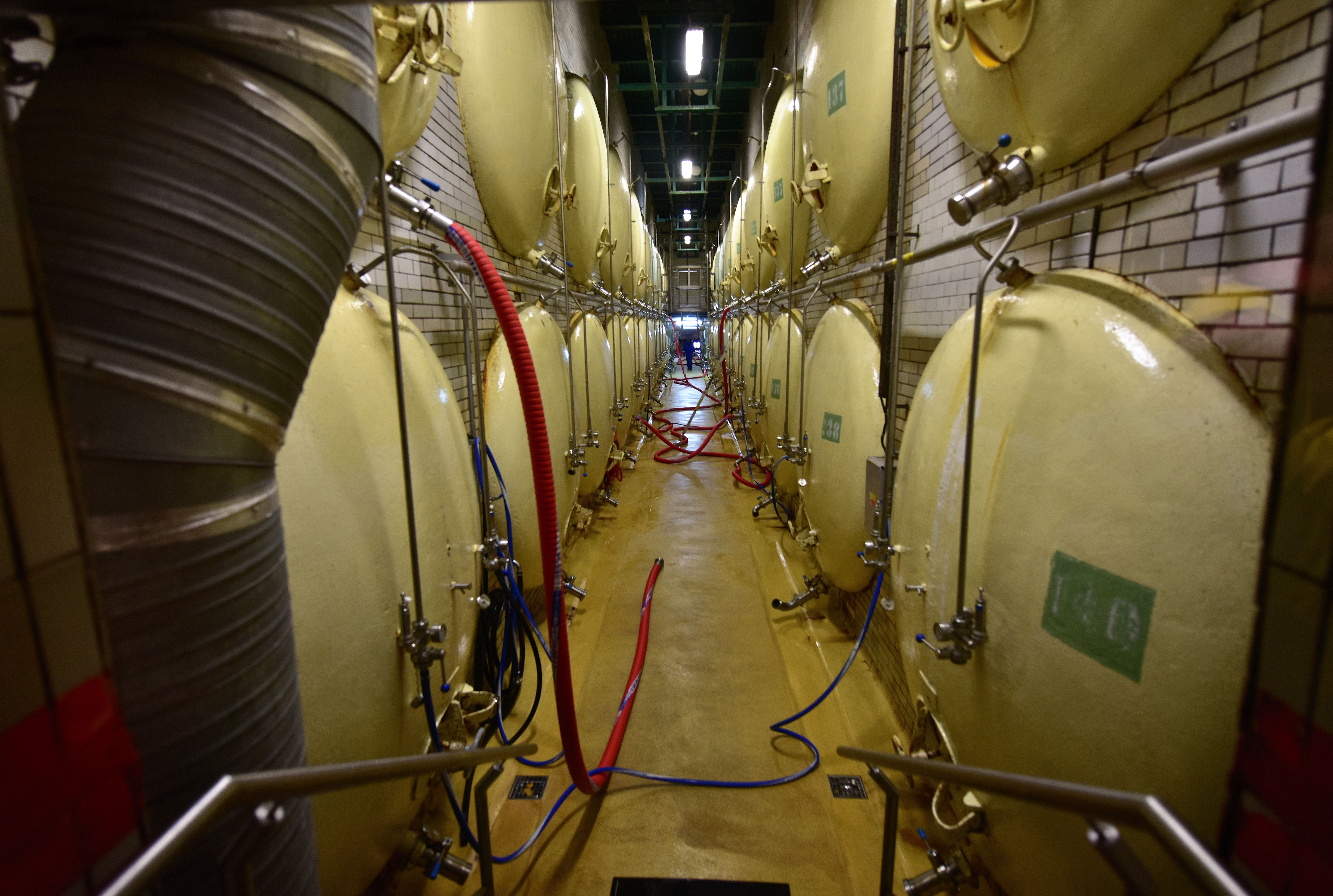
Tanki leżakowe

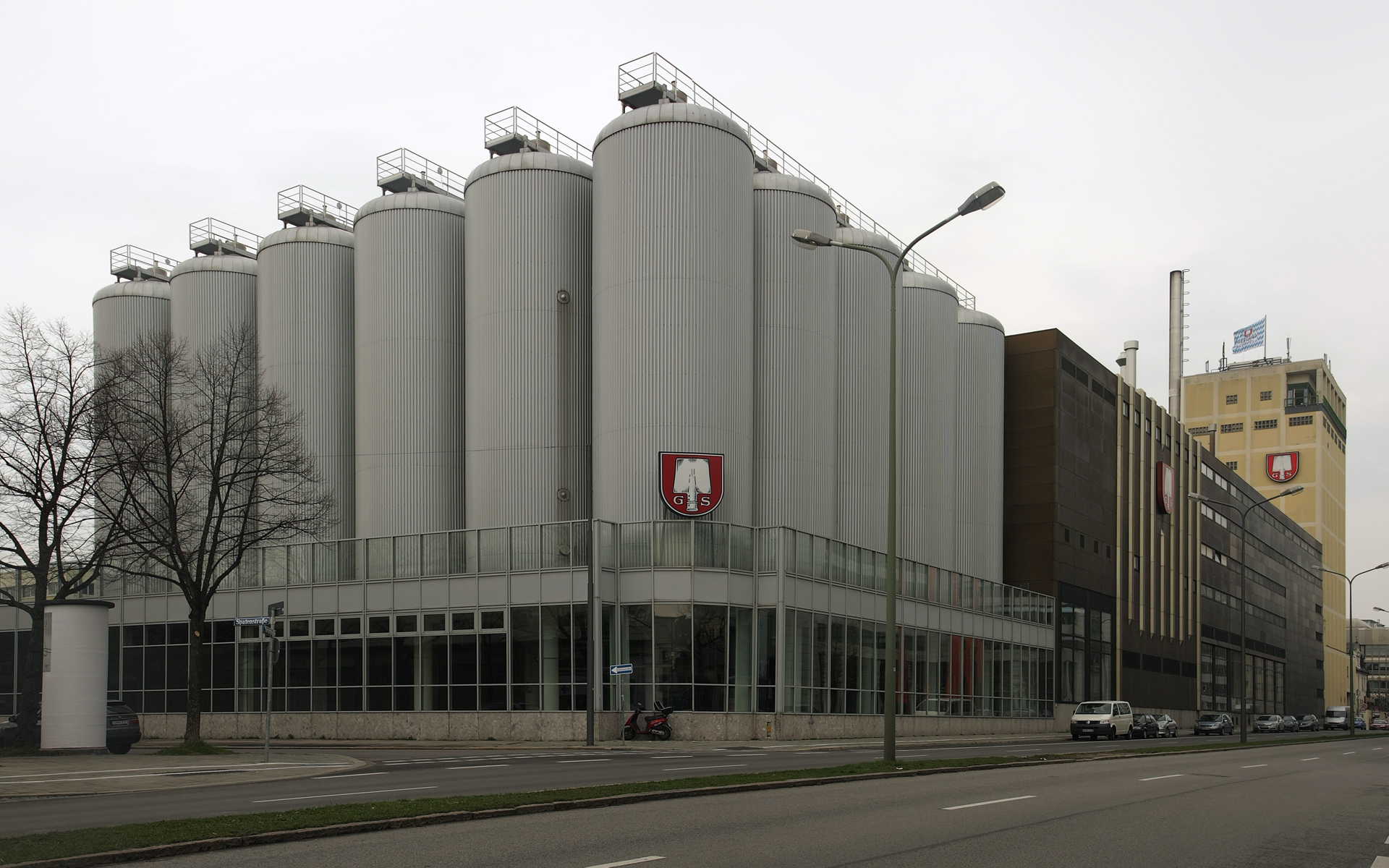
Tankofermentory stojące

Po skończeniu fermentacji głównej rozpoczyna się proces fermentacji wtórnej (cichej). Młode piwo przetłaczane jest do hermetycznych tanków leżakowych lub pozostaje w tankofermentorach. Celem tego procesu jest przede wszystkim dalsza fermentacja cukrów, nasycenie piwa dwutlenkiem węgla, uzyskanie właściwego stopnia odfermentowania, sklarowanie piwa i wytworzenie właściwego bukietu smakowo-zapachowego, m.in. poprzez rozłożenie diacetylu, który znajduje się w piwie jako produkt uboczny fermentacji, a jego stężenie jest wyznacznikiem dojrzałości piwa.
Fermentacja wtórna przebiega w stosunkowo niskich temperaturach, przy niewielkiej ilości aktywnych drożdży. Zazwyczaj przebiega w formie leżakowania piwa, ale niektóre piwa są kondycjonowane w butelce lub beczce (ang. cask).
Podczas leżakowania drożdże zużywają resztki ekstraktu pozostałe po fermentacji burzliwej i stopniowo opadają na dno oraz tworzą się zimne zmętnienia. Proces ten odbywa się w niskich temperaturach (nawet ok. –1–0 °C) i może trwać kilka tygodni, a nawet miesięcy. W przypadku kondycjonowania w butelce lub beczce pomijany jest proces leżakowania, a także filtracji i pasteryzacji, natomiast do piwa dodaje się czynnik klarujący oraz cukier inwertowany, dzięki czemu w wyniku działalności niewielkiej ilości drożdży piwo już po rozlaniu do butelek i beczek w ciągu kilku dni nagazuje się, dojrzeje i wytworzy osad drożdży. W taki sposób w Wielkiej Brytanii powstaje real ale oraz w podobny sposób utrwala się piwa domowe. Proces ten nazywa się refermentacją. Refermentowane są również tradycyjne piwa belgijskie, ale w procesie ich produkcji występuje długie leżakowanie.
Proces leżakowania jest kosztowny ze względu na duże zużycie energii, czasochłonność, dlatego często przyśpiesza się dojrzewanie piwa. W celu wytrącenia i oddzielenia osadów złożonych z białek i polifenoli oraz zapobiegnięcia w gotowym piwie wytworzenia się zmętnień na zimno można zastosować karuk, filtrację, odwirowanie, użyć dodatkowej dawki polifenoli, usunąć białka przez adsorpcję lub enzymatycznie (np. papainą), dodać tlenu cząsteczkowego (a następne zneutralizować go przeciwutleniaczem, np. kwasem askorbinowym). Aby wydajniej usunąć diacetyl, w tradycyjnym niemieckim piwowarstwie stosuje się krążkowanie (niem. Kräusening), czyli dodawanie burzliwie fermentującej brzeczki w fazie wysokich krążków do piwa zielonego.
Piwo po fermentacji w zbiornikach otwartych (gdy piwo nie fermentuje pod ciśnieniem) zawiera około 1,2–1,7 objętości CO
2 w jednej objętości piwa w warunkach standardowych i zwykle wymaga dodatkowej jednej objętości CO
2 przed rozlewem. Jeśli nie przeprowadza się fermentacji wtórnej lub nie utrzyma się warunków, aby zapobiec uwolnieniu się gazu (zgodnie z prawem Henry’ego), poziom CO
2 w piwie musi być uzupełniony. Browary, jeśli tylko mają taką możliwość, korzystają z CO
2 wytworzonego przez drożdże, odzyskanego podczas burzliwej fermentacji.

### Filtracja i stabilizacja
Celem filtracji jest usunięcie komórek drożdży i zawiesin pofermentacyjnych, powodujących zmętnienie lub opalizację oraz nadanie piwu klarowności. Piwo filtruje się zwykle przez ziemię okrzemkową (zmielona skała osadowa zbudowana z silnie porowatych okrzemek) lub membrany (mikrofiltracja), a najczęściej stosowane w piwowarstwie filtry to filtr płytowy, ramowo-płytowy, świecowy i horyzontalny-sitowy. Dodatkowo wykonuje się stabilizację koloidalną piwa przy użyciu adsorbentów (żeli krzemionkowych lub PVPP) czy enzymów proteolitycznych. Aby zapobiec utlenianiu podczas przechowywania piwa, niektóre browary dodają także przeciwutleniacze jak SO
2 czy kwas askorbinowy.
W celu zapewnienia biologicznej trwałości piwa, browary stosują pasteryzację w przepływie (gdzie piwo przepływa przez płytowy wymiennik ciepła), w starszych browarach – pasteryzację tunelową polegającą na podgrzaniu piwa już zabutelkowanego albo wyjaławiającą mikrofiltrację. Istotne jest zachowanie czystości, zwłaszcza przy rozlewie.

### Rozlew

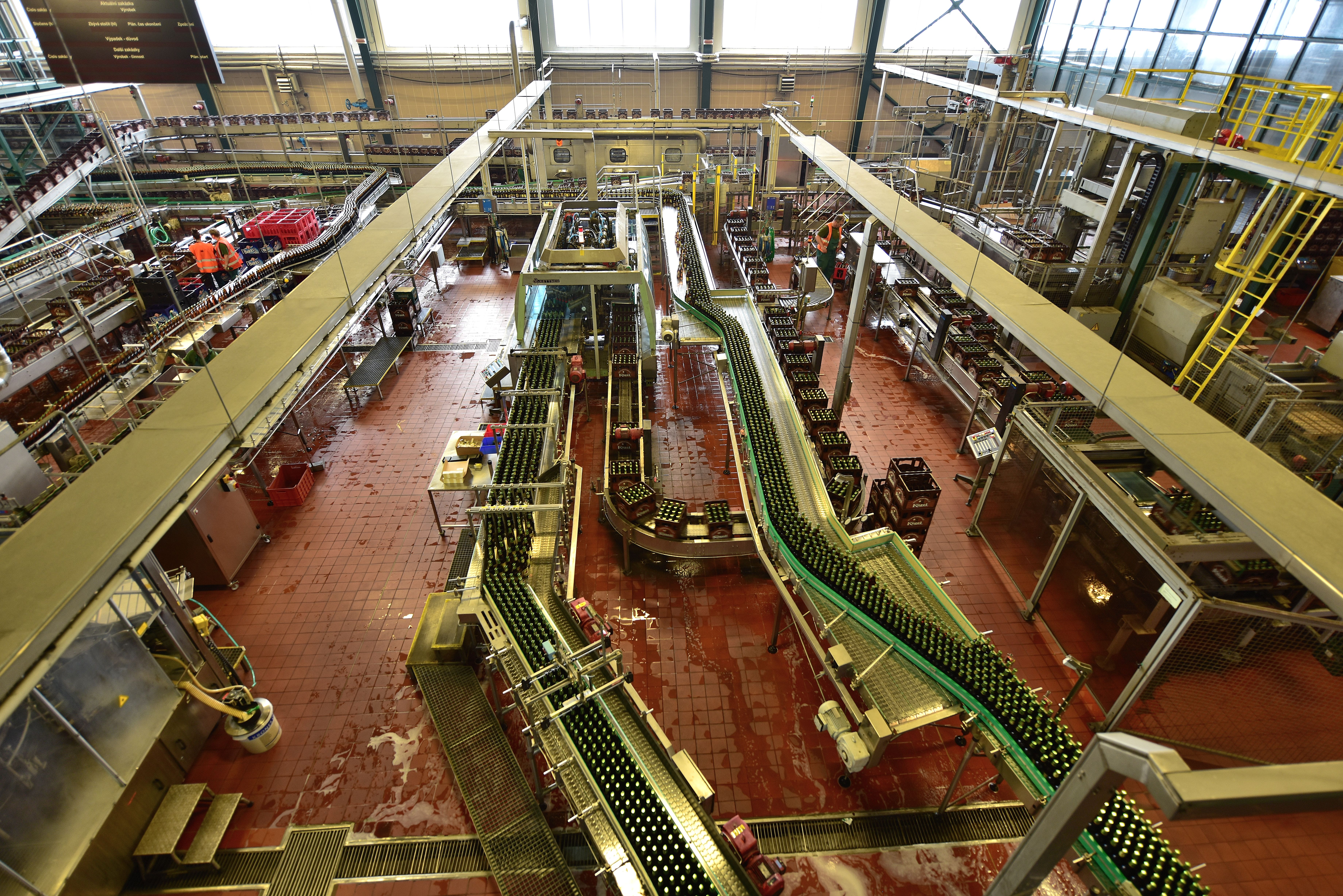
Rozlewanie piwa do butelek

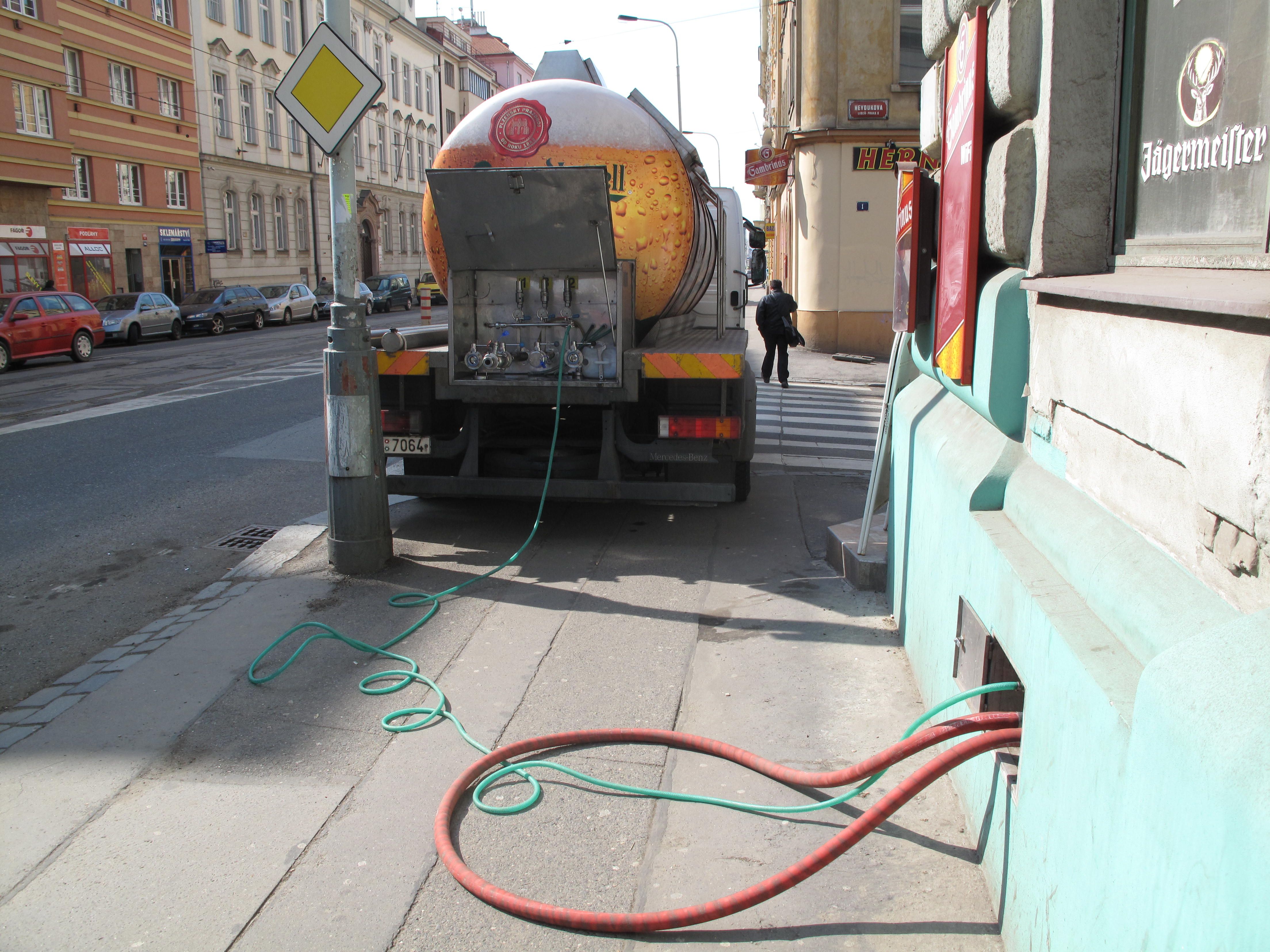
Przetłaczanie piwa z samochodu cysternowego do tanków w restauracji

Na końcu piwo rozlewane jest do butelek, puszek, beczek, kegów, tanków itp. Piwo przeznaczone do rozlewu jest odpowiednio sklarowane, bardzo schłodzone, o nieco wyższej zawartości CO
2 niż zakłada się dla produktu końcowego. Bezwzględnie unika się kontaktu piwa z tlenem, dlatego eliminuje się powietrze z rur za pomocą odpowietrzonej wody, którą następnie zastępuje się CO
2 lub przepływającym piwem.
Opakowanie musi wytrzymać ciśnienie generowane przez nagazowane piwo w różnych warunkach oraz musi być nieprzenikalne dla gazów. Ponadto powinno chronić piwo przed działaniem promieni słonecznych. Opakowanie może być istotnym składnikiem ceny piwa.
Szkło jest materiałem powszechnie stosowanym jako opakowanie, jest obojętne dla piwa, można je powtórnie wykorzystać, jednak nawet to barwione może nie zapewniać odpowiedniej ochrony przed światłem, ponadto jest ciężkie, podatne na stłuczenia i zwykle wymaga użycia etykiet. Stal i aluminium muszą mieć odpowiednią powłokę, aby stać się materiałem obojętnym i łatwym do umieszczania nadruków. W przypadku beczek tradycyjne drewno zostało wyparte przez metal, który jest lżejszy, wytrzymalszy i łatwy do czyszczenia.
W lokalach gastronomicznych jest dostępne piwo tankowe. Piwo z tanka charakteryzuje maksymalnie skrócony system dystrybucji oraz innowacyjny system przechowywania i rozlewania. Świeże piwo wyprodukowane w browarze przelewane jest do samochodu – cysterny, który transportuje je jeszcze tego samego dnia bezpośrednio do pubów. Tam piwo przetłaczane jest do stalowych pojemników – tanków, z których jest rozlewane. Wewnątrz tanków, z których dostarczone z browaru piwo przechowywane jest w specjalnym siedmiowarstwowym worku, który zapewnia jakość i odpowiada za niezmienny smak przechowywanego w nim trunku. Tłoczone do środka tanka sprężone powietrze powoduje kurczenie się plastikowego worka i wypychanie piwa poprzez instalację do kranu, z którego nalewa się piwo. Przez cały ten czas piwo nie ma kontaktu z tlenem ani dwutlenkiem węgla, dzięki czemu zachowuje swoje właściwości, jest mniej nagazowane niż tradycyjne i ma nieco łagodniejszy smak.
Istnieją istotne różnice pomiędzy krajami dotyczące preferencji opakowań, do których rozlewa się piwo. Rozlew do kegów i beczek zakłada występowanie kultury picia piwa beczkowego wśród konsumentów, a nie wszędzie jest ona rozwinięta. W Wielkiej Brytanii, Czechach większość piwa rozlewa się do beczek, w USA – do puszek, a w Kanadzie – do butelek. W wielu krajach dominują butelki zwrotne, jednak istnieje tendencja do zwiększania różnorodności typów opakowań i wyboru niezwrotnych formatów.

## Kultura

### Ogólna kultura piwna

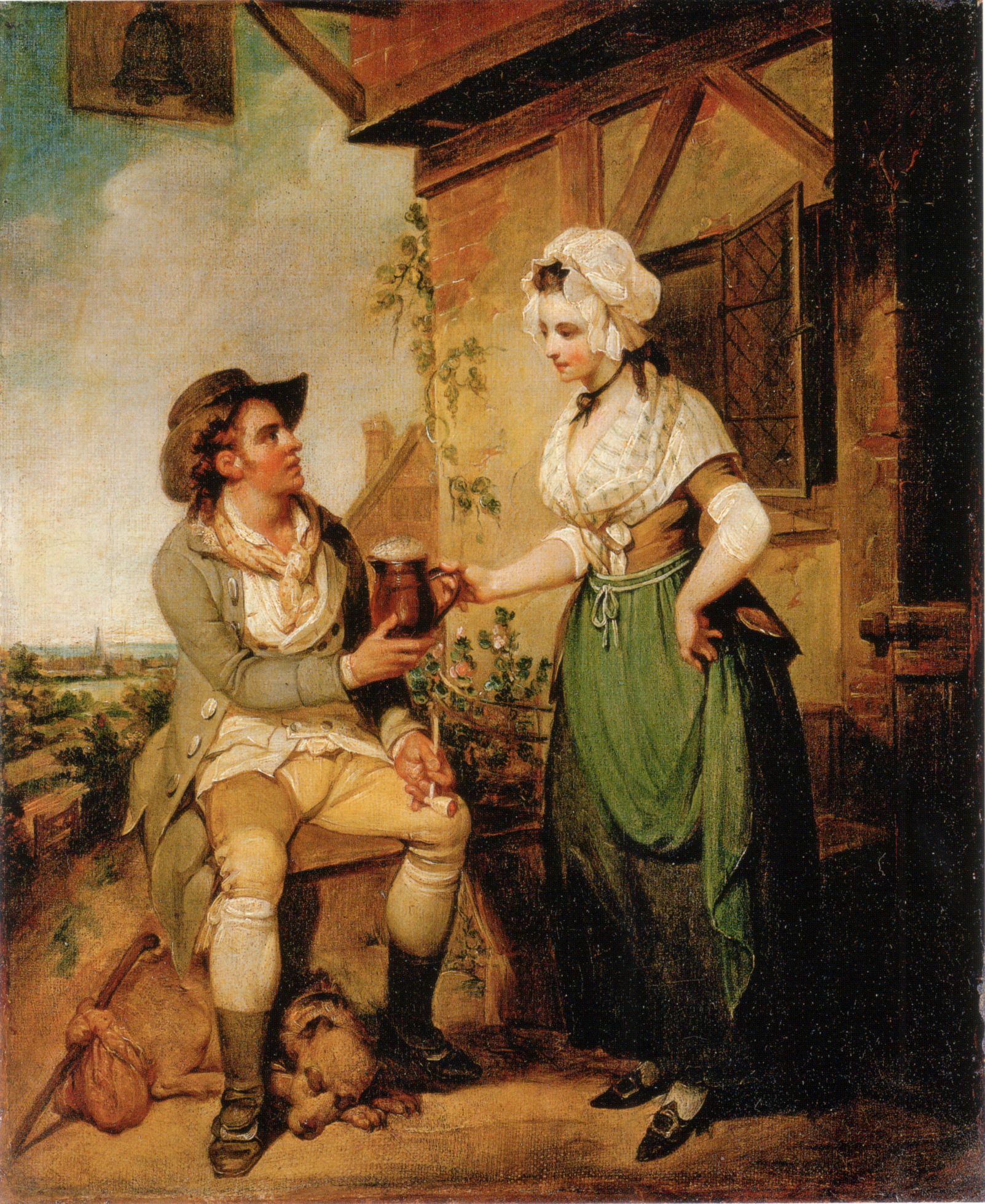
Henry Singleton, The Ale-House Door, ok. 1790

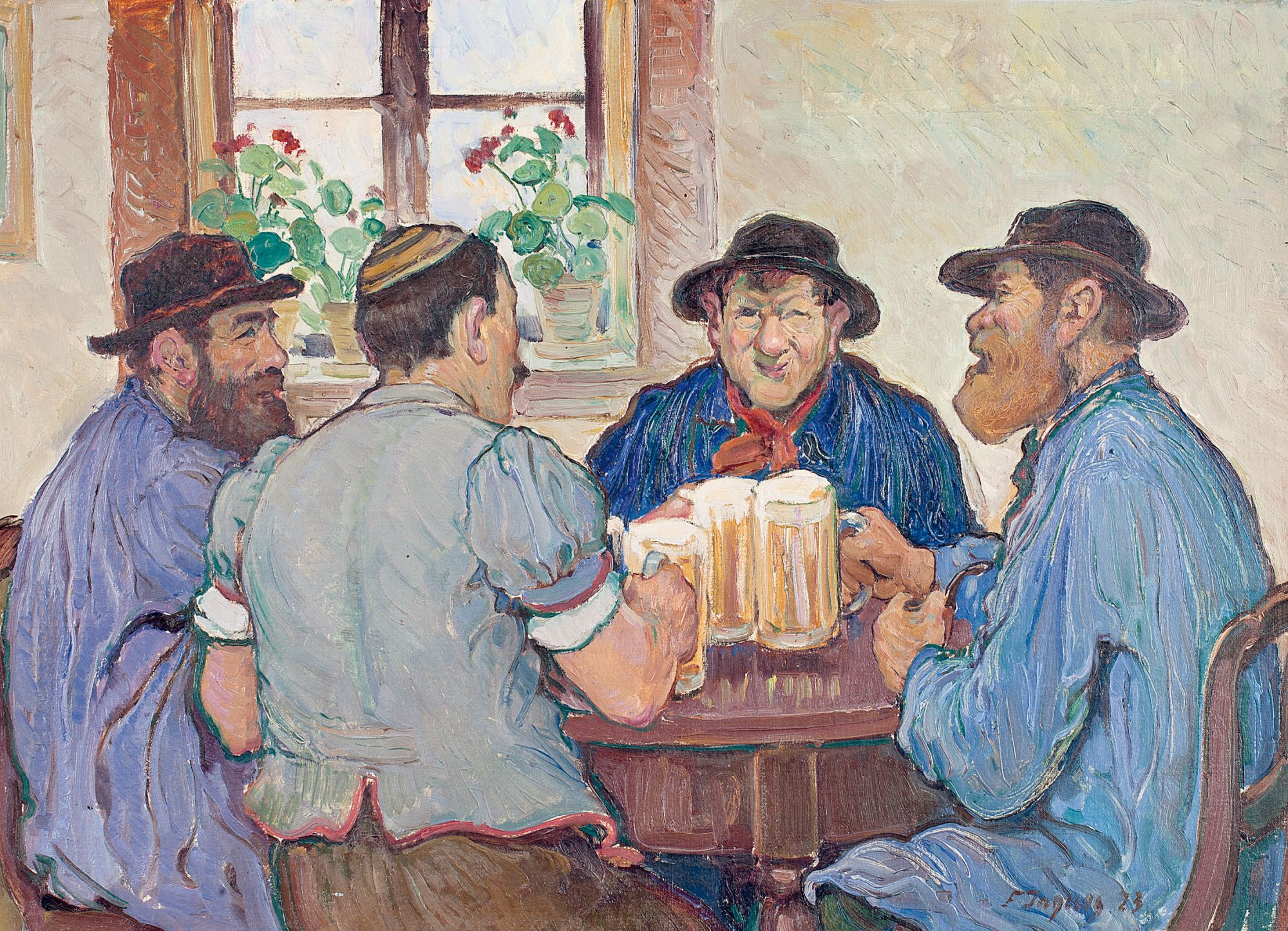
François Louis Jaques, Fryburscy chłopi w barze, ok. 1923

Wino tradycyjnie postrzegane jest jako trunek cieszący się większym prestiżem niż piwo, jednak obecnie wizerunek piwa ewoluuje, na rynku dostępne są wyrafinowane piwa, które funkcjonują nie tylko jako napój do ugaszenia pragnienia. Piwo coraz częściej pijane jest dla kulinarnych doznań, zarówno w połączeniu z posiłkami, jak i samo. Kultura picia piwa jest stosunkowo nowym zjawiskiem. Jak przykładowo poświadcza londyńska publikacja z 1984 r. piwo wówczas nie było niczym więcej niż powszechnym napojem klasy robotniczej. Tymczasem współczesny konsument piwa coraz częściej nabywa umiejętność rozpoznawania walorów organoleptycznych piwa i znajduje przyjemność w odkrywaniu ich, co wcześniej było kojarzone głównie z rytuałem picia wina.

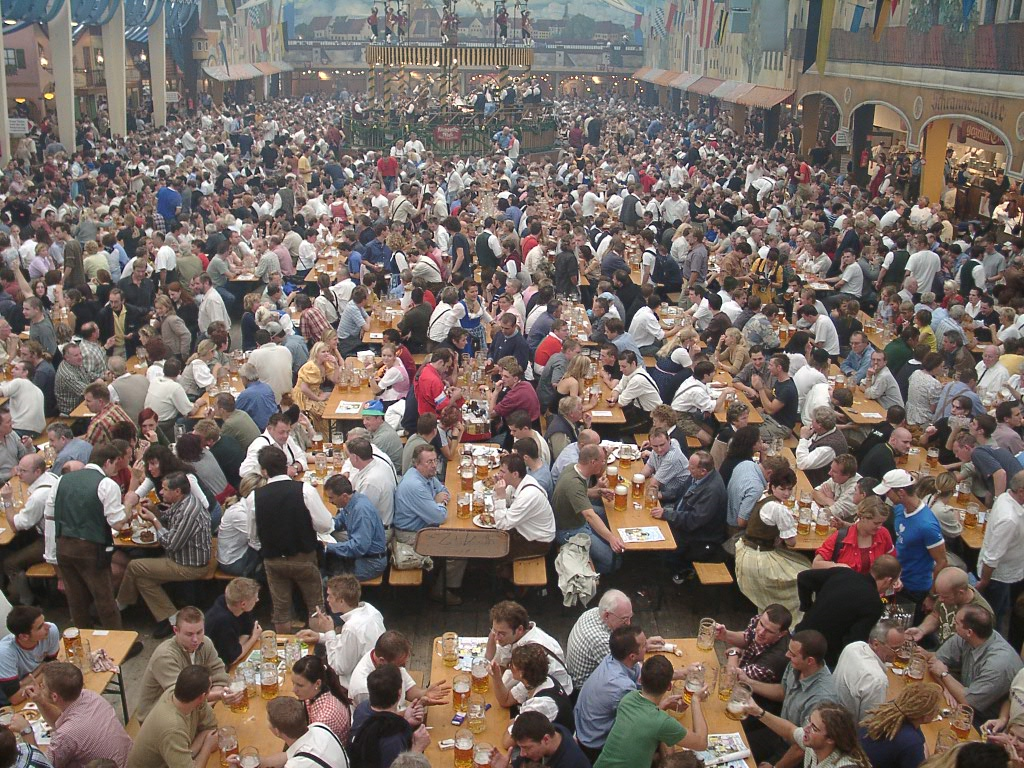
Oktoberfest – festyn ludowy, podczas którego tradycyjnie sprzedawane jest piwo marcowe w litrowych kulfach (Maßkrug)

Rozwija się turystyka, która skupia się na poznawaniu specyficznej kultury piwa w danym miejscu, podobnie jak enoturystyka w przypadku wina. W związku z tym organizuje się wiele atrakcji związanych z piwem, np. festiwale piwne, zwiedzanie browarów, wizyty w pubach, muzeach piwa, degustacje piw, możliwość nabycia gadżetów dla birofilów. Główną motywacją części takich turystów jest napicie się wybranego typu piwa w danym środowisku; inni są bardziej zainteresowani specyficznym miejscem, jego historią, a spożycie piwa jest na drugim planie lub w ogóle nie występuje.
W ramach rozwijającej się kultury piwa/picia piwa wytycza się „piwne szlaki” skupiające ciekawe miejsca dla miłośników piwa, w niektórych krajach można wykupić zorganizowane wycieczki do takich miejsc, istnieją „piwne spa”, które oferują zabiegi z wykorzystaniem piwa. W wielu miejscach organizuje się rokrocznie festiwale piwne, które przyciągają licznych turystów. Piwo jest też bardzo ważnym produktem serwowanym na większości innych festiwali związanych z jedzeniem i napojami. Najbardziej znanym jest Oktoberfest w Monachium, który rocznie odwiedza ponad 6 milionów ludzi i przynosi miastu wpływy w wysokości ponad miliarda euro. Zasięg takich festiwali może być zarówno międzynarodowy, jak i lokalny. Niektóre browary są otwarte dla zwiedzających turystów. W Belgii istnieje tradycja piwa klasztornego i w niektórych zakonnicy obsługują turystów, muszą być obecni podczas warzenia piwa, a większość zysku ze sprzedaży przeznaczana jest na cele charytatywne.
Miłośnicy piwa często kojarzą browary rzemieślnicze z wysoką jakością i pewną autentycznością. Dzieje się tak, ponieważ tamtejsi piwowarzy tworzą bardzo różnorodne piwa, nie są wyalienowani od produktu i procesu jego tworzenia, co ma miejsce w produkcji przemysłowej, gdzie ich wkład często ogranicza się do serii powtarzających się czynności. W związku z tym konsumenci są często gotowi zapłacić wyższe ceny. Niektóre niewielkie browary regionalne szczycą się pewną odrębnością od tego, co masowe, budują swoją lokalną tożsamość, prezentując historyczne zdjęcia, mapy, przedmioty związane z miejscem, gdzie prowadzą swoją działalność. Wybór ich produktów przez miejscowych postrzegany jest jako wyraz patriotyzmu lokalnego. Pasja niektórych amatorów piwa przeradza się w chęć zrozumienia i opanowania procesu warzenia piwa, w związku z czym jako hobby uprawiają piwowarstwo domowe.
Największą grupą uczestniczącą w tego rodzaju kulturze piwa są mężczyźni w średnim wieku o wyższym statusie socjoekonomicznym; ludzie młodzi, kobiety i osoby o niższym statusie socjoekonomicznym częściej wybierają popularne marki globalnych koncernów. O ile więc turystyka związana z piwem pozostaje względnie niewielkim sektorem, to jednak ten rodzaj turystów wydaje stosunkowo dużo pieniędzy.
Badania wykazują, że piwo jest preferowanym napojem w początkowych doświadczeniach z alkoholem, a sprzyja temu pewne przyzwolenie społeczne i niesłuszne niezaliczanie piwa do używek w świadomości społecznej. Według badań IBRiS przeprowadzonych w marcu 2025, 70 proc. ankietowanych stwierdza zależność pomiędzy inicjacją alkoholową dzieci i młodzieży, a dostępnością napojów bezalkoholowych (głownie piwa bezalkoholowego) w tej grupie wiekowej.

### Dziedzictwo wybranych krajów w kulturze piwnej

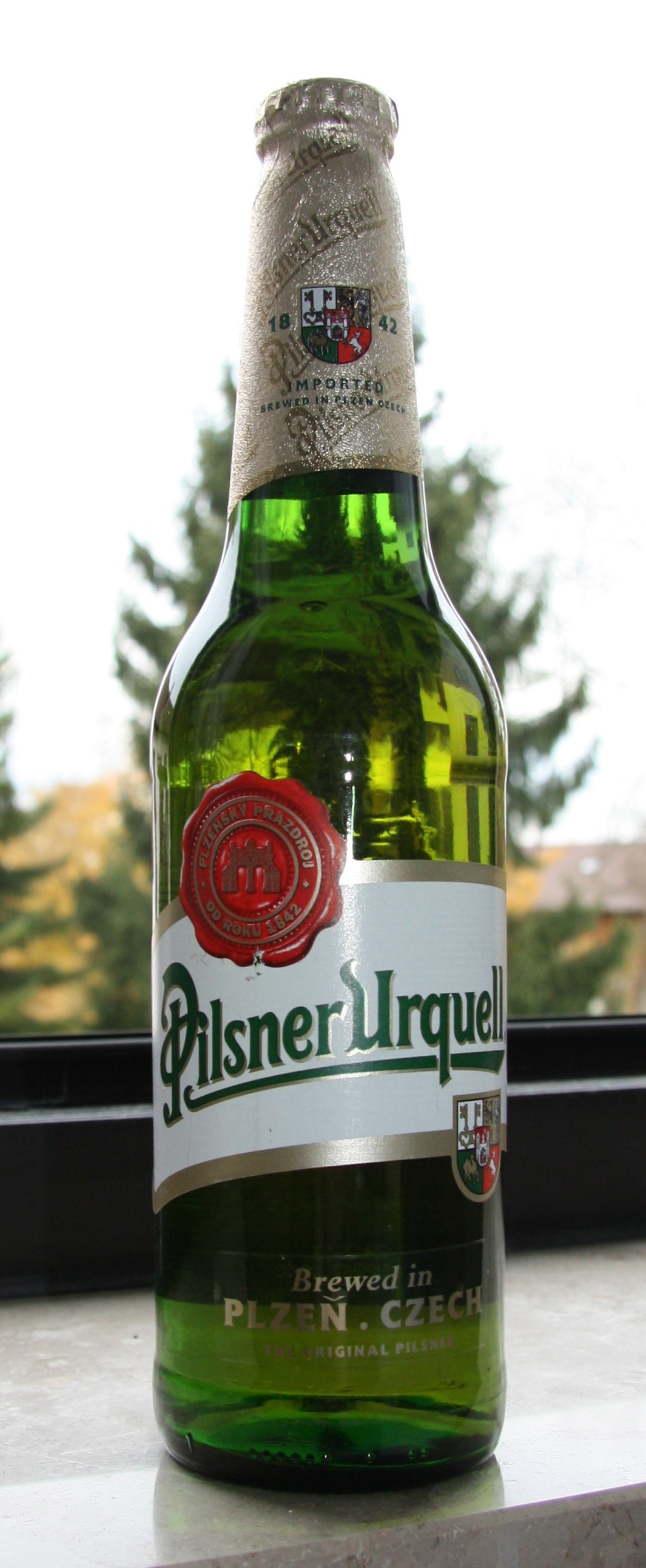
Czeski Pilsner Urquell

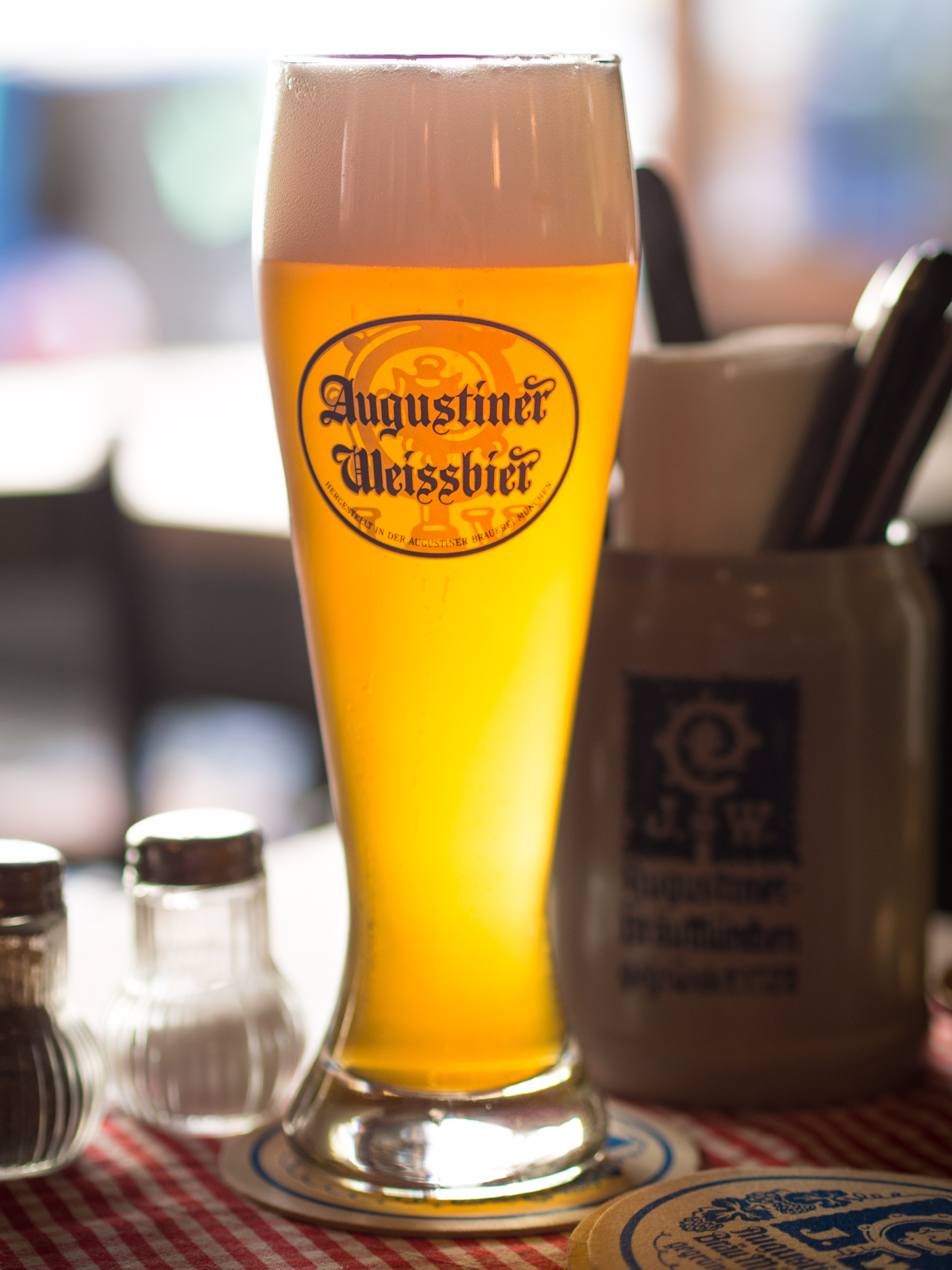
Niemieckie piwo pszeniczne

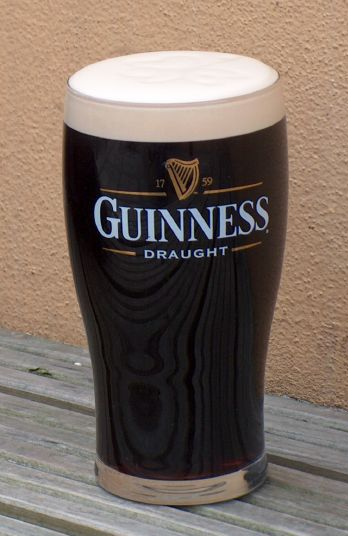
Irlandzkie piwo Guinness w stylu dry stout z charakterystyczną gęstą, kremową pianą

W niemal wszystkich krajach na świecie warzy lub warzyło się piwo, choć w niektórych głównie w dalekiej przeszłości. Pewne kraje szczególnie przyczyniły się do rozwoju piwnej kultury.

#### Czechy
Czesi konsumują najwięcej piwa na świecie w przeliczeniu na głowę, głównie w gospodach i piwiarniach. W 1842 pochodzący z Bawarii Josef Groll opracował w Pilznie w browarze Plzeňský Prazdroj nową recepturę piwa – pilznera, który stał się protoplastą współczesnego jasnego lagera. Piwa czeskie często oznacza się liczbą oznaczającą zawartość ekstraktu (EPM lub Blg). Za powstaniem tej skali stoi praski chemik Karl Josef Napoleon Balling, który stworzył metodę oznaczania ilości cukru w roztworze.
Specjalnością Czechów są ciemne (tmavé), półciemne (polotmavé) i jasne (světlé) lagery, w tym czeskie pilsy (pilznery). Nalewa się je zwykle w specyficzny sposób tworzący bardzo obfitą pianę i niskie nagazowanie.

#### Niemcy
W Niemczech występuje 15–20 tradycyjnych, klasycznych stylów piwa, które cechuje różnorodność – od piw wędzonych z Frankonii do kwaśnego piwa pszenicznego z Berlina. W przeszłości praktycznie każde niemieckie miasto warzyło piwo według własnej unikatowej receptury, jednak z czasem receptury te odeszły w zapomnienie.
Niemcy często są przywiązani do swoich lokalnych piw. Popularne są browary restauracyjne (Gasthausbrauerei), gdzie goście mogą napić się wytwarzanego na miejscu piwa. Niemal połowa niemieckich browarów znajduje się w Bawarii, a ponad połowa bawarskich browarów – we Frankonii.
Do popularnych stylów niemieckich należy niemiecki pils, ciemne lagery (Schwarzbier), marcowe (Oktoberfestbier), koźlaki i piwa pszeniczne (Weizenbier).

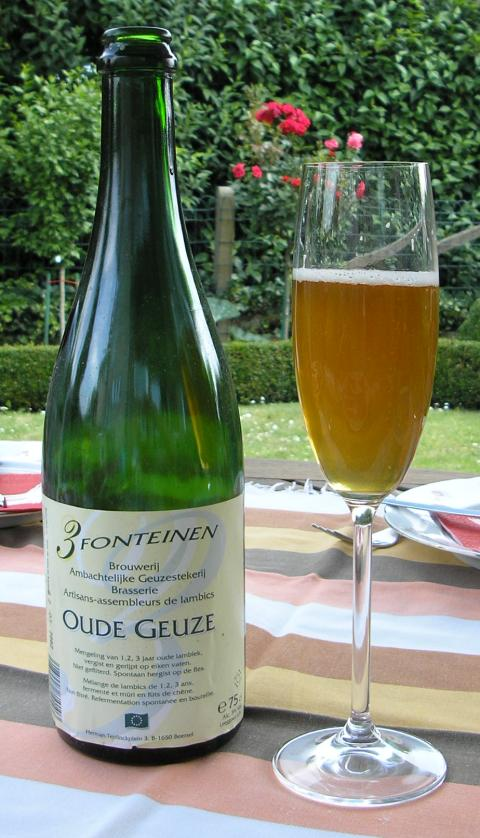
Belgijski gueuze

#### Belgia
Belgia jest kolebką największej liczby piwnych stylów, istnieje ich tam ponad 25, a Belgowie dobierają piwo do okoliczności tak jak Francuzi wino. Do najbardziej znanych stylów należy Belgian pale ale, saison wywodzący się z Walonii, pszeniczny witbier (bière blanche). Spotyka się wiele browarów wywodzących się z tradycji klasztornych, np. w Belgii znajduje się sześć z kilkunastu browarów trapistów. Mocne piwa w zależności od ilości ekstraktu określane są terminami dubbel, tripel i quadrupel. W okolicach Brukseli produkuje się piwa fermentacji spontanicznej takie jak lambic, gueuze i kriek.

#### Wyspy Brytyjskie
Do tradycyjnych brytyjskich piw należą piwa górnej fermentacji: ale (bitter, mild, India pale ale), portery (brown porter) i stouty (z irlandzką ikoną stylu – Guinnessem). Na rynku, podobnie jak w innych częściach świata, dominują jednak lagery, które niegdyś wypierały dawne style, lecz dzięki takim ruchom jak CAMRA udało się je zachować. Rozwinięta jest kultura picia w pubach i innych lokalach. W niektórych browarach piwo przechodzi fermentację wtórną w beczkach, gdzie nabiera gotowości do spożycia.
Tradycyjnie piwa nalewa się grawitacyjnie z beczek ustawionych na drewnianym stelażu lub za pomocą pomp ręcznych z beczek stojących w piwnicy. Wyszynk piwa bez wypychania dwutlenkiem węgla z butli stwarza konieczność sprzedania takiego piwa w ciągu 2–3 dni. Serwowane piwa są zwykle stosunkowo mniej nagazowane i cieplejsze.

#### Polska
Polskim stylem piwa jest piwo grodziskie (tzw. polski szampan) wywodzące się z Grodziska Wielkopolskiego, ze średniowiecznych tradycji warzenia piw pszenicznych. Z tej części Europy pochodzą także najlepsze portery bałtyckie.

## Gatunki i style

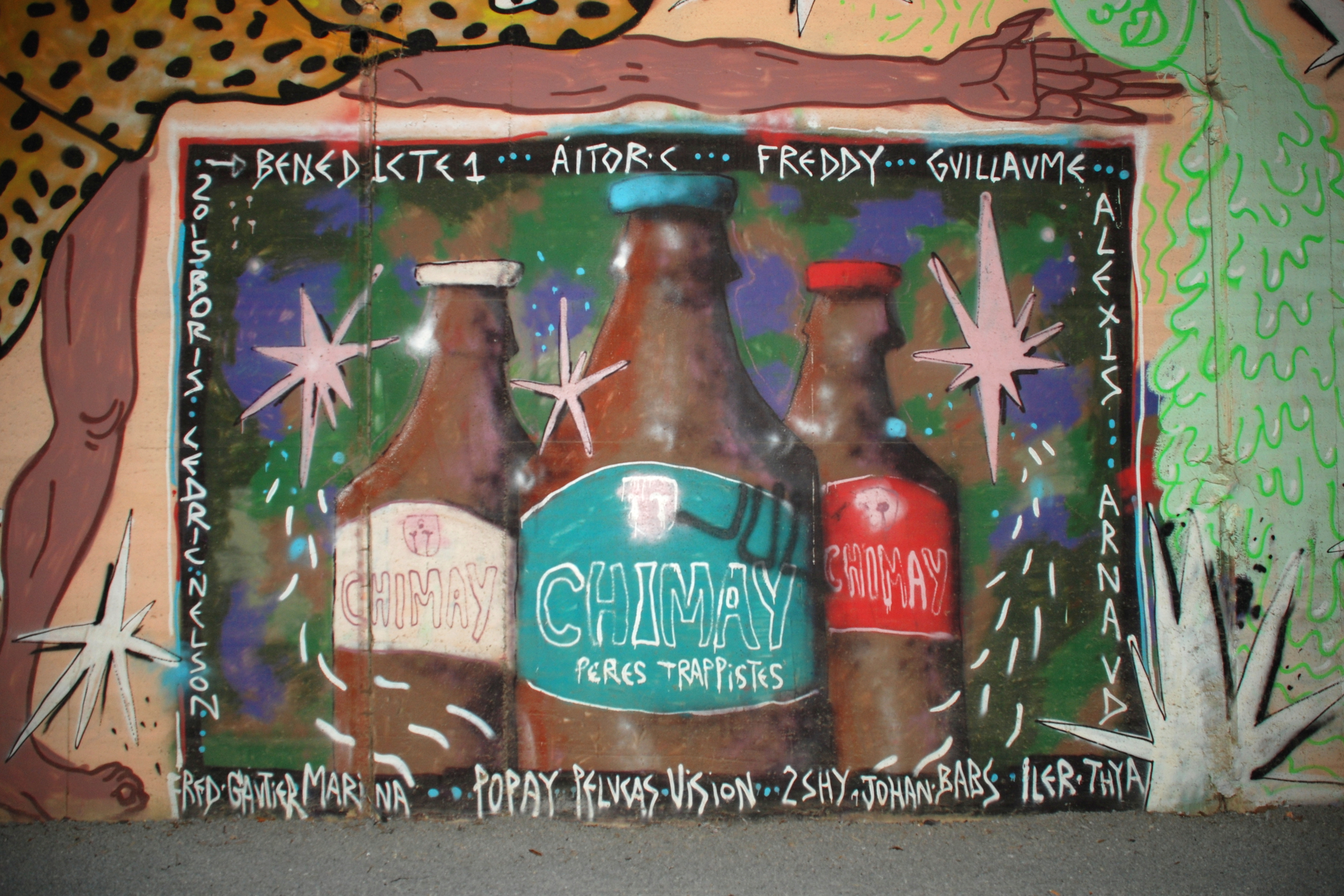
Butelki chimay przedstawione na muralu stacji kolejowej Louvain-la-Neuve (Belgia)

Piwo charakteryzuje duża różnorodność związana z użyciem rozmaitych surowców, odmiennych technik produkcji, technologii, a także związana z kulturą i tradycją danego obszaru. Dzięki temu piwo na przestrzeni dziejów nigdy nie dało się jednoznacznie scharakteryzować, zawsze istniały różne odmiany gatunki i style powiązane z danym regionem.
Do usystematyzowania stylów w znacznej mierze przyczynił się brytyjski krytyk Michael Jackson dzięki swoim publikacjom opisującym różne piwa z całego świata. Pierwsze szczegółowe charakterystyki stylów zostały opracowane przez amerykańską organizację BJCP, która zajmuje się promowaniem wiedzy o piwie i certyfikowaniem sędziów piwnych.
Można wyróżnić co najmniej 100 stylów piwa, jednak najpopularniejszy jest międzynarodowy lager – piwo jasne dolnej fermentacji o zawartości alkoholu 4,5–5,5% obj. i o niskiej goryczce. Piwo to w mniejszym lub większym stopniu jest zainspirowane czeskim klasykiem, Pilsnerem Urquellem.
Nie istnieje jednak jedna, powszechnie uznawana klasyfikacja piw. Zwłaszcza dzięki działalności piwowarów domowych i browarów rzemieślniczych nadal kreowane są nowe style, przywracane są historyczne receptury i kultywowane mało znane gatunki.
Najważniejszy podział piw wyróżnia dwie główne rodziny – piwa górnej fermentacji (tzw. ale) i dolnej fermentacji (tzw. lager). Fermentację z użyciem drożdży górnej fermentacji przeprowadza się w wyższych temperaturach (15–25 °C) i to ona była powszechna w czasach przed wynalezieniem metod chłodzenia. Drożdże dolnej fermentacji wydajnie fermentują piwo w niskich temperaturach, nadając piwu czysty, orzeźwiający charakter bez szczególnej złożoności. Po głównej fermentacji piwa te leżakują (dojrzewają) w temepraturach bliskich 0 °C przez okres od poniżej miesiąca do nawet 9 miesięcy.
Do piw górnej fermentacji należą m.in.:
- bitter – lekkie, bardzo pijalne piwo o niskim nasyceniu. Balans jest zwrócony w stronę goryczki, jednak nie dominuje ona całkowicie nad aromatami słodowymi i estrowymi (owocowymi)[206].
- porter angielski – brązowe piwo z nutami słodowymi, czekoladowymi i karmelowymi; zbalansowane, pijalne[206].
- stout – bardzo ciemne, prawie czarne piwo o aromacie kawy, czekolady, z palonością w smaku[206]. Historycznie stout był mocniejszą wersją porteru, ale współcześnie niekoniecznie ma to odzwierciedlenie w stylu[11]. Do jego odmian należy m.in. dry stout, foreign extra stout, sweet stout (milk stout), oatmeal stout (stout owsiany), imperial stout.
- piwa pszeniczne, np. weizen, witbier, grodziskie.
- piwa Trapistów – te prawdziwe mogą być warzone wyłącznie przez odpowiednie, nieliczne klasztory. W Belgii funkcjonuje ich sześć – Abbaye Notre-Dame d’Orval (piwa Orval), Abbaye Notre-Dame de Scourmont (piwa Chimay), Abbaye de Saint-Sixte (piwa Westvleteren), Abbaye Notre-Dame du Sacré-Cœur de Westmalle (piwa Westmalle), Abbaye Notre-Dame de Saint-Benoît d’Achel (piwa Achel), Abbaye Notre-Dame de Saint-Rémy de Rochefort (piwa Rochefort); dwa działają w Holandii – Abdij Koningshoeven (piwa La Trappe), Abdij Maria Toevlucht (piwo Zundert), po jednym w Austrii – Stift Engelszell (piwa Gregorius i Benno), w USA – St. Joseph’s Abbey (piwo Spencer Trappist Ale) i Włoszech – Opactwo Tre Fontane[215]. Te klasztorne piwa tworzą specyficzny styl charakteryzujący się wysokim odfermentowaniem, wysokim nasyceniem przez zastosowanie refermentacji oraz zastosowaniem specjalnych szczepów drożdży[11]. Są to piwa mocne, smukłe, bardzo pijalne[215].
- altbier (alt) – bursztynowe piwo górnej fermentacji, które nietypowo jak na tę rodzinę piw poddawane jest leżakowaniu. Produkowane jest w okolicach Düsseldorfu. Ma charakter słodowy, z nutami przypieczonej skórki chleba (melanoidyn), który jest zrównoważony chmielową goryczką. Piwo jest średnio pełne w teksturze, jednocześnie pijalne[206].
- kölsch – jasne piwo górnej fermentacji pochodzące z Kolonii, które, podobnie jak alt, poddawane jest leżakowaniu. Jest rześkie, bardzo klarowne, łagodne w smaku[206][216].
- India pale ale (IPA) – rodzina stylów piwa, która dzieli się na tradycyjne piwa brytyjskie o słodowym charakterze, aromacie karmelu i toffi, oraz na nowofalowe piwa o wysokiej goryczce i wyraźnym chmielowym aromacie (zwłaszcza odmian amerykańskich) przypominających zapach cytrusów, owoców tropikalnych, owoców pestkowych, żywicy, kwiatów itp.[11][217]
- piwo kwaśne (sour beer) – piwo, którego smak jest określany jako kwaśny lub cierpki; jest celowo osiągany w procesie warzenia. Pożądaną kwaśność w piwie osiąga się dzięki odpowiednim szczepom drożdży (Brettanomyces) i/lub bakterii (Lactobacillus/Pediococcus)[218].

Do piw dolnej fermentacji należą m.in.:
- pilzner (pils) – piwo o wyraźnym chmielowym charakterze, z dobrze zaznaczoną goryczką, orzeźwiające. W czeskiej wersji silny jest również charakter słodowy, nuty herbatnikowe, dopuszczalny jest niewielki diacetyl (zapach masła, toffi). W niemieckiej wersji piwo to jest bardziej wytrawne, diacetyl jest niedopuszczalny[206][219].
- porter bałtycki – ciemne piwo o ekstrakcie zwykle 18-22 stopni Plato[208], o słodowym, karmelowym charakterze, często z zapachem suszonych śliwek, rodzynków, wiśni[11], razowego pieczywa, pumpernikla[220].
- koźlak – mocne piwo o melanoidowym charakterze (aromaty przypieczonej skórki chleba, tostowe) bez nadmiernej słodyczy i nut karmelowych. Obok tradycyjnego ciemnego koźlaka istnieją następujące odmiany: koźlak majowy, koźlak pszeniczny, koźlak lodowy, koźlak wędzony oraz koźlak dubeltowy (podwójny)[206][221].

Poza tym istnieją piwa fermentacji spontanicznej, w których fermentacji nie przeprowadzają czyste szczepy drożdży a drożdże dzikie występujące w otoczeniu. Do takich piw należy belgijski lambic – piwo o kwaśnym smaku, dojrzewające co najmniej 6 miesięcy w drewnianych beczkach, występujące w wielu odmianach jak np. gueuze, faro oraz wersje produkowane z dodatkiem różnych owoców (lambics fruités), jak framboise (maliny) i kriek (wiśnie).
W nazwach stylów często pojawia się odniesienie do koloru piwa, np. amber (bursztynowe), brown (brązowe). Nawiązanie do koloru białego sugeruje, że jest to piwo pszeniczne. Nazwy geograficzne w nazwie stylu zazwyczaj dotyczą użytych odmian chmielu. Wartość IBU wskazuje orientacyjnie na poziom goryczki pochodzenia chmielowego.

## Degustacja

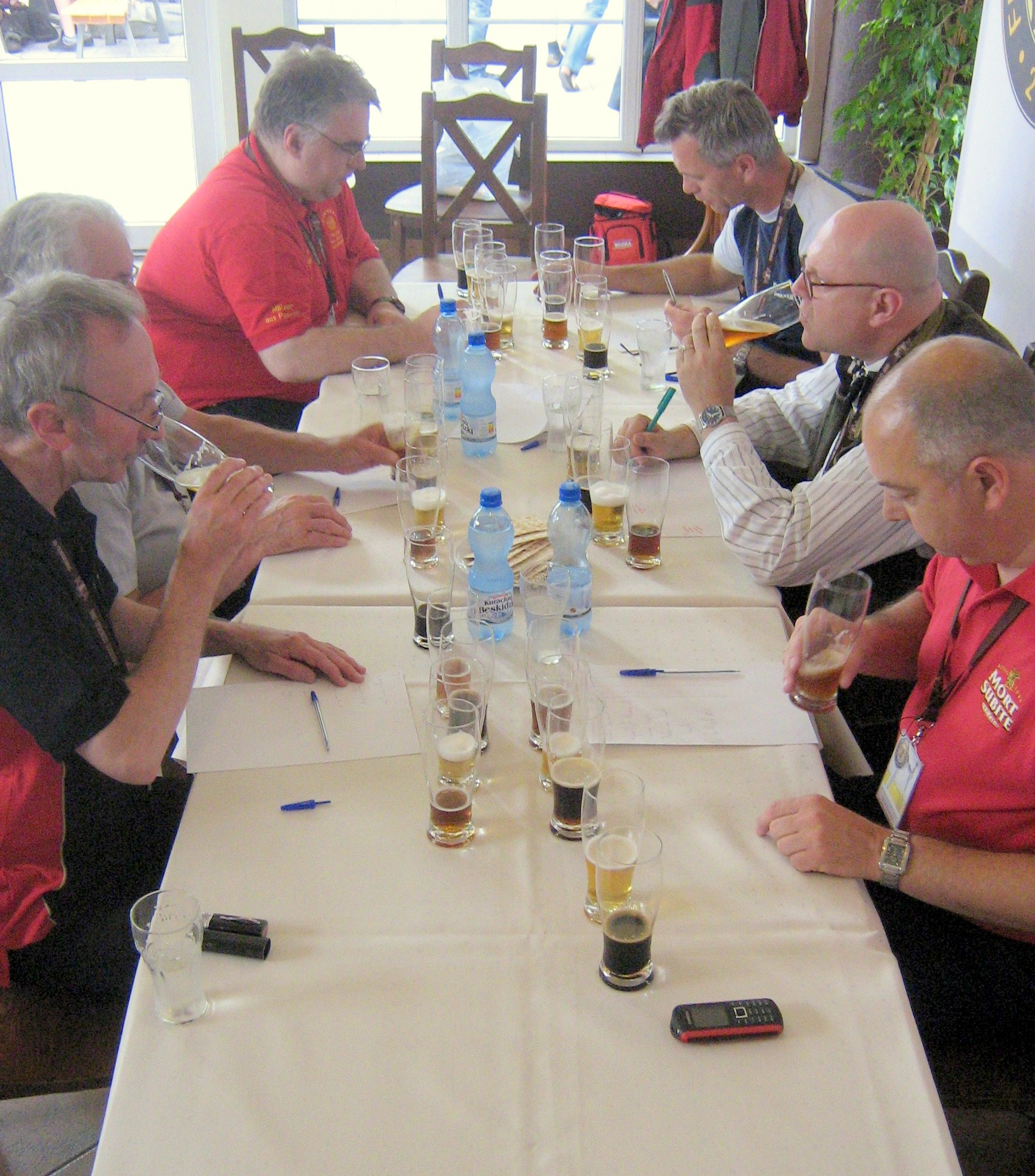
Ocena sensoryczna piwa

Podczas spożycia piwa konsument, nawet w sposób nieświadomy, angażuje zwykle wiele zmysłów – odczuwa jego niską temperaturę, zauważa, jeśli piwo wygląda lub smakuje inaczej niż zwykle. Na inne aspekty konsumenci często jednak nie zwracają uwagi, przez co producenci piw masowych wytwarzają piwa niewyraziste, nieabsorbujące zmysłów. Tymczasem piwo warto odbierać wieloma zmysłami, co pozwala na cieszenie się pełnią doznań płynących z degustacji.
Podczas profesjonalnej analizy sensorycznej piwa ocenia się następujące cechy piwa:
- barwa, klarowność, obecność osadu, wygląd piany,
- aromat – poprzez wąchanie i retronosowo (mając piwo w jamie ustnej),
- smak,
- tekstura, ciało (odczucie wodnistości, ciężkości na języku), nagazowanie, odczucie ściągania, szorstkość.

Ocenia się m.in. odczucie goryczki, słodyczy, kwasowości, cierpkości, posmak, sprawdza, czy odczuwalna jest alkoholowość, metaliczność. Do często spotykanych aromatów należy zapach gotowanych warzyw (DMS), rozpuszczalnika (aldehyd octowy), owoców i kwiatów (estry), masła (diacetyl), poza tym piwa mogą charakteryzować się aromatami słodowymi, karmelowymi, palonymi, drożdżowymi. Niektóre stanowią wadę, inne są pożądane w pewnych stylach. Przykładowo specyficzny charakter weizenów nadają związki fenolowe przypominające w zapachu goździki.

### Temperatura
Dość powszechna jest praktyka nadmiernego schładzania piwa do temperatur nawet poniżej 4 °C; polecają ją także niektórzy producenci piwa. W takich temperaturach piwo traci smak i aromat, co też pozwala producentom ukryć jego wady. Najniższe temperatury w przedziale 4–7 °C są odpowiednie dla piw jasnych o niewielkim ekstrakcie oraz piw pszenicznych. W temperaturze około 10 °C serwuje się lżejsze stouty, większość piw belgijskich, jasne i ciemne lagery. W temperaturach 10–14 °C powinno podawać się mocno nachmielone piwa amerykańskie, angielskie bittery i portery, koźlaki. Temperatury 16–17 °C odpowiednie są dla piw mocnych, o wyraźnym smaku i aromacie, np. imperial stout, barley wine, imperial IPA. Ogólnie rzecz biorąc, piwa jaśniejsze i lżejsze pije się chłodniejsze w porównaniu z piwami ciemnym i mocnymi.

### Nalewanie
Pojemność naczynia do picia piwa dobiera się zwykle do pojemności butelki (puszki) – piwo półlitrowe pije się z półlitrowej szklanki. Podczas degustacji bardzo często jednak nalewa się piwo jedynie do połowy czaszy szkła degustacyjnego, aby móc zakręcić piwem w kieliszku i zostawić miejsce na kumulowanie się aromatów. Jeśli w piwie jest osad, unika się jego nalewania wraz z piwem (z wyjątkiem piw pszenicznych). Sposób nalewania wpływa na tworzenie się piany i nagazowanie.

### Szkło

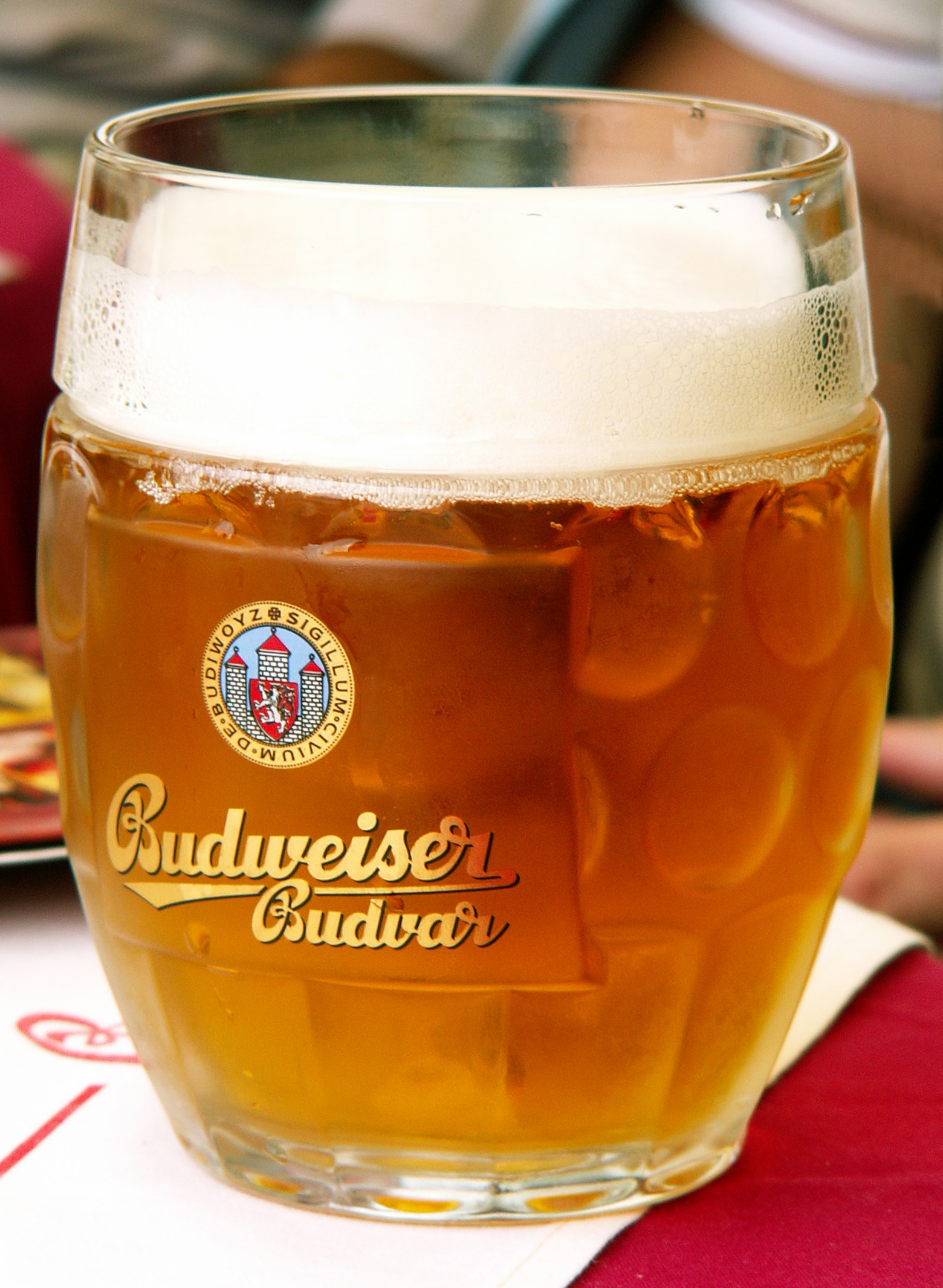
Kufel Budwaru

Pijąc piwo prosto z opakowania (butelki, puszki), w jego odbiorze uczestniczy głównie jeden zmysł – smak. Tymczasem piwo można odbierać znacznie lepiej, jeśli przeleje się je do szklanego naczynia. Najczęściej piwo kojarzone jest z kuflem – naczyniem z grubego szkła i uchem do trzymania. W USA najpopularniejszy jest shaker; na Wyspach Brytyjskich popularna jest szklanka typu nonic z charakterystycznym wybrzuszeniem. Do niemieckich piw pszenicznych popularne są szklanki smukłe, węższe przy dnie i szersze na górze (Weizenbierglas), dzięki czemu można zbudować okazałą pianę i podkreślić mętność piwa. Do naczyń na nóżce, ze stopką należą pokale (stosunkowo smukłe, wąskie), sniftery (pękate, przypominające kieliszki do koniaku), tulipy (pokaźny snifter z wywiniętą krawędzią) i goblety (kielichy). Poza tym istnieje wiele rozmaitych naczyń przeznaczonych do danego stylu piwa, a nawet konkretnej marki piwa.
Kieliszek do degustacji powinien mieć kształt zwężający się ku górze, dzięki czemu aromaty mogą kumulować się w przewężeniu. Dodatkowo kieliszek pozwala na ogrzanie zbyt zimnego piwa ciepłem dłoni. Spośród tradycyjnych naczyń najlepiej do degustacji nadają się sniftery, tulipy i degustacyjne kieliszki do wina.

## Rynek

### Światowy rynek piwa i ogólne trendy
Na konsumpcję piwa na ogół wpływa wysokość dochodów danego społeczeństwa. Można zaobserwować tendencję polegającą na tym, że wzrost dochodów do pewnego poziomu powoduje wzrost spożycia piwa, natomiast dalszy wzrost dochodów prowadzi do zmiany modelu konsumpcji alkoholi. Wówczas obserwuje się zwiększoną popularność wina oraz wysokiej jakości wyrobów spirytusowych.
W zachodniej i środkowej Europie piwo jest najpopularniejszym napojem alkoholowym. W Polsce udział piwa w konsumpcji napojów alkoholowych zwiększył się z 33% w 1995 do 60% w 2012. Piwo było traktowane przez krajowych konsumentów jako substytut wódki. Z perspektywy problemów z nadmiernym spożyciem alkoholu trend zastępowania alkoholi mocnych (najbardziej dotyczących konsumentów nadużywających) alkoholami słabszymi można uznać za pozytywne zjawisko.
Najwięcej piwa per capita piją zdecydowanie Czesi. Ponadto do narodów chętnie pijących piwo należą m.in. Polacy, Niemcy i Austriacy.
| Państwo   | Roczne spożycie piwa na głowę w litrach |
| --------- | --------------------------------------- |
| Czechy    | 137                                     |
| Polska    | 98                                      |
| Niemcy    | 96                                      |
| Austria   | 95                                      |
| Litwa     | 92                                      |
| Chorwacja | 81                                      |
| Irlandia  | 79                                      |
| USA       | 75                                      |
| Australia | 72                                      |
| Belgia    | 69                                      |

W roku 2017 na świecie wyprodukowano około 1909 mln hl piwa, z czego najwięcej Chiny, USA i Brazylia.
| Miejsce w rankingu | Państwo         | Produkcja piwa w mln hl | Udział w światowym rynku |
| ------------------ | --------------- | ----------------------- | ------------------------ |
| 1                  | Chiny           | 398                     | 20,8%                    |
| 2                  | USA             | 218                     | 11,4%                    |
| 3                  | Brazylia        | 140                     | 7,3%                     |
| 4                  | Meksyk          | 110                     | 5,8%                     |
| 5                  | Niemcy          | 93                      | 4,9%                     |
| 6                  | Rosja           | 74                      | 3,9%                     |
| 7                  | Japonia         | 52                      | 2,7%                     |
| 8                  | Wielka Brytania | 44                      | 2,3%                     |
| 9                  | Wietnam         | 44                      | 2,3%                     |
| 10                 | Polska          | 41                      | 2,1%                     |

Popularność piwa przekłada się na dużą liczbę stowarzyszeń i konkursów piwnych ocenianych według określonych kryteriów przez wyszkolonych sędziów piwnych. Popularne są różnorakie festiwale związane z piwem organizowane licznie zarówno w Polsce, jak i za granicą.
Na światowym rynku piwa od 1990 trwa konsolidacja browarów, następują przejęcia przez międzynarodowe koncerny i tworzone są wielkie grupy producenckie. Do największych należy Anheuser-Busch InBev, Heineken, Carlsberg, Molson Coors Brewing Company, Diageo, Kirin, Asahi Breweries.

#### Polski rynek piwa

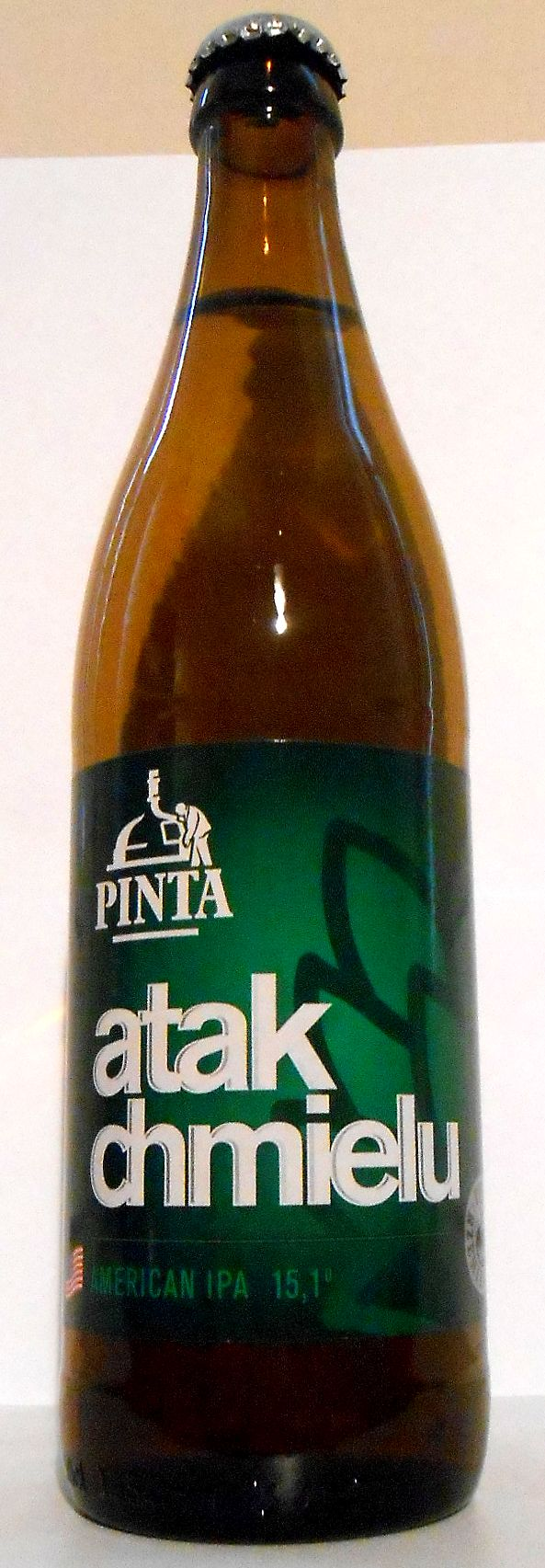
Piwo Atak Chmielu z browaru kontraktowego Pinta

Polska jest największym producentem piwa w Europie po Niemczech i Wielkiej Brytanii. Browarnictwo jest jedną z najbardziej innowacyjnych gałęzi przemysłu spożywczego w Polsce, a jego poziom technologiczny należy do najwyższych na świecie. Według danych z 2017 r. piwo jest w Polsce najpopularniejszym trunkiem, a coraz większe wymagania konsumentów przyczyniają się do dużej różnorodności i sprawiają, że na rynku prosperują zarówno wielkie koncerny, jak i małe browary regionalne i rzemieślnicze. 
Według raportu "Konsumpcja alkoholu w Polsce" opracowanego przez Centrum Badania Opinii Społecznej z 2019 roku, piwo jest najczęściej spożywanym alkoholem w Polsce a jego sprzedaż nawet w godzinach porannych jest wyższa niż napojów spirytusowych. Z badania Nielsena wynika, że 2018 sprzedaż piwa w Polsce była na poziomie 16,8 mld zł. W raporcie Instytutu Jagiellońskiego “Polska zalana piwem” podkreślono, że piwo wpływa na wzrost spożycia etanolu w Polsce. W 2020 r. sprzedaż piwa miała wartość ok. 18 mld zł, stanowiąc tym samym 46 proc. rynku napojów alkoholowych.
Na tak dużą popularność piwa wpływają przede wszystkim jego powszechna reklama oraz cena. Piwo jest obecnie najbardziej przystępnym ekonomicznie alkoholem dla konsumentów, a reklamy przedstawiające piwo jako symbol relaksu i dobrej zabawy, powodują, że część Polaków nie postrzega piwa jako alkoholu. W 2021 roku spożycie piwa na jednego mieszkańca wynosiło 93 litry. 
Za rok 2017 branża piwowarska wytworzyła w polskiej gospodarce 19,4 mld zł wartości dodanej, przy czym jedna czwarta tej kwoty bezpośrednio wiąże się z działalnością browarów. Wygenerowała dla budżetu państwa 11,2 mld zł w postaci podatków i opłat. Branża wytworzyła 157,5 tys. miejsc pracy, z czego 9,3 tys. to zatrudnienie bezpośrednio związane z piwowarstwem. Producenci piwa z wymiernym skutkiem angażują się w promocję odpowiedzialnej konsumpcji, działając na rzecz ograniczenia liczby kierowców pod wpływem alkoholu i dostępu niepełnoletnich do tych używek.
W I półroczu 2024 roku piwo stanowiło 55% alkoholu spożywanego przez Polaków, co czyni je najczęściej wybieranym napojem alkoholowym. Każdego dnia w Polsce kupowane jest 9,4 mln sztuk piwa, w tym 1,1 mln 0,5 l butelek lub puszek piw klasyfikowanych jako mocne. Wszystkie małe formaty spirytusowe, w tym 200 ml  (tzw. “małpki)”  posiadają zbliżoną ilość czystego alkoholu do piwa, jednak kupowane są w ilości 1,3 mln sztuk dziennie. Dane zebrane jedynie w małych tradycyjnych sklepach przez Centrum Monitorowania Rynku wskazują na powszechność spożywania piwa w społeczeństwie, co może być główną przyczyną problemów z nadmierną konsumpcją.
Polacy piją przede wszystkim piwa wyprodukowane w Polsce – zaledwie co dziesiąta butelka pochodzi z importu. Odnotowuje się tendencje wzrostu sprzedaży piw bezalkoholowych i o niskiej zawartości alkoholu oraz piw specjalnych. Spada natomiast zainteresowanie piwami wysokoprocentowymi.

### Piwna rewolucja
Równolegle przebiega proces odwrotny do konsolidacji – powstaje wiele nowych niewielkich browarów. Piwna rewolucja (ang. the craft beer revolution) jest zwyczajowym określeniem odnoszącym się do zjawiska dynamicznego wzrostu liczby mikrobrowarów, browarów kontraktowych i restauracyjnych oferujących nowofalowe piwa rzemieślnicze. Takie piwa są wariacjami na temat klasycznych stylów piwa, w ich produkcji mogą być zastosowane nierozpowszechnione wcześniej dodatki i składniki, mogą to też być próby odtworzenia historycznych stylów. Piwna rewolucja związana jest także ze wzrostem zainteresowania takimi produktami, rosnącą popularnością piwowarstwa domowego, nowych odmian chmielu, powstawaniem specjalistycznych sklepów i lokali sprzedających rzemieślnicze piwo.
Fenomen ten wziął swój początek w USA w latach 70. XX w. W 2015 liczba tamtejszych browarów wynosiła ponad 4269, w samym 2015 wzrosła o 547, a jednak tylko kilkadziesiąt z nich to browary koncernowe, nierzemieślnicze. W Polsce za początek piwnej rewolucji umownie uznaje się powstanie pierwszego kontraktowego browaru Pinta i wypuszczenie przez niego na rynek piwa „Atak Chmielu” w 2011 w stylu AIPA (ang. American India Pale Ale). W 2010 liczba browarów (ogółem) w Polsce wynosiła 65, natomiast w 2016 osiągnęła poziom 238, przy czym liczba dużych browarów w tym okresie się nie zmieniła i wynosiła 22. Wszystko to przekłada się na duży wybór rozmaitych piw – w Polsce liczba premier piwnych w 2017 przekroczyła 1500.

## Wpływ na organizm człowieka

### Wartości odżywcze
Trudno jest uogólnić zawartość związków odżywczych w piwie, ponieważ mogą one pod tym względem znacząco różnić się między sobą zależnie od użytych surowców i sposobu produkcji. Głównym składnikiem tego trunku jest woda, oprócz niej zawiera także węglowodany, alkohol, pewne ilości związków mineralnych i witamin. Występuje w nim sporo folianów, choliny, polifenoli, a także jest bogatym źródłem krzemu (ok. 107 mg/l) i wielu innych bioaktywnych składników. Pojemność antyoksydacyjna jest mniejsza niż w kawie, czerwonym winie czy herbacie, ale jest porównywalna z winem różowym.
Dwa potencjalne alergeny mogą występować w piwie – gluten i dwutlenek siarki. Ze względu na zawartość glutenu piwa nie powinny spożywać osoby chore na celiakię, choć dostępne są też na rynku piwa bezglutenowe.

### Spożycie piwa a zdrowie
Efekty spożycia alkoholu (etanolu) na zdrowie zależą od jego ilości – relacja między jego konsumpcją a śmiertelnością ogólną ma na wykresie kształt litery J lub U. Oznacza to, że śmiertelność ta jest wyższa u abstynentów oraz po przekroczeniu umiarkowanych ilości. Za umiarkowane ilości uznaje się nieprzekraczanie 2–3 standardowych dawek alkoholu dziennie dla mężczyzn i 1–2 dla kobiet. Piwo, mimo powszechnego postrzegania go jako napoju orzeźwiającego, zawiera znaczne ilości alkoholu, a jego negatywne skutki często są pomijane. Standardowe piwo o objętości 500 ml i mocy 5% zawiera około 20 gramów czystego alkoholu, co odpowiada ilości zawartej w 50 ml wódki o mocy 40%.
Eksperci wskazują na zagrożenie wynikające z ograniczonej profilaktyki dotyczącej spożycia alkoholu. W powszechnej opinii figuruje przekonanie, jakoby piwo nie było klasyfikowane na równi z innymi alkoholami lub nie było używką. Wizerunek ten jest wspierany przez komercyjne reklamy związane z wydarzeniami sportowymi lub aktywnością fizyczną. Piwo bywa w nich przedstawiane jako nieodłączny element zdrowego trybu życia. Alkohol jest szkodliwy dla młodzieży w każdej formie oraz każdej ilości. Negatywnie oddziałuje na narządy, spowalnia rozwój fizyczny oraz psychiczny, a także zniekształca rozwój osobowości oraz kontaktów społecznych. Badania potwierdzają niższy wzrost, obniżoną sprawność fizyczną oraz osłabiony kościec wśród dzieci i młodzieży, które spożywały alkohol.
Małe lub umiarkowane ilości alkoholu, w przeciwieństwie do dużych, mogą obniżać ryzyko zaburzeń funkcji poznawczych. W wielu badaniach wykazano, że spożywanie niewielkich ilości alkoholu w starszym wieku wiąże się z mniejszą liczbą wystąpień demencji i choroby Alzheimera. W przypadku piwa do tego efektu może się dodatkowo przyczyniać zawartość polifenoli i biodostępnego krzemu.
Z drugiej strony istnieją badania, które podważają niektóre dobroczynne właściwości umiarkowanego spożycia alkoholu, a także pojawiają się twierdzenia, że pozytywny wpływ niewielkich ilości alkoholu na pewne aspekty zdrowotne nie kompensuje jego negatywnego oddziaływania na inne aspekty, biorąc także pod uwagę wymiar społeczny. Przykładowo naukowcy z Uniwersytetu Pensylwanii udowodnili, że codzienne picie nawet niewielkiej ilości alkoholu ma negatywny wpływ na funkcjonalność mózgu. W grupie szkodliwych trunków znajduje się każdy napój zawierający w sobie etanol, w tym piwo.
Istnieją publikacje wykazujące, że substancje pochodzenia chmielowego jak ksantohumol, humulon mogą zmniejszać ryzyko rozwoju nowotworów. Z drugiej strony piwo jako napój alkoholowy, zwiększa ryzyko wystąpienia pewnych nowotworów (m.in. nowotwór jamy ustnej, krtani, przełyku, wątroby, jelita grubego), ale w zdecydowaniej większości przypadków jest to wynik spożywania nadmiernych ilości alkoholu. Poza tym piwo zawiera potencjalnie kancerogenne nitrozoaminy, ale współcześnie ich poziom jest znacznie niższy niż w innych produktach żywnościowych, które są poddawane suszeniu, peklowaniu, wędzeniu, i nie stanowią zagrożenia.
Uważa się, że substancje goryczkowe zawarte w szyszkach chmielu mają działanie uspokajające i nasenne. Niektóre związki, zwłaszcza 8-prenylonaringenina, mogą wykazywać działanie estrogenne. Nie ma jednak dowodów, aby takie fitoestrogeny z piwa miały niekorzystny wpływ na organizm człowieka (wywołując np. feminizację wśród mężczyzn spożywających nadmierne ilości piwa).
Alkohol stanowi zagrożenie dla prawidłowego rozwoju płodu, spożywanie alkoholu w trakcie ciąży może prowadzić m.in. do alkoholowego zespołu płodowego. W związku z tym zaleca się abstynencję podczas ciąży. Umiarkowane spożycie piwa może wzmagać laktację – piwo stymuluje wydzielanie prolaktyny, która zwiększa produkcję mleka. Składnikiem piwa odpowiedzialnym za to zjawisko nie jest alkohol, lecz najprawdopodobniej pewien polisacharyd.